# Liste der Kulturdenkmale in Leipzig-Südvorstadt, I–K
Die Liste der Kulturdenkmale in Leipzig-Südvorstadt enthält die Kulturdenkmale des Leipziger Ortsteils Südvorstadt, die in der Denkmalliste vom Landesamt für Denkmalpflege Sachsen mit Stand 2017 erfasst wurden.
Aus Platzgründen ist diese Liste geteilt. In dieser Liste sind die Kulturdenkmale in den Straßen mit den Anfangsbuchstaben I–K erfasst. Die Kulturdenkmale in den Straßen A–H sind in der Liste der Kulturdenkmale in Leipzig-Südvorstadt, A–H und in den Straßen L–Z in der Liste der Kulturdenkmale in Leipzig-Südvorstadt, L–Z aufgeführt.

## Legende
- Bild: Bild des Kulturdenkmals, ggf. zusätzlich mit einem Link zu weiteren Fotos des Kulturdenkmals im Medienarchiv Wikimedia Commons. Wenn man auf das Kamerasymbol klickt, können Fotos zu Kulturdenkmalen aus dieser Liste hochgeladen werden:
- Bezeichnung: Denkmalgeschützte Objekte und ggf. Bauwerksname des Kulturdenkmals
- Lage: Straßenname und Hausnummer oder Flurstücknummer des Kulturdenkmals. Die Grundsortierung der Liste erfolgt nach dieser Adresse. Der Link (Karte) führt zu verschiedenen Kartendiensten mit der Position des Kulturdenkmals. Fehlt dieser Link, wurden die Koordinaten noch nicht eingetragen. Sind diese bekannt, können sie über ein Tool mit einer Kartenansicht einfach nachgetragen werden. In dieser Kartenansicht sind Kulturdenkmale ohne Koordinaten mit einem roten bzw. orangen Marker dargestellt und können durch Verschieben auf die richtige Position in der Karte mit Koordinaten versehen werden. Kulturdenkmale ohne Bild sind an einem blauen bzw. roten Marker erkennbar.
- Datierung: Baubeginn, Fertigstellung, Datum der Erstnennung oder grobe zeitliche Einordnung entsprechend des Eintrags in der sächsischen Denkmaldatenbank
- Beschreibung: Kurzcharakteristik des Kulturdenkmals entsprechend des Eintrags in der sächsischen Denkmaldatenbank, ggf. ergänzt durch die dort nur selten veröffentlichten Erfassungstexte oder zusätzliche Informationen
- ID: Vom Landesamt für Denkmalpflege Sachsen vergebene, das Kulturdenkmal eindeutig identifizierende Objekt-Nummer. Der Link führt zum PDF-Denkmaldokument des Landesamtes für Denkmalpflege Sachsen. Bei ehemaligen Kulturdenkmalen können die Objektnummern unbekannt sein und deshalb fehlen bzw. die Links von aus der Datenbank entfernten Objektnummern ins Leere führen. Ein ggf. vorhandenes Icon  führt zu den Angaben des Kulturdenkmals bei Wikidata.

## Liste der Kulturdenkmale in Leipzig-Südvorstadt, I–K
| Bild                                    | Bezeichnung | Lage                                     | Datierung | Beschreibung | ID       |
| --------------------------------------- | --- | ---------------------------------------- | --- | --- | -------- |
|                                         | Mietshaus in offener Bebauung mit seitlicher Einfriedung und Toreinfahrt | Kantstraße 1 (Karte)                     | 1914 (Mietshaus) | Putzfassade, Eckbetonung, eigenwillig gestaltete, breite Erker, Reformstil-Architektur, baugeschichtlich von Bedeutung Denkmaltext Ein herrschaftliches Eckhaus zur Fockestraße, 1914 erbaut nach Plänen des Baumeisters Karl Eduard Reifert, der auch Bauherr war und sich im Dachgeschoss sein Planungsbüro einrichtete. Der Charakter maßgeblich bestimmt durch die beiden lisenengegliederten Mittelerker zu beiden Straßenfronten, die mit Bogenfriesen auf Pilastern aufsitzen. Die Front zur Kantstraße eindeutig als Hauptfassade bestimmt durch den Erker überragenden geschwungenen Giebel im Dachbereich. Das Dach zu beiden Straßen wie auch zur abgefasten, in den Obergeschossen vorstehenden Ecke massiv ausgebaut, jedoch nur über dem Mittelerker zur Fockestraße als Vollgeschoss. Die Hausflurausstattung original erhalten mit Pilastergliederung und Stuckdekoration an den Wänden und einem Tonnengewölbe. Grundrissbestimmend für die Geschosse ist ein zentraler, an das Treppenhaus angrenzender Lichthof, um den zwei herrschaftliche Wohnungen mit Salon angeordnet sind. LfD/1998 (vgl. Denkmaltopographie Stadt Leipzig) | 09295307 |
|                                         | Wohnhaus in offener Bebauung, mit Einfriedung und Vorgarten sowie Pflasterung des Zugangsweges | Kantstraße 3 (Karte)                     | 1932 (Wohnhaus) | Gebäude mit originaler Ausstattung, Putzfassade, Anklänge an den modernen Stil der 1920er Jahre bei traditionalistischer Grundhaltung, Architekt: Otto Droge, baugeschichtlich von Bedeutung Denkmaltext Zweifamilienhaus, 1932 nach Plänen des Architekten Otto Droge für den Schlossermeister und Inhaber einer Eisenwarenfabrik Ernst Graichen errichtet. Erd- und Obergeschoss über einem hohen Sockelgeschoss, das Eingangszone, eine offene Gartenhalle und eine Garage aufnimmt. Die Eingangsgewände mit gebänderter Klinkerverkleidung. In beiden Geschossen die linken Kanten betont durch über Eck gehende Fenster zur Straße und Veranden gartenseitig. Das Walmdach durch Brechung in seiner Wirkung gemildert, dadurch die kubische Gesamterscheinung stärker zum Tragen kommend. Original erhalten die Einfriedung des Vorgartens mit verputzter Ziegelmauer im westlichen und schmiedeeisernem Zaun im östlichen Bereich. LfD/1998 (vgl. Denkmaltopographie Stadt Leipzig) | 09295308 |
|                                         | Mietshaus in offener Bebauung | Kantstraße 4 (Karte)                     | 1906–1908 (Mietshaus) | Eckbetonung durch Eckerker, sparsam dekorierte Putzfassade, baugeschichtlich von Bedeutung Denkmaltext Die 1908 ausgeführten Baupläne aus der Feder des Architekten Karl Feistel stellen eine reduzierte Variante früherer Planungen dar, die für das seit 1906 in Bau befindliche Eckhaus von den Architekten Wilhelm Voigt und Ernst Ewald Maasch entworfen wurden. Als Bauherren verantwortlich zeichnen in der Schlussphase die beiden Bauunternehmer Gustav Ebert und Reinhold Rödel. Die Putzfassade in Formen eines zurückhaltenden Jugendstils im Nachhinein geglättet, jedoch die Hausflurausstattung mit Ornamentfliesen, Wandkacheln, Stuckdekorationen und Kreuzgratgewölbe vollständig erhalten. Im Dachgeschoss war bis 1910 ein Künstleratelier eingerichtet. LfD/1998 (vgl. Denkmaltopographie Stadt Leipzig) | 09295310 |
|                                         | Mietshaus in offener Bebauung | Kantstraße 5 (Karte)                     | 1909–1910 (Mietshaus) | ehemals mit Laden, Eckbetonung durch Vorkragung und verschiefertem Aufbau, Ziegelsockel, Putzfassade, mit Erkern und Balkons, Reformstil-Architektur, baugeschichtlich von Bedeutung Denkmaltext Errichtet 1909–1910 nach Plänen des auch als Bauherrn auftretenden Architekten Ernst Arthur Hänsch. Dreigeschossiger Eckbau mit markantem den Straßenraum prägendem verschiefertem Dachaufsatz im Eckbereich. Putzfassade mit hohem Ziegelsockel, zu beiden Straßenfronten Erker mit anstoßenden Balkons und gebrochene Giebel. Der Hausflur aufwendig gestaltet mit einer Wandverkleidung aus Stuckmarmor, Pilastern, Stuckkonsolen mit Köpfen, Stuckdecke und Windfangtür. Von den ursprünglich zwei im Souterrain vorhandenen Autogaragen 1927 Umwandlung der äußeren zu einem Laden. LfD/1998 (vgl. Denkmaltopographie Stadt Leipzig) | 09295302 |
|                                         | Mietshaus in offener Bebauung | Kantstraße 6 (Karte)                     | 1907–1909 (Mietshaus) | ehemals mit Laden, Putzfassade, baugeschichtlich von Bedeutung Denkmaltext Freistehendes viergeschossiges Wohnhaus, erbaut 1907–1909 durch die Bauunternehmer Ernst Lang und Emil Rümmler für den Rechtsanwalt Walter Krumbiegel. Die Putzfassade zwar verhältnismäßig schlicht und in den beiden oberen Geschossen verändert, doch sind die Umrahmungen der Fenster und des Oberlichtes der Haustür wie auch das Gurtgesims in ihrem einfachem geometrisierenden Jugendstildekor überzeugend. Mehr Räumlichkeit erhielt die Fassade durch die im Nachhinein abgenommenen sechs Balkons. Die Hausflurausstattung mit Fliesenfußboden, Wandkacheln und Stuckdecke original vorhanden. LfD/1998 (vgl. Denkmaltopographie Stadt Leipzig) | 09295311 |
| Weitere Bilder                          | Park eines ehemaligen Villengrundstückes (Anschrift: Richard-Lehmann-Straße 19 und Kantstraße 6e/f), mit Einfriedung, Toranlage, Rundtempel und Ecklaube (Villa kriegszerstört)                               | Kantstraße 6e; 6f (Karte)                | 1910–1911 (Villengarten/Landhausgarten) | repräsentatives Villengrundstück, Architekt: Otto Paul Burghardt, erbaut für den Fabrikdirektor Fritz von Philipp (Mitinhaber der Chemischen Fabriken Fritz Schulz jun., Globus-Werke), künstlerisch und ortsgeschichtlich von Bedeutung Denkmaltext Park mit Einfriedung, Portal, Parktempel und Ecklaube der 1910–1911 nach Plänen des Architekten Otto Paul Burghardt für den Fabrikdirektor Fritz von Philipp (Chemische Fabriken Fritz Schulz junior AG) an der repräsentativen Straßenecke Richard-Lehmann-Straße/August-Bebel-Straße in neobarockem Stil errichteten Villa. Die schlossartige, zweigeschossige und zweiflügelige Industriellenvilla, vor 1950 nach schweren Kriegsschäden abgetragen, war mit Terrassen, Veranden, Balkonen, Erkern, Giebeln, Türmchen, Dachreitern und Skulpturenschmuck reich ausgestattet, die siebzehnachsige Hauptfront mit großzügig angelegter Auffahrt wies zur Richard-Lehmann-Straße. Erhalten haben sich die Einfriedung des 1021,28 m² großen Parkgeländes mit schmiedeeisernem Zaun, Einfahrt und in Neobarockformen gehaltenem Sandsteinportal, ein Rundtempel mit ionischen Säulen, der ein Pumpwerk enthielt und eine werksteinverkleidete sechseckige Laube mit Pergola an der Ecke August-Bebel-Straße/Kantstraße. LfD/1998 (vgl. Denkmaltopographie Stadt Leipzig) | 09295443 |
|                                         | Mietshaus in offener Bebauung | Kantstraße 7 (Karte)                     | 1907–1908 (Mietshaus) | Putzfassade, zwei Erker mit anstoßenden Balkons, Hausflur mit originaler Wandverkleidung, baugeschichtlich von Bedeutung Denkmaltext Das freistehende viergeschossige Mietshaus 1907–1908 durch den auch als Bauherr zeichnenden Bauunternehmer Hermann Klingner errichtet. Zwei Seitenerker mit anstoßenden Balkons, darüber jeweils ein Dachhaus mit geschwungenenem bzw. segmentbogigigem Giebel. Kennzeichnend für die Fassade die vertikale Gliederung in den Obergeschossen, indem die Fensterzwischenräume im Wechsel mit Putznutung und Kammputz als Lisenen gestaltet sind. Die Ausstattung des Hausflures original erhalten mit einer Wandverkleidung aus Stuckmarmor, Stuckgesimsen, einem Tonnengewölbe und einer Windfangtür. LfD/1998 (vgl. Denkmaltopographie Stadt Leipzig) | 09295309 |
|                                         | Mietshaus in offener Bebauung und Hinterhaus | Kantstraße 8 (Karte)                     | 1909–1910, bezeichnet 1910 (Mietshaus) | Putzfassade, zwei Kastenerker und polygonaler Eckerker, Reformstil-Architektur, vergleiche Nummer 12, baugeschichtlich von Bedeutung Denkmaltext Nummer 8 und Nummer 12: Zwei von ursprünglich drei 1909–1911 für den Zimmermeister C. H. Fricke, von dem möglicherweise auch die Pläne stammen, errichtete viergeschossige freistehende Mietshäuser. Das mittlere Haus Nummer 10 Kriegsverlust. Der Aufbau der räumlich stark durchbildeten Fassaden beider Häuser nahezu gleich durch die beiden vorstehenden mittleren Erker mit darüber angeordneten übergiebelten Dachhäusern und die polygonalen Eckerker. Die Unterschiede bestehen im Detail, Nummer 8 besitzt ein Mansarddach mit Gauben, Nummer 12 ein Walmdach, bei Nummer 8 weisen das Portal wie auch die Dachhäuser geschweifte und die Dachgauben barockisierend gebrochene Giebel auf, bei Nummer 12 verfügen die Dachhäuser über Dreiecksgiebel. Die Mittelerker von Nummer 12 ab dem zweiten Obergeschoss geschwungen vorkragend. Die originale Putzstruktur mit einer Nutung der Erker nur bei Nummer 12 erhalten. In beiden Häusern originale Hausflurausstattungen, bei Nummer 8 mit Marmortreppe und Lisenengliederung der Wände, bei Nummer 12 mit Halbsäulen, geometrisierenden Stuckbändern und Tonnengewölbe. LfD/1998 (vgl. Denkmaltopographie Stadt Leipzig) | 09295434 |
| Direkt Bild zu diesem Denkmal hochladen | Hinterhaus in halboffener Bebauung | Kantstraße 10 (Karte)                    | um 1910 (Hinterhaus) | Putzfassade, baugeschichtliche und sozialgeschichtliche Bedeutung | 09299231 |
|                                         | Mietshaus in offener Bebauung mit seitlicher Toreinfahrt | Kantstraße 11 (Karte)                    | 1905 (Mietshaus) | Putzfassade, zwischen Reform- und Jugendstil, baugeschichtlich von Bedeutung Denkmaltext Das stattliche freistehende viergeschossige Mietshaus wurde 1905 nach Plänen des auch als Bauherr auftretenden Architekten Emil Franz Hänsel errichtet. Über dem Souterrain wird das Erdgeschoss und das verhältnismäßig niedrige erste Obergeschoss durch Putznutung zu einer weiteren Sockelzone zusammengefasst, auf der die leicht wirkenden glatt verputzten oberen Geschosse aufsitzen. Die vier linken Achsen der Fassade bis in das Dachgeschoss reichend mit Giebel, im Giebelfeld das Motiv einer aufgehenden Sonne. Weiterer ornamentaler und pflanzlicher Baudekor an den Umrahmungen des Portals des Oberlichts und einiger Obergeschossfenster sowie in den Feldern unter den Fenstern des obersten Geschosses. Der Hausflur enthält ein Tonnengewölbe mit Gurten. Der Ausbau des Mansarddaches erfolgte 1922. 1907 lebte im ersten Obergeschoss der Schriftsteller Paul Daehne. LfD/1998 (vgl. Denkmaltopographie Stadt Leipzig) | 09295312 |
|                                         | Mietshaus in offener Bebauung und Hinterhaus | Kantstraße 12 (Karte)                    | 1910–1911 (Mietshaus) | Putzfassade, zwei wuchtige Erker und polygonaler Eckerker, Reformstil-Architektur, vergleiche Nummer 8, baugeschichtlich von Bedeutung Denkmaltext Nummer 8 und Nummer 12: Zwei von ursprünglich drei 1909–1911 für den Zimmermeister C. H. Fricke, von dem möglicherweise auch die Pläne stammen, errichtete viergeschossige freistehende Mietshäuser. Das mittlere Haus Nummer 10 Kriegsverlust. Der Aufbau der räumlich stark durchbildeten Fassaden beider Häuser nahezu gleich durch die beiden vorstehenden mittleren Erker mit darüber angeordneten übergiebelten Dachhäusern und die polygonalen Eckerker. Die Unterschiede bestehen im Detail, Nummer 8 besitzt ein Mansarddach mit Gauben, Nummer 12 ein Walmdach, bei Nummer 8 weisen das Portal wie auch die Dachhäuser geschweifte und die Dachgauben barockisierend gebrochene Giebel auf, bei Nummer 12 verfügen die Dachhäuser über Dreiecksgiebel. Die Mittelerker von Nummer 12 ab dem zweiten Obergeschoss geschwungen vorkragend. Die originale Putzstruktur mit einer Nutung der Erker nur bei Nummer 12 erhalten. In beiden Häusern originale Hausflurausstattungen, bei Nummer 8 mit Marmortreppe und Lisenengliederung der Wände, bei Nummer 12 mit Halbsäulen, geometrisierenden Stuckbändern und Tonnengewölbe. LfD/1998 (vgl. Denkmaltopographie Stadt Leipzig) | 09295435 |
|                                         | Mietshaus in offener Bebauung, mit Hinterhaus und seitlicher Toreinfahrt | Kantstraße 13 (Karte)                    | 1906 (Mietshaus) | Erdgeschoss Ziegelfassade, Obergeschosse dekorierte Putzfassade, Reformstil-Architektur, baugeschichtlich von Bedeutung Denkmaltext Das freistehende viergeschossige Mietshaus 1906 nach Plänen des Architekten Emil Franz Hänsel, der auch als Bauherr zeichnet, errichtet. Von einem ersten Fassadenentwurf aus demselben Jahr mit einem ähnlichen ornamentalem Baudekor wie bei Hänsels zuvor errichtetem Nachbarhaus Nummer 11 wurde zugunsten einer streng architektonischen Gestaltung abgegangen, die Kubatur mit vier bis in das Dachgeschoss massiven Achsen und dem Dreiecksgiebel rechts und dem Mansarddach hingegen weitgehend beibehalten. Über einem hohen ziegelverkleideten, Souterrain und Erdgeschoss umfassenden Sockel und einem nur wenig unterteilten Gurtgesims erheben sich die Obergeschosse in einer vertikalen Gliederung. Dabei werden jeweils zwei Achsen durch Vertikalgliederungen zusammengefasst, deren Sockel als Rauhputzfelder ausgebildet sind. Im Hausflur ein Tonnengewölbe mit Gurten. 1922 erfolgte der Ausbau des Mansardgeschosses. LfD/1998 (vgl. Denkmaltopographie Stadt Leipzig) | 09295313 |
|                                         | Mietshaus in halboffener Bebauung | Kantstraße 16 (Karte)                    | 1902–1903 (Mietshaus) | mit Tordurchfahrt und mit Laden, Klinker-Putz-Fassade, ehemals mit Balkons, baugeschichtlich von Bedeutung Denkmaltext Viergeschossiges, 1902–1903 nach Plänen des Architekten Kurt Willy Schoebel für den Bauunternehmer Hermann Gruner errichtetes Mietshaus. Ziegelfassade mit Stuckgliederungen und sechs schmiedeeisernen Balkons, die beiden linken Achsen leicht vorstehend. Im Erdgeschoss rechts in die Souterrainzone einschneidend ein Bäckerladen aus der Erbauungszeit mit originaler Ladenfront, darüber halbgeschossig ein Mehlboden. LfD/1998 (vgl. Denkmaltopographie Stadt Leipzig) | 09295436 |
|                                         | Mietshaus in heute halboffener Bebauung | Kantstraße 23 (Karte)                    | 1898–1899 (Doppelmietshaus) | Eckbetonung durch erhöhten Eckbau, historisierende Klinker-Putz-Fassade, baugeschichtlich von Bedeutung Denkmaltext Viergeschossiges, 1898–1899 nach Plänen des Architekten E. Franke für den Zimmermeister und Bauunternehmer Franz Dietze errichtetes Eckhaus mit klinkerverkleideten Obergeschossen. An der abgefasten Ecke im ersten und zweiten Obergeschoss ursprünglich schmiedeeiserne Balkons. Im Hausflur die originale Ausstattung vorhanden mit Fliesenfußboden, Holzpaneelen, Stuckgliederungen an den Wänden und Stuckdecke. Eines der frühesten Wohnhäuser und ein Ausgangspunkt der Bebauung im westlichen Abschnitt der Kantstraße. | 09295314 |
|                                         | Mietshaus in offener Bebauung | Kantstraße 24 (Karte)                    | 1903–1904 (Mietshaus) | reich dekorierte Putzfassade, mit Balkons, baugeschichtlich von Bedeutung Denkmaltext Zusammen mit Nummer 26: Zwei freistehende viergeschossige Mietshäuser, 1903–1905 nach Plänen des Architekten Albert Brauer für den Maurermeister Johann Moch errichtet. Das bereits 1904 fertiggestellte Haus Nummer 24 mit aufwendigerer Gestaltung durch Bossierungen im Erdgeschoss, Rahmungen der seitlichen Achsen mit Pilastern und barockisierendem Stuckdekor, das erst im Folgejahr nach Besitzerwechsel zu Ende gebrachte Haus Nummer 26 als Sparvariante mit einfacher Klinkerfassade. Beide Fassaden besaßen mehr Plastizität durch die inzwischen abgenommenen Balkons. Die Hausflurausstattungen bei beiden Häusern mit Fliesenfußböden und Wandkacheln sind original erhalten, auch hier ist wieder bei Nummer 24 die aufwendigere Gestaltung vorzufinden. | 09295437 |
|                                         | Mietshaus in offener Bebauung | Kantstraße 26 (Karte)                    | 1903–1905 (Mietshaus) | historisierende Klinker-Putz-Fassade, mit Balkons, baugeschichtlich von Bedeutung Denkmaltext s. Kantstraße 24 | 09295438 |
|                                         | Mietshaus in offener Bebauung | Kantstraße 28 (Karte)                    | 1904–1905 (Mietshaus) | historistische Klinkerfassade, ehemals mit Balkons, baugeschichtlich von Bedeutung Denkmaltext 1904–1906 durch den Maurermeister E. Junge errichtetes freistehendes viergeschossiges Mietshaus mit Klinkerfassade. Beherrschendes Motiv der Fassade waren vier vorstehende, im Nachhinein entfernte Balkons. Original erhalten hat sich im Hausflur die Ausstattung mit Fliesenfußboden, Wandkacheln, Pilastergliederungen an den Wänden, Stuckdekorationen und Stuckdecke. | 09295447 |
|                                         | Doppelmietshaus (mit Bernhard-Göring-Straße 119) in offener Bebauung | Kantstraße 32 (Karte)                    | 1929 (Mietshaus) | | 09295465 |
|                                         | Mietshaus in offener Bebauung mit seitlicher Toreinfahrt | Kantstraße 34 (Karte)                    | 1910–1911 (Mietshaus) | Putzfassade, zwei Erker, Reformstil-Architektur, baugeschichtlich von Bedeutung Denkmaltext Viergeschossiges freistehendes Mietshaus, das 1910–1911 nach Plänen des Architekten Emil Voigt für den Buchhalter Gustav Voigt errichtet wurde. Putzfassade mit bruchsteinverkleidetem Sockel und aufgelegten Stuckfeldern in geometrischen Formen. Zwei leicht abgeschrägte Erker, darüber jeweils ein Dachhaus mit gebrochenem Giebel. Zwischen den Erkern die Putznutung des Erdgeschosses bis zu den Fensterbänken des ersten Obergeschosses hochgezogen, darin das Portal mit Pilastern, gebrochenem Giebel und Kranz mit Schleife im Giebelfeld. Der Hausflur reich ausgestattet mit Marmortreppe, Paneelen aus Stuckmarmor und Stuckdecke. An den Wänden zwei Stuckreliefs mit der Darstellung tanzender und musizierender Putten. LfD/1998 (vgl. Denkmaltopographie Stadt Leipzig) | 09295446 |
| Direkt Bild zu diesem Denkmal hochladen | Mietshaus in geschlossener Bebauung | Kantstraße 35 (Karte)                    | 1904–1905 (Mietshaus) | Klinkerfassade, baugeschichtlich von Bedeutung Denkmaltext Mit Nummer 37: Zwei nach Plänen des Architekten Max Todt für den Maurermeister Johannes Moch 1904–1905 errichtete viergeschossige Mietshäuser. Die Fassaden vollständig klinkerverkleidet, jeweils beidseitig die zwei äußeren Achsen durch hervortretende Fensterverdachungen stärker akzentuiert. Im Kontrast dazu die Mittelachsen durch die Fenster überfangende Ziegelbögen gegliedert. In beiden Häusern die Hausflure mit Wandverkachelung und Stuckdecke. LfD/1998 (vgl. Denkmaltopographie Stadt Leipzig) | 09295315 |
|                                         | Mietshaus in offener Bebauung | Kantstraße 36 (Karte)                    | 1910–1911 (Mietshaus) | Putzfassade, zwei Erker, Reformstil-Architektur, baugeschichtlich von Bedeutung Denkmaltext Nach Plänen des Architekten Erich Weber 1910–1911 für die Maurer August Lange und Arthur Eberhardt errichtetes viergeschossiges freistehendes Mietshaus. Putzfassade mit Putzspiegeln und sparsamem pflanzlichem Stuckdekor. Die beiden Erker von Konsolen mit Masken getragen, die Kanten der Erker als Putzlisenen ausgebildet. Als Eingang ein Portal mit geschweiftem Giebel und das Oberlicht umwindender Girlande. Die Hausflurausstattung ist original vorhanden mit Wandkacheln, einem Tonnengewölbe mit Gurten und an den Wänden Stuckreliefs mit stehenden Kindern vor Girlanden. LfD/1998 (vgl. Denkmaltopographie Stadt Leipzig) | 09295445 |
|                                         | Mietshaus in halboffener Bebauung | Kantstraße 37 (Karte)                    | 1904–1905 (Mietshaus) | Klinkerfassade, baugeschichtlich von Bedeutung Denkmaltext s. Nummer 35 | 09295316 |
|                                         | Ehemalige Sportschule (Fichtestraße 28) mit rückseitiger Schwimm- und Turnhalle (Fichtestraße 28a und Kantstraße 37a), heute Wohnhäuser                                                                       | Kantstraße 37a (Karte)                   | 1924–1926 (Freizeit- und Sportbau) | Vestibül mit keramischer Ausstattung im Art-déco-Stil, Sandstein-Putz-Fassade im traditionalistischen Stil der 1920er Jahre, ortsgeschichtlich, sozialgeschichtlich und baugeschichtlich von Bedeutung Denkmaltext Als Bundesschule des Arbeiter-Turn-und Sportbundes 1924–1925 nach Plänen des Architekten Oscar Schade errichtetes Schulgebäude mit rückseitiger Turn- und Schwimmhalle. Die hochaufragende fünfgeschossige Fassade des Hauptgebäudes mit vorstehendem fünfachsigem, die Eingangsvorhalle aufnehmenden Mittelrisalit, der eine auf schweren Pamenten ruhende geschossübergreifende Pilaster und eine abschließende Balkonbrüstung in Höhe des vierten Obergeschosses aufweist. Die Rücklagen ebenfalls mit einer Vertikalgliederung der drei unteren Geschosse, die Gliederungen dabei werksteinverkleidet, die Wandflächen mit Edelputz. Von der unteren Zone durch ein ausladendes Gurtgesims abgesetzt, bilden die beiden oberen Geschosse eine im Kontrast dazu in der Horizontale betonte Zone. Darüber ein steiles, ursprünglich mit Gauben und Dachreiter besetztes Walmdach. Der ursprünglich vorgesehene Skulpturenschmuck, vier Statuen vor der Vorhalle und vier Büsten auf der Balkonbrüstung wohl nicht ausgeführt. Im Inneren ein Vestibül mit mehrfarbiger keramischer Ausstattung im Art-déco-Stil, die Geschosse mit zweihüftiger Grundrissaufteilung, an die Mittelkorridore angrenzend die Schulräume, Lehrer- und Geschäftszimmer. Im ersten Obergeschoss der Hörsaal und eine Wohnung. Rückseitig an das Hauptgebäude anschließend hinter einer glasüberdachten Wandelhalle ein Turmhallengebäude mit zwei Turnhallen, daran angrenzend eine Schwimmhalle. Die Dächer von Turnhalle und Hauptgebäude wurden 1950–1951 nach Kriegsschäden neu errichtet, der Umbau zu einem Institutsgebäude der Universität Leipzig mit veränderter Grundrissaufteilung erfolgte 1955–1957. LfD/1998 (vgl. Denkmaltopographie Stadt Leipzig) | 09295353 |
| Weitere Bilder                          | Mietshaus in offener Bebauung in Ecklage, mit seitlicher Toreinfahrt | Kantstraße 38 (Karte)                    | 1910–1911 (Mietshaus) | Putzfassade, ehemals mit Läden, Eckbetonung, zwei Erker, Reformstil-Architektur, baugeschichtlich von Bedeutung Denkmaltext Viergeschossiges freistehendes Eckhaus, das 1910–1911 nach Plänen des Architekten Theodor George für den Maurermeister Wilhelm Richter entstanden ist. In der sparsam dekorierten Putzfassade das zweite Obergeschoss hervorgehoben durch gebrochene Fenstergiebel. Der Giebel des Einganges in gleicher Weise gebrochen. Die abgefaste Ecke in den Obergeschossen leicht vorkragend. Zu beiden Straßenfronten jeweils ein Erker. Hinter der geschnitzten Haustür in Jugendstilformen findet sich die originale Hausfluraustattung mit Wandverkachelung, Stuckdekor und einer Kassettendecke. Das Dach im Eckbereich wurde nach Kriegsschäden verändert wiederaufgebaut. LfD/1998 (vgl. Denkmaltopographie Stadt Leipzig) | 09295444 |
| Weitere Bilder                          | Doppelmietshaus in offener Bebauung | Kantstraße 39; 41 (Karte)                | 1912 (Doppelmietshaus) | Putzfassade, zwei Erker, Reformstil-Architektur, baugeschichtlich von Bedeutung Denkmaltext Das Doppelmietshaus gehörte zu einem Baukomplex, der 1912 nach Plänen des Architekten Oskar Schade für den Arbeiter-Turnverlag Backhaus und Diettrich entstanden ist. Zu ihm gehörten am anderen Ende des Grundstücks an der Fichtestraße ein entsprechendes Doppelhaus, das 1943 zerstört wurde und das zwischen beiden Wohnhäusern erhalten gebliebene Druckereigebäude. Kennzeichnend für das viergeschossige freistehende Wohngebäude ist sein kompakter Eindruck, der durch die Abschrägung der vorderen Gebäudekanten und durch die umlaufenden Bauformen entstanden ist: die Putznutung im Erdgeschoss, den Fußwalm zwischen zweitem und drittem Obergeschoss und das Mansarddach. Die abgeschrägten Erker vor den beiden leicht vortretenden dreiachsigen Risaliten fügen sich mit der gleichen Gestaltung der Putzflächen und den Balkonbrüstungen diesem Gliederungsprinzip ein. In den Hausfluren eine Ausstattung mit Wandverkachelung und Kassettendecke. Das Fabrikgebäude mit balusterartigem Teilungsband, welches das Dachgeschoss vom zweiten Obergeschoss absetzt. 1934 wurden die mittlerweile dem Arbeiter-Turn- und Sportbund gehörenden Gebäude enteignet und durch das Land Sachsen an die Dittersdorfer Filz- und Kratztuchfabrik veräußert. LfD/1998 (vgl. Denkmaltopographie Stadt Leipzig) | 09295317 |
|                                         | Mietshaus in offener Bebauung in Ecklage | Kantstraße 45 (Karte)                    | 1912–1913 (Mietshaus) | Eckbetonung durch Eckerker, Putzfassade, weitere Erker, Reformstil-Architektur, baugeschichtlich von Bedeutung Denkmaltext Viergeschossiges freistehendes Eckhaus, errichtet 1912–1913 nach Plänen des Architekten Johannes Theuerkorn für den Zimmermeister Gustav Küster. Nur durch schmale Gurtgesimse unterteilte Putzfassade. Über der im Erdgeschoss abgefasten Ecke ein ausladender polygonaler Eckerker, zwei kleinere, jeweils abgeschrägte Erker an den Fronten zur Kant- und zur Bernhard-Göring-Straße. An den Erkern der einzige Baudekor, kleine ornamentale oder Masken zeigende Stuckreliefs. Reicher ist die Ausstattung des Hausflures mit einer Wandverkachelung, Stuckmedaillons mit Vasen, Stuckreliefs mit der Darstellung Gefäße ausschüttender Frauengestalten und einer Kassettendecke. LfD/1998 (vgl. Denkmaltopographie Stadt Leipzig) | 09295318 |
|                                         | Mietshaus in offener Bebauung | Kantstraße 49 (Karte)                    | 1912–1913 (Mietshaus) | Putzfassade, zwei Erker, Reformstil-Architektur, baugeschichtlich von Bedeutung Denkmaltext Nummer 47 und Nummer 49: Die beiden freistehenden viergeschossigen Mietshäuser 1911 (Nummer 47) und 1912–1913 (Nummer 49) durch den Zimmermeister und Bauunternehmer Wilhelm Kother errichtet. Beide Bauten mit jeweils zwei steil proportionierten und gerade vortretenden Erkern, die in ihrer Reihung den Straßenraum stark prägen. Nummer 47 etwas leichter wirkend durch die rocailleartig umrandeten Putzspiegel an den Erkern und den Spitzgiebel mit Rocailleornament über den vier bis in das Dachgeschoss massiven Gebäudeachsen, Nummer 49 hingegen strenger durch die aufgelegten Biedermeierkränze anstelle der Spiegel und den Walmdachabschluss der vier bis in das Dachgeschoss massiven Achsen. Beide Hausflure mit reicher Ausstattung durch Wandverkleidung aus Stuckmarmor, einer Pilastergliederung der Wände und Stuckdekorationen. In Nummer 49 ein Stuckfries mit Kindern und Girlanden. Die Wohnungen in beiden Häusern von herrschaftlichem Zuschnitt mit Salon und Kinderzimmer. LfD/1998 (vgl. Denkmaltopographie Stadt Leipzig) | 09295320 |
|                                         | Doppelmietshaus in offener Bebauung, mit zwei seitlichen Toreinfahrten | Kantstraße 54; 56 (Karte)                | 1914 (Doppelmietshaus) | Putzfassade, seiner Zeit vorausschauend eines der ersten für Kleinwohnungen errichteten Mietshäuser, im Reformstil, Architekt: Otto Juhrich, baugeschichtlich von Bedeutung Denkmaltext Viergeschossiges Doppelmietshaus, 1914 nach Plänen des Architekten Otto Juhrich für den Baumeister Wilhelm Günther errichtet. Seiner Zeit vorausschauend stellt es mit vier Wohnungen pro Etage eines der ersten für Kleinwohnungen errichteten Mietshäuser dar. Nach erheblichem Widerstand von Stadtbaudirektor Strobel und Amtsarzt Dr. Poetter, die dem Plan ästhetische Mängel sowie verfehlte und vom hygienischen Standpunkt unzulässige Grundrisse vorwarfen, war es von städtischer Seite Oberbaukommissar Gerlach, der als erster die Notwendigkeit einer Errichtung von kleinen Wohneinheiten zur Vermeidung überfüllter Wohnungen erkannte und eine Ausnahmegenehmigung erwirkte. Das durch den Grundriss geprägte Äußere des freistehenden Putzbaus verhältnismäßig einfach mit genuteter Erdgeschosszone und kleinteiligen Antragsarbeiten an den Risaliten der Vorderfront. Mittig an Vorder- und Rückseite verglaste Küchenaustritte, an den Seitenfronten die beiden Eingänge flankierende abgeschrägte Risalite zur Belichtung der seitlichen Kammern. Das Dachgeschoss mit drei breiten, im Straßenbild dominierenden Lukarnen. Im Grundriss gruppieren sich vier Wohnungen um einen Lichtschacht, zu dem die Badezimmer angeordnet sind, während Küche, Stube und die beiden Kammern jeder Wohnung an den Außenfronten liegen. Die nur eingeschränkt mögliche Durchlüftung durch den Lichtschacht wie auch der Umstand, dass zwei der vier Wohnungen keine straßenseitigen Fenster besitzen, haben dazu beigetragen, dass ein ähnliches Projekt Juhrichs für Kantstraße 58/60 nach dem Ersten Weltkrieg keine Genehmigung mehr erhielt und sich auf Dauer andere, aus gründerzeitlichen dreispännigen Geschossgrundrissen entwickelte Kleinwohnungszuschnitte durchsetzten. LfD/1998 (vgl. Denkmaltopographie Stadt Leipzig) | 09295327 |
| Weitere Bilder                          | Doppelmietshaus (auf winkelförmigem Grundriss) in offener Bebauung, mit umgebender Grünfläche | Kantstraße 55; 57 (Karte)                | 1955–1956 (Doppelmietshaus) | schlichte Putzfassade, Garten mit zwei Treppenanlagen, Wegebelägen und Bepflanzung, Ersatzwohnungsbau der Ortsverlegung Stöhna-Rüben, die dem Braunkohle-Tagebau geopfert wurden, sozialgeschichtlich und baugeschichtlich von Bedeutung Denkmaltext Als Ersatzwohnungsbau der Ortsverlegung Stöhna-Rüben, notwendig für die Weiterentwicklung des Tagebaus Espenhain, durfte das Bauvorhaben aus dem normalen Rahmen des Typenwohnungsbaues herausfallen. Planträger war das Ministerium für Schwerindustrie der DDR, HV Flüssige Brennstoffe, die Projektbestätigung erfolgte im Dezember 1954 durch das Entwurfsbüro für Hochbau I des Rates des Bezirkes Leipzig. Inanspruchnahme der Grundstücke auf Grundlage des Aufbaugesetzes. Der mit Block 7 bezeichnete Bau entstand 1955–1956 durch den VEB Bau (K) Leipzig – Investträger waren der VEB Kombinat „Otto Grotewohl“ Böhlen und der VEB Kombinat Braunkohlenwerk Espenhain (weitere Häuser für die Einwohner von Stöhna-Rüben in Markkleeberg, Rötha und Böhlen-Nord). Giebelständig zur Kantstraße entstand ein winkelförmiger Baukörper mit Satteldach und Putzfassade, Sockel und Stockwerkgesims sind aus Kunststein-Fertigteilen. Gliederung der Fassaden insbesondere durch hochrechteckige Fensterreihungen, wobei die Beletage durch einige Balkone akzentuiert wird. Ein leicht vorstehender Treppenhausrisalit bei Nummer 57 mit repräsentativem Austritt in der ersten Etage. Fertigbauteile lieferte die Menzel-Stahlbetonbauteile GmbH in Elsterwerda. Das Gebäude mit komplett erhaltener Ausstattung ist ein interessantes und seltenes original erhaltenes Beispiel für die spezielle Problematik der Überbaggerung von Ortslagen im Braunkohlenrevier Mitteldeutschlands und die daraus erwachsende Notwendigkeit der Bevölkerungsumsiedlung. Von Seltenheitswert die original erhaltene Garten- und Freiflächengestaltung mit Treppenanlagen, Natursteinmauer und Wege mit Kantensteinen, eindrücklich zeitgenössische Bepflanzung u. a. mit Trompetenbäumen und Ahornen sowie verschiedenen Ziersträuchern: Goldglöckchen, Tartarische Heckenkirsche, Berberitzen, Bauernjasmin, Runzlige Zwergmispel, Pracht-Spiere, Goldregen . LfD/2007 | 09301440 |
|                                         | Mietshaus in offener Bebauung mit zwei seitlichen Toreinfahrten | Kantstraße 58 (Karte)                    | 1926–1927 (Mietshaus) | zwei originale Garagentore im Sockelgeschoss, Putzfassade, zwei Erker, Reformstil-Architektur, baugeschichtlich von Bedeutung Denkmaltext Nummer 58 und Nummer 60: Nach einem gescheiterten Bauantrag für zwei, dem Nachbargebäude Nummer 54/56 entsprechende Doppelhäuser mit Kleinwohnungen von 1914 reichte der auch als Bauherr verantwortliche Architekt Otto Juhrich 1920 neue Baupläne ein, diesmal für zwei freistehende viergeschossige Einzelgebäude mit größer zugeschnittenen Wohnungen. Die Ausführung erfolgte jedoch erst 1926–1927. Die Obergeschosse mit feinkörniger Putzoberfläche und vorstehenden Erkern kontrastierend zu dem Erdgeschoss mit umlaufender Putznutung. Bei Nummer 58 zusätzlich dreiachsiger, an den Seiten abgeschrägter Dachausbau über den Mittelachsen, in dem Juhrich sein Entwurfsbüro einrichtete. Von der 1914 eingereichten Planung übernommen die Gruppierung der Wohnungen um einen zentralen Lichtschacht, an den bei Nummer 58 eine zweiläufige Haustreppe anschließt, während er bei Nummer 60 eine vierläufige Treppe enthält. LfD/1998 (vgl. Denkmaltopographie Stadt Leipzig) | 09295326 |
|                                         | Doppelmietshaus in offener Bebauung, mit Einfriedung und umgebender Grünfläche | Kantstraße 59a; 59b (Karte)              | 1926–1927 (Doppelmietshaus) | Wohnblock quer zur Kantstraße stehend, Putzfassade mit Klinkerverkleidung der Eingänge und des Sockels, siehe auch Nummer 61a/61b und Nummer 63a/63b, stilistisch an der Reformstil-Architektur orientiert, baugeschichtlich von Bedeutung Denkmaltext Nummer 59a/59b, Nummer 61a/61b und 63a/63b: 1926–1927 nach Plänen des Architekten Otto Juhrich für die Wohnungsbaugesellschaft Leipziger Handwerker errichtete Wohnanlage, bestehend aus drei in Kammstellung zur Straße stehenden Wohnblöcken mit jeweils zwei Eingängen. Die Hauptfronten nach Osten mit Spitzgiebeln über den Eingangsachsen und vier weit vorstehenden Erkern auf Stützen. Die Giebelseiten gestaltet durch leicht vorstehende, in den Obergeschossen vorkragende mittlere Kompartimente. Die Geschosse mit jeweils zwei im Korridortypus angelegten Wohnungen pro Hauseingang. Eine Instandsetzung der zum Teil kriegszerstörten Dächer erfolgte 1958. LfD/1998 (vgl. Denkmaltopographie Stadt Leipzig) | 09295321 |
|                                         | Mietshaus in offener Bebauung | Kantstraße 60 (Karte)                    | 1926 (Mietshaus) | Putzfassade, zwei Erker, Reformstil-Architektur, baugeschichtlich von Bedeutung Denkmaltext Nummer 58 und Nummer 60: Nach einem gescheiterten Bauantrag für zwei, dem Nachbargebäude Nummer 54/56 entsprechende Doppelhäuser mit Kleinwohnungen von 1914 reichte der auch als Bauherr verantwortliche Architekt Otto Juhrich 1920 neue Baupläne ein, diesmal für zwei freistehende viergeschossige Einzelgebäude mit größer zugeschnittenen Wohnungen. Die Ausführung erfolgte jedoch erst 1926–1927. Die Obergeschosse mit feinkörniger Putzoberfläche und vorstehenden Erkern kontrastierend zu dem Erdgeschoss mit umlaufender Putznutung. Bei Nummer 58 zusätzlich dreiachsiger, an den Seiten abgeschrägter Dachausbau über den Mittelachsen, in dem Juhrich sein Entwurfsbüro einrichtete. Von der 1914 eingereichten Planung übernommen die Gruppierung der Wohnungen um einen zentralen Lichtschacht, an den bei Nummer 58 eine zweiläufige Haustreppe anschließt, während er bei Nummer 60 eine vierläufige Treppe enthält. LfD/1998 (vgl. Denkmaltopographie Stadt Leipzig) | 09295325 |
|                                         | Doppelmietshaus in offener Bebauung, mit Einfriedung und umgebender Grünfläche | Kantstraße 61a; 61b (Karte)              | 1926–1927 (Doppelmietshaus) | Wohnblock quer zur Kantstraße stehend, Putzfassade mit Klinkerverkleidung der Sockel und Eingänge, siehe auch Nummer 59a/59b und Nummer 63a/63b, stilistisch an der Reformstil-Architektur orientiert, baugeschichtlich von Bedeutung Denkmaltext Nummer 59a/59b, Nummer 61a/61b und 63a/63b: 1926–1927 nach Plänen des Architekten Otto Juhrich für die Wohnungsbaugesellschaft Leipziger Handwerker errichtete Wohnanlage, bestehend aus drei in Kammstellung zur Straße stehenden Wohnblöcken mit jeweils zwei Eingängen. Die Hauptfronten nach Osten mit Spitzgiebeln über den Eingangsachsen und vier weit vorstehenden Erkern auf Stützen. Die Giebelseiten gestaltet durch leicht vorstehende, in den Obergeschossen vorkragende mittlere Kompartimente. Die Geschosse mit jeweils zwei im Korridortypus angelegten Wohnungen pro Hauseingang. Eine Instandsetzung der zum Teil kriegszerstörten Dächer erfolgte 1958. LfD/1998 (vgl. Denkmaltopographie Stadt Leipzig) | 09295322 |
|                                         | Doppelmietshaus in offener Bebauung, mit Einfriedung und umgebender Grünfläche | Kantstraße 63a; 63b (Karte)              | 1926–1927 (Doppelmietshaus) | Wohnblock quer zur Kantstraße stehend, Putzfassade mit Klinkerverkleidung der Sockel und der Eingänge, siehe auch Nummer 59a/59b und Nummer 61a/61b, stilistisch an der Reformstil-Architektur orientiert, baugeschichtlich von Bedeutung Denkmaltext Nummer 59a/59b, Nummer 61a/61b und 63a/63b: 1926–1927 nach Plänen des Architekten Otto Juhrich für die Wohnungsbaugesellschaft Leipziger Handwerker errichtete Wohnanlage, bestehend aus drei in Kammstellung zur Straße stehenden Wohnblöcken mit jeweils zwei Eingängen. Die Hauptfronten nach Osten mit Spitzgiebeln über den Eingangsachsen und vier weit vorstehenden Erkern auf Stützen. Die Giebelseiten gestaltet durch leicht vorstehende, in den Obergeschossen vorkragende mittlere Kompartimente. Die Geschosse mit jeweils zwei im Korridortypus angelegten Wohnungen pro Hauseingang. Eine Instandsetzung der zum Teil kriegszerstörten Dächer erfolgte 1958. LfD/1998 (vgl. Denkmaltopographie Stadt Leipzig) | 09295323 |
|                                         | Mietshaus in geschlossener Bebauung in Ecklage | Kantstraße 67 (Karte)                    | 1887–1888 (Mietshaus), 1906–1907 Erweiterung (Mietshaus)                                                                                          | ehemals mit Remisen und Lagerhaus im Hof, Eckbetonung durch Eckerker, mit Läden, historistische Klinkerfassade, baugeschichtlich von Bedeutung Denkmaltext Viergeschossiges Eckgebäude, dessen linke Haushälfte, eines der ersten Wohnhäuser in der Kantstraße, 1887–1888 nach Plänen des Architekten Eduard Neimann für Carl Gottfried Rehn errichtet wurde. Die rechte Haushälfte mit abgefaster Ecke erst 1906–1907 angefügt, jedoch nach Plänen von 1887. Klinkerfassade mit kunststeinverkleidetem Erdgeschoss und verputztem Eckerker sowie Stuckdekor an dem Kranzgesims und den Fensterumrahmungen. Mit Zufahrt von der Altenburger Straße zwei Hofgebäude von 1888, ursprünglich mit Pferdestall, Remise und Kontor, die 1903 durch die Schlachtmaschinenfirma Jahn und Vogt genutzt wurden (1998–1999 abgebrochen). LfD/1998 (vgl. Denkmaltopographie Stadt Leipzig) | 09295324 |
| Weitere Bilder                          | Ehemaliger Schlachthof mit Einfriedung und zwei Toranlagen, zwei Pförtnerhäusern, drei Verwaltungsgebäuden, der ehemaligen Fleischbörse (heute Intendanz einer Rundfunkanstalt) und zwei alten Schlachthallen | Kantstraße 69; 71; 73 (Karte)            | 1886–1888 (Schlachthof), vor 2013 (Rinderschlachthalle)                                                                                           | Ziegelbauten mit werksteinverkleideten Sockeln und Gliederungselementen aus Sandstein, mit den wiederkehrenden Motiven des Giebels mit aufsteigendem Bogenfries und des vorstehenden Satteldaches bei den Bauten der ersten Anlage und den Erweiterungen bis 1912, einheitlich als Hof gestalteter Eingangsbereich (Schlachthofgelände ursprünglich zwischen Altenburger Straße, Richard-Lehmann-Straße und den Gleisen des Bayerischen Bahnhofs, siehe auch Altenburger Straße 3), Architekt der ersten Bauphase: Stadtbaurat Hugo Licht, baugeschichtlich und ortsentwicklungsgeschichtlich von Bedeutung ; >Seit 1993 Gelände des MDR mit Erhalt einiger alter Bauten | 09295659 |
| Direkt Bild zu diesem Denkmal hochladen | Straßenanlage mit Allee | Karl-Liebknecht-Straße - (Karte)         | 1870–1875 (Allee) | zwischen Südplatz und Connewitzer Kreuz/Arno-Nitzsche-Straße, stadtentwicklungsgeschichtlich von Bedeutung | 09296709 |
| Direkt Bild zu diesem Denkmal hochladen | Handschwengelpumpe mit Brunnenschacht und Abdeckplatte | Karl-Liebknecht-Straße - (Karte)         | 1878 (Handschwengelpumpe) | in Höhe Schützplatz/Scharnhorststraße, Typ Gotik, ortsgeschichtlich von Bedeutung Denkmaltext Brunnenschacht und Abdeckplatte einer gusseisernen Handschwengelpumpe vom Typ Gotik in Höhe Heinrich-Schütz-Platz/Ecke Scharnhorststraße. Um 1880. | 09296162 |
| Direkt Bild zu diesem Denkmal hochladen | Handschwengelpumpe mit Brunnenschacht und Abdeckplatte | Karl-Liebknecht-Straße - (Karte)         | 1878 (Handschwengelpumpe) | Ecke Alfred-Kästner-Straße, vor Karl-Liebknecht-Straße Nummer 72, Pumpe zurzeit nicht vorhanden, ortsgeschichtlich von Bedeutung Denkmaltext Brunnenschacht und Abdeckplatte einer Handschwengelpumpe vor Nummer 72 in Nähe Ecke Alfred-Kästner-Straße. | 09295647 |
|                                         | Saalgebäude in geschlossener Bebauung (erbaut als Kulturhaus, heute Veranstaltungsstätte eines Vereins) | Karl-Liebknecht-Straße 46 (Karte)        | 1955–1957 (Kulturhaus) | Putzfassade, ehemaliger Aufklärungs-Pavillon der Nationalen Front des demokratischen Deutschland (ab 1973 Nationale Front der DDR), ortsgeschichtlich von Bedeutung Denkmaltext Als Kulturhaus, Aufklärungslokal und Klubhaus wurde der eingeschossige Bau in Ecklage Körnerstraße auf den Grundmauern eines kriegszerstörten Mietshauses errichtet. Die Planunterlagen wurden im September 1955 durch den VEB Konstruktions- und Ingenieurbüro Chemie eingereicht, genau zwei Jahre später erfolgte die Schlussabnahme der im Rahmen freiwilliger Arbeitseinsätze erbauten Versammlungsstätte. Mit Geschick versuchten die Architekten das schiefwinklige Grundstück werbewirksam zu nutzen. Der eingeschossige Flachbau auf L-förmigem Grundriss nimmt den Versammlungssaal auf, der über einen Vorraum mit Garderobe erschlossen wird. Zwei Sitzungszimmer, ein Büro und Sanitärräume befinden sich im niedrigeren Querflügel an der Körnerstraße. Von den beiden flach geneigten Satteldächern ist das den Saal überdeckende Dach höher. Durch den zurückspringenden Querflügel entstand eine interessante Zugangsmöglichkeit mit auf vier Pfeilern ruhendem und vorn gerundeten Vordach. Der Bau erhielt Münchner Rauputz in hellem Ton. In Rede stehender Pavillon ist ein seltenes Zeugnis der Stadtteil- und Propagandakultur der 1950er Jahre in der DDR und die letzte erhaltene Versammlungsstätte ihrer Art in Leipzig. LfD/2006 | 09299968 |
|                                         | Mietshaus in geschlossener Bebauung | Karl-Liebknecht-Straße 48 (Karte)        | 1879 (Mietshaus) | mit Ladeneinbau und Hausdurchgang, Putzfassade, baugeschichtlich von Bedeutung Denkmaltext Viergeschossiges, 1879 nach Plänen des Architekten Gustav Strauß für den Gastwirt Friedrich August Geudtner errichtetes Mietshaus. Putzbau mit Sandsteingliederungen, die beiden seitlichen Achsen links in den Obergeschossen leicht vorstehend. Das Mansardgeschoss mit Dachhäusern in dichter Reihung. Das ursprünglich durch eine Arkatur gegliederte und eine Gaststätte enthaltende Erdgeschoss 1920–1921 zur Ladenzone umgebaut. In den Obergeschossen und im Mansardgeschoss jeweils zwei Wohnungen. 1932 Beseitigung der Erdgeschossarkatur und Neuverputzung der Fassade. LfD/1998 (vgl. Denkmaltopographie Stadt Leipzig) | 09296695 |
|                                         | Mietshaus in geschlossener Bebauung und Hofgebäude | Karl-Liebknecht-Straße 50 (Karte)        | 1879 (Mietshaus) | mit Tordurchfahrt und Läden, historistische Putzfassade, baugeschichtlich von Bedeutung Denkmaltext 1879 durch den Maurermeister Ernst Beck errichtetes viergeschossiges Mietshaus. Die im Nachhinein geglättete Putzfassade mit Sandsteingliederungen, der Sockel bruchsteinverkleidet, das Erdgeschoss ursprünglich genutet. Die Geschosse mit jeweils zwei Wohnungen, 1886 Ladeneinbau im Erdgeschoss. Rückwärtig seitlich links ein zweiflügeliges Hofgebäude, ursprünglich mit Pferdestall, Remise, Kontor und Kutscherwohnung. LfD/1998 (vgl. Denkmaltopographie Stadt Leipzig) | 09296697 |
|                                         | Mietshaus in geschlossener Bebauung | Karl-Liebknecht-Straße 52 (Karte)        | 1879 (Mietshaus) | mit Läden und Tordurchfahrt, historistische Putzfassade, baugeschichtlich von Bedeutung Denkmaltext Viergeschossiges, 1879 nach Plänen des Architekten Richard Hagemann für den Kohlenhändler Wilhelm Glaubig erbautes viergeschossiges Mietshaus. Putzbau mit Sandsteingliederungen und Mansarddach, beidseitig die äußeren Achsen in den Obergeschossen leicht vortretend. Das Erdgeschoss ursprünglich mit zwei, seit 1890 mit drei Läden. In dem durch die Tordurchfahrt zugänglichen Hof seitlich rechts ein dreigeschossiges, im Erdgeschoss ursprünglich eine Werkstatt enthaltenes Wohngebäude. LfD/1998 (vgl. Denkmaltopographie Stadt Leipzig) | 09295013 |
|                                         | Mietshaus in geschlossener Bebauung und Hintergebäude | Karl-Liebknecht-Straße 54 (Karte)        | 1879 (Mietshaus) | mit Tordurchfahrt und Laden, historisierende Putzfassade, baugeschichtlich von Bedeutung Denkmaltext Durch den Architekten und Maurermeister Heinrich Lindemann 1879 für Hermann Kind errichtetes viergeschossiges Mietshaus mit Mezzaningeschoss und seitlicher Tordurchfahrt. Putzbau mit Sandstein- und Stuckgliederungen. Erd- und Zwischengeschoss waren ursprünglich durch eine horizontale Streifenbossierung zu einer Gebäudezone zusammengefasst. Das oberste Geschoss als nur an der Vorderfront massiv ausgeführtes Dachgeschoss, auf das 1905 ein Spitzboden aufgesetzt wurde. Die Außenachsen im Bereich des ersten Obergeschosses ursprünglich mit Balkonen. Das Erdgeschoss mit Ladenzone, in den Obergeschossen, im Zwischen- und im Dachgeschoss jeweils zwei Wohnungen. Der Hof mit einem zweigeschossigen Hintergebäude, das im Erdgeschoss Stall und Schlachthaus, im Obergeschoss zwei Wohnungen enthielt. 1957 Fassadenumgestaltung mit Abnahme der Balkone, Neuverputzung und Verkachelung des Erdgeschosses. LfD/1998 (vgl. Denkmaltopographie Stadt Leipzig) | 09296696 |
|                                         | Mietshaus in geschlossener Bebauung | Karl-Liebknecht-Straße 56 (Karte)        | 1879–1880, bezeichnet 1879 (Mietshaus) | historistische Putzfassade, schöner Eckerker, baugeschichtlich von Bedeutung Denkmaltext 1879–1880 durch den Baumeister Robert Pfalz für Ernst Albert Pfalz errichtetes viergeschossiges großbürgerliches Mietshaus in abgefaster Ecklage am Südplatz. Putzbau mit Sandsteingliederungen, die abgefaste Ecke durch einen zweigeschossigen Erker betont. Die Giebelfront an der Schenkendorfstraße freistehend und durchfenstert, davor ein eingefriedeter Garten. Pro Geschoss eine geräumige Wohnung mit Salon, Kinder- und Gästezimmer. LfD/1998 (vgl. Denkmaltopographie Stadt Leipzig) | 09295014 |
| Direkt Bild zu diesem Denkmal hochladen | Doppelmietshaus (Anschrift: Kochstraße 1 und Karl-Liebknecht-Straße 56a/Kochstraße 1b) in geschlossener Bebauung und in Kopflage                                                                              | Karl-Liebknecht-Straße 56a (Karte)       | 1888–1889 (Mietshaus) | markanter Putzbau am Südplatz, Eckturm, baugeschichtlich von Bedeutung Denkmaltext Der dreigeschossig Kopfbau an der Straßengabelung Koch- und Karl-Liebknecht-Straße wurde zusammen mit dem anstoßenden fünfgeschossigen Flügel (1b) 1888·an die bereits seit 1874 bestehende Villa (Karl-Liebknecht-Straße 58) angefügt. Alle Grundstücke gehörten dem Bauunternehmer Hermann Kramer, die Um- und Erweiterungsbauten der Wohn- und Geschäftshäuser unternahm der Architekt Richard Hagemann. Zustand bis 1994: Über dem geglätteten Erdgeschoss der Originalzustand mit feiner Putzgliederung erhalten. Bei der Restaurierung 1995 wurde die Spundierung des Erdgeschoss und der trapezförmige Dachaufbau wiederhergestellt. LfD/1998 (vgl. Denkmaltopographie Stadt Leipzig) | 09295253 |
|                                         | Mietshaus (Anschrift: Karl-Liebknecht-Straße 58 und Kochstraße 3) in geschlossener Bebauung | Karl-Liebknecht-Straße 58 (Karte)        | 1873–1874 (Mietshaus) | mit Läden, repräsentative historistische Putzfassade, ebenso die Hoffassade zur Kochstraße, baugeschichtlich von Bedeutung Denkmaltext Dreigeschossiges Wohn- und Geschäftshaus mit Zwischengeschoss, 1873–1874 zwischen Kochstraße und neuangelegter Südstraße ursprünglich als Mietvilla in halboffener Bebauung errichtet. Bauherr und Ausführender war der Bauunternehmer Wilhelm Richter, von dem auch die Pläne stammen. Der dreigeschossige Putzbau besaß ein hohes Souterrain, darüber ein genutetes Erdgeschoss. Von den Obergeschossen wurde das erste durch Rundbogenfenster und mit Stuckdekor versehenen Verdachungen als Beletage gekennzeichnet. Die ehemalige, nach Norden zum Südplatz weisende Hauptfront fünfachsig mit Veranda, Außentreppe und zwei polygonalen durchfensterten Ecktürmen, der in der Straßenflucht der Karl-Liebknecht-Straße stehende Seitenflügel an Vorder- und Rückseite mit Mittelrisaliten. Dabei besitzt der zur Kochstraße weisende Risalit große rundbogige Treppenhausfenster. Das Mansarddach mit schmalen Dachhäusern in axialer Reihung. Das Souterrain enthielt Küche, Bad und Wirtschaftsräume, die Geschosse jeweils eine herrschaftliche Wohnung. Vor der Hauptfront ehemals der Villengarten mit Rabatten, einem Bassin und einem Pavillon. 1889 erfolgte nach Plänen des Architekten Richard Hagemann für den Bauunternehmer Hermann Kramer der Umbau zu einem Wohn- und Geschäftshaus durch Beseitigung der Hauptfront, neue Grundrissaufteilung und Herabziehung des Erdgeschosses auf das Straßenniveau bei Einbau von drei Läden und Einziehung einer Zwischendecke für ein Entresolgeschoss. Die auf dem ehemaligen Gartengelände ebenfalls für Kramer errichteten Neubauten Kochstraße 1 und 1a banden das Gebäude in die Blockrandstruktur der Karl-Liebknecht-Straße ein. | 09295518 |
|                                         | Mietshaus in geschlossener Bebauung und in Ecklage, mit Apotheke | Karl-Liebknecht-Straße 59 (Karte)        | 1881–1882 (Mietshaus) | mit Läden, historisierende Putzfassade, Eckerker, mit originaler Apothekerladen-Ausstattung, baugeschichtlich von Bedeutung Denkmaltext Fünfgeschossiges, 1881–1882 nach Plänen des Architekten Richard Hagemann für den Maurermeister Hermann Müller errichtetes Mietshaus in abgefaster Ecklage. Putzfassade mit Sandsteingliederungen. Die Geschäftszone des Erdgeschosses mit dem ersten Obergeschoss durch eine Nutung zu einer Einheit zusammengefasst, die abgefaste Ecke wird durch einen dreigeschossigen Erker betont. Der Hausflur mit Pilastergliederung und Stuckgesims, die Haustreppe als halbrunde Spindel. Pro Geschoss zwei Wohnungen, darunter eine großbürgerliche mit Salon. LfD/1998 (vgl. Denkmaltopographie Stadt Leipzig) | 09295235 |
|                                         | Mietshaus in geschlossener Bebauung | Karl-Liebknecht-Straße 60 (Karte)        | 1873 (Mietshaus) | mit Hausdurchgang und Läden, Putzfassade, baugeschichtlich von Bedeutung Denkmaltext Das 1873 durch den Bauunternehmer Wilhelm Richter errichtete viergeschossige Mietshaus stellt eines der ersten Häuser auf dem im Vorjahr von der Leipziger Immobiliengesellschaft parzellierten und verkauften Gelände dar. Putzfassade mit Sandsteingliederungen und breitem, von Hermenpilastern geschmückten Mittelrisalit. Ursprünglich mit Souterrain, wurde 1911 das Erdgeschoss für den Einbau von zwei Läden auf das Straßenniveau abgesenkt. LfD/1998 (vgl. Denkmaltopographie Stadt Leipzig) | 09295519 |
|                                         | Mietshaus in geschlossener Bebauung, mit Café (und dessen Ausstattung) | Karl-Liebknecht-Straße 62 (Karte)        | 1874 (Mietshaus) | historisierende Putzfassade, originales Jugendstil-Café, baugeschichtlich von Bedeutung Denkmaltext Viergeschossiges Mietshaus in abgefaster Ecklage zur Arndtstraße, errichtet 1874 durch den auch als Bauherrn zeichnenden Bauunternehmer Wilhelm Richter. Der Eckbereich in der Dachzone massiv ausgebaut und ursprünglich von einem geschweiften Giebel bekrönt, an der Abfasung ehemals Balkone mit massiven oder aus Schmiedegittern bestehenden Brüstungen. Die bis in das zweite Obergeschoss mit einer Putzquaderung versehene Fassade nach Neuverputzung 1938 geglättet. In den Geschossen jeweils zwei Wohnungen. 1892 Umgestaltung des Erdgeschosses bei Tieferlegung des Fußbodens auf das Straßenniveau und Einbau von zwei Läden, die 1902 zu einem Café mit Kuchenbuffet und Raucherzimmer umgestaltet werden (ehemals Café Wenke, heute Café Maitre). Die Caféausstattung mit Mobiliar und farbiger Innenverglasung in Jugendstilformen erhalten. LfD/1998 (vgl. Denkmaltopographie Stadt Leipzig) | 09296693 |
|                                         | Mietshaus in geschlossener Bebauung und Hinterhaus | Karl-Liebknecht-Straße 63 (Karte)        | 1879–1880 (Mietshaus) | mit Laden und Tordurchfahrt, Putzfassade, baugeschichtlich von Bedeutung Denkmaltext 1879–1880 nach Plänen des Architekten Richard Hagemann für den Zimmermeister Carl Gustav Riedel erbautes fünfgeschossiges Mietshaus. Beherrschendes Motiv der Putzfassade ist die das erste bis dritte, an den äußeren Achsen auch das vierte Obergeschoss umfassende Vertikalgliederung. An den Außenachsen jeweils zwei schmiedeeiserne Balkone. Die Tordurchfahrt mit bemerkenswertem geschnitzten Tor, Holzpaneelen, einer Pilastergliederung und einem Stuckgesims, das Treppenhaus mit Schablonenmalerei. Im Hof ein viergeschossiges Hinterhaus mit Wohnungen sowie einer Werkstatt im Erdgeschoss. LfD/1998 (vgl. Denkmaltopographie Stadt Leipzig) | 09295236 |
|                                         | Mietshaus in geschlossener Bebauung | Karl-Liebknecht-Straße 64 (Karte)        | 1874 (Mietshaus) | mit Läden, Putzfassade, baugeschichtlich von Bedeutung Denkmaltext Durch den Bauunternehmer Christian Eduard Pfaffendorf 1874 errichtetes viergeschossiges Mietshaus. Die durch schmale Sandsteingesimse untergliederte Putzfassade von schlichter Vornehmheit mit leicht vorstehenden Mittel- und Seitenrisaliten, deren Zwillingsfenster Büsten auf Halbsäulenpamenten aufweisen. Das Mansardgeschoss nimmt die Achsenfolge der Fassade durch den Wechsel von spitzgiebeligen und gerade abschließenden Dachhäusern auf. Der Hausflur mit Pilastergliederung. Der Einbau der Läden im Erdgeschoss erfolgte 1877, der der Durchfahrt seitlich rechts 1938. LfD/1998 (vgl. Denkmaltopographie Stadt Leipzig) | 09295520 |
|                                         | Mietshaus in geschlossener Bebauung in Ecklage, mit Werkstattgebäude im Hof sowie Gedenktafel am Haus | Karl-Liebknecht-Straße 69 (Karte)        | 1879 (Mietshaus) | mit Läden, Putzfassade mit Sandsteingliederung, Kindheits-Wohnort von 1881 bis 1890 des Politikers Karl Liebknecht (1871–1919), städtebaulich und personengeschichtlich von Bedeutung Denkmaltext 1879 durch den Privatmann Wilhelm Dörre errichtetes fünfgeschossiges Mietshaus in abgefaster Ecklage. Die Putzfassade mit Vertikalgliederung und Sandsteingesimsen, das als Ladenzone ausgestaltete Erdgeschoss ursprünglich mit Nutung. Der Hausflur mit Kassettendecke, über dem Durchgang zum Treppenhaus ein Bogenfeld mit floralen Motiven. 1881–1890 lebte hier Familie Liebknecht, als der Vorsitzende der sozialdemokratischen Partei Wilhelm Liebknecht aus Leipzig ausgewiesen war. LfD/1998 (vgl. Denkmaltopographie Stadt Leipzig) | 09295239 |
|                                         | Mietshaus in geschlossener Bebauung | Karl-Liebknecht-Straße 70 (Karte)        | 1874 (Mietshaus) | mit Laden und Gaststätte, historistische Putzfassade, baugeschichtlich von Bedeutung Denkmaltext Viergeschossiges Mietshaus, das 1874 für Florenz Hommel errichtet wurde. Klinkerfassade mit Sandstein- und Stuckgliederungen. Das Erdgeschoss verputzt mit zurückhaltender Nutung und gequaderten Kanten, das dritte Obergeschoss mit Pilastergliederung, darüber ehemals ein im Zweiten Weltkrieg zerstörtes Mansarddach. Im Souterrain ursprünglich eine Tischlerwerkstatt. 1897 erfolgte der Einbau einer Gaststätte im Erdgeschoss. LfD/1998 (vgl. Denkmaltopographie Stadt Leipzig) | 09295521 |
|                                         | Mietshaus in geschlossener Bebauung | Karl-Liebknecht-Straße 72 (Karte)        | 1875 (Mietshaus) | mit Laden, Eckbetonung durch Runderker und Dachaufbau, Putzfassade, baugeschichtlich von Bedeutung Denkmaltext Nach Plänen des Architekten Hugo Franz 1875 für Franz Graupner errichtetes viergeschossiges Mietshaus in abgefaster Ecklage. Putzfassade mit Sandstein- und Stuckgliederungen, zu beiden Straßenseiten jeweils ein leicht vortretender Seitenrisalit. Die Ecke wird betont durch einen halbrunden Eckerker mit Halbsäulengliederung und Balkonaufsatz, dessen Unterbau den Eingang des Eckladens umfängt. Die Dachzone durch den massiv ausgeführten Eckbereich und die seitlich in dichter Reihung anschließenden Dachhäuser für die Mitte der 1870er Jahre charakteristisch. Der Hausflur mit Stuckmedaillons. Im ersten und zweiten Obergeschoss jeweils zwei Wohnungen, darunter eine großbürgerliche mit Ecksalon, die bereits von Beginn an ein Bad besaß. Das dritte Obergeschoss mit drei Wohnungen. Das ursprünglich vorhandene hohe Souterrain enthielt zwei Wohnungen und ein Laboratorium für die Apotheke im Erdgeschoss. 1892 erfolgte die Herabziehung des Erdgeschosses auf das Straßenniveau zwecks Einbau von drei weiteren Läden und damit verbunden ein Umbau der Souterrainwohnungen zu Niederlagen. LfD/1998 (vgl. Denkmaltopographie Stadt Leipzig) | 09295522 |
|                                         | Mietshaus in geschlossener Bebauung | Karl-Liebknecht-Straße 74 (Karte)        | 1875–1876 (Mietshaus) | mit Läden, Eckbetonung durch Eingang, Erker und Dachaufbau, Putzfassade, baugeschichtlich von Bedeutung Denkmaltext Viergeschossiges, 1875–1876 durch Friedrich August Neumann erbautes Mietshaus in abgefaster Ecklage. Putzfassade mit Gliederungen, die beiden Straßenfronten mit jeweils einachsigen leicht vortretenden Mittel- und Seitenrisaliten. Die abgefaste Ecke betont durch einen zweigeschossigen Erker und einen für die Mitte der 1870er Jahre charakteristischen massiven Dachausbau. Die seitlich in dichter Folge anschließenden Dachhäuser entsprechen in ihrer Achsenzahl der Kompartimentenfolge der Straßenfronten. Der Hausflur mit Stuckmarmorsockel und Stuckdecke. Obergeschosse und Dachgeschoss enthalten jeweils zwei Wohnungen, darunter im ersten Obergeschoss eine großbürgerliche mit Ecksalon. 1878 erfolgte der Einbau eines Eckladens im Erdgeschoss, 1895 nach der Herabziehung des Erdgeschosses auf das Straßenniveau die Einfügung eines weiteren Ladens und einer Niederlage. Im Souterrain zur Alfred-Kästner-Straße wurde 1922 anstelle einer dort vorhandenen Wohnung eine Garage und eine weitere Niederlage angelegt. LfD/1998 (vgl. Denkmaltopographie Stadt Leipzig) | 09295523 |
|                                         | Mietshaus in geschlossener Bebauung | Karl-Liebknecht-Straße 79 (Karte)        | 1873–1874 (Mietshaus) | mit Laden, Eckbetonung ursprünglich mit Balkons, baugeschichtlich von Bedeutung Denkmaltext Viergeschossiges, 1873–1874 durch den Bauunternehmer Moritz Pathe errichtetes Mietshaus in abgefaster Ecklage, eines der ersten Häuser auf dem durch die Leipziger Immobiliengesellschaft 1872 parzellierten Areal. Putzbau mit Sandsteingesimsen, die Eckachsen leicht vortretend mit Vertikalgliederung und ursprünglich mit zwei Balkonen. An beiden Straßenfronten jeweils ein einachsiger leicht vorstehender Seitenrisalit. Der Hausflur mit Pilastergliederung, die Geschosse mit jeweils einer Großwohnung. 1879 im Souterrain Einbau von einer Bäckerei und zwei Läden. 1889 wird das Erdgeschoss für den Einbau von vier Läden auf das Straßenniveau herabgezogen. 1911 rückseitig Anbringung von Küchenaustritten, 1925 Garageneinbau. Der Inhaber der Bäckerei Ernst Wilhelm Dittmann ließ 1879 den von ihm entwickelten „Eisernen Backofen mit feststehender emaillierter Backplatte und combinierter Dampf- und directer Heizung“ patentieren. LfD/1998 (vgl. Denkmaltopographie Stadt Leipzig) | 09295242 |
|                                         | Mietshaus in geschlossener Bebauung | Karl-Liebknecht-Straße 81                | 1874 (Mietshaus), 1907 (Tor) | mit Tordurchfahrt, schönes eisernes Tor, Putzfassade mit aufwendig gestaltetem Erker, baugeschichtlich von Bedeutung Denkmaltext 1874 von dem Maurermeister Franz Schirmer für den Kaufmann Oscar Iven erbautes vornehmes Mietshaus, eines der frühesten einer reizvollen Reihe viergeschossiger Bauten mit zurückhaltender Fassadendekoration, die von 1873 bis 1877 an der Seite der Karl-Liebknecht-Straße auf dem ehemaligen Gelände der Leipziger Immobiliengesellschaft entstanden (Nummer 79 bis 97, ungerade Nummern). Die äußeren Achsen leicht vorstehend als Seitenrisalite mit Segmentbogengiebeln, die linke mit zweigeschossigem Erker, die rechte mit Tordurchfahrt. In der Toreinfahrt ein schmiedeeisernes Gitter von 1907, die Durchfahrt selbst mit Holzpaneel, Pilastergliederung und Windfangtür. Erdgeschoss und die ersten beiden Obergeschosse ursprünglich mit jeweils einer Wohnung, das dritte Obergeschoss mit zwei. LfD/1998 (vgl. Denkmaltopographie Stadt Leipzig) | 09295243 |
|                                         | Mietshaus in geschlossener Bebauung | Karl-Liebknecht-Straße 83 (Karte)        | 1875–1876 (Mietshaus) | mit Tordurchfahrt und mit Laden, repräsentative Putzfassade mit Sandsteingliederung, im Stil des Historismus, baugeschichtlich von Bedeutung Denkmaltext 1875–1876 durch Franz Graupner errichtetes viergeschossiges Mietshaus. Prägend für die Putzfassade ist die horizontale Gliederung mit kräftigen Gesimsen, die das ursprünglich mit einer Putznutung versehene erste Obergeschoss absetzt und das zweite und dritte zusammenfasst. Ebenso kennzeichnend ist die räumliche Durchbildung mit loggienhaften Vertiefungen in den leicht vorstehenden äußeren Achsen, in welche wiederum Balkons eingestellt sind. Flankierend zu den äußeren Achsen eine geschossübergreifende Pilastergliederung, darüber am Hauptgesims ein zarter Stuckdekor mit Konsolen und Girlanden. Das massiv ausgeführte Attikageschoss ursprünglich mit Vasen in den beiden Nischen und Obelisken als Aufsätzen. Der Hausflur weist die originale Ausstattung mit Holzpaneel, Pilastergliederung, Stuckdecke und Stuckdekor auf. Die Obergeschosse enthalten jeweils zwei Wohnungen. LfD/1998 (vgl. Denkmaltopographie Stadt Leipzig) | 09295244 |
|                                         | Mietshaus in geschlossener Bebauung | Karl-Liebknecht-Straße 85 (Karte)        | 1876 (Mietshaus) | mit Laden, historisierende Putzfassade mit Sandsteingliederung, baugeschichtlich von Bedeutung Denkmaltext Ursprünglich viergeschossiges 1876 durch den Bauunternehmer Heinrich Voigt erbautes Mietshaus. Putzfassade mit Sandsteingliederung, das Erdgeschoss mit Nutung. Jeweils die beiden äußeren Achsen als Seitenrisalite vorstehend, der linke ursprünglich mit Toreinfahrt, in die 1904 ein Laden eingebaut wurde. Zwischen den beiden Risaliten war ursprünglich ein Mansarddach eingespannt, es wurde nach 1969 durch ein Massivgeschoss ersetzt. Der Hausflur mit Windfangtür und Stuckdecke. Die Geschosse enthalten jeweils zwei Wohnungen. LfD/1998 (vgl. Denkmaltopographie Stadt Leipzig) | 09295245 |
|                                         | Mietshaus in geschlossener Bebauung | Karl-Liebknecht-Straße 86 (Karte)        | 1889–1890 (Mietshaus) | mit Eckladen, Eckbetonung durch Abschrägung, Erker und Dachaufbau, historistische Putzfassade, baugeschichtlich und städtebaulich von Bedeutung Denkmaltext Das breitgelagerte fünfgeschossige Mietshaus in repräsentativer abgefaster Ecklage an der wichtigen Straßenkreuzung Karl-Liebknecht-Straße/Kurt-Eisner-Straße entstand 1889–1890 nach Plänen des Architekten Richard Hagemann für den Mauermeister Hilmar Auerswald. Putzfassade mit Gliederungen, an beiden Straßenfronten die zwei äußeren Achsen als leicht vorstehende Seitenrisalite. Der ebenfalls risalitartig vortretende Eckbereich ist betont durch einen dreigeschossigen Erker sowie einen steilen Mansarddachaufsatz mit Dachhäusern und Bekrönung durch ein schmiedeeisernes Gitter. Das Erdgeschoss mit vier Läden und zwei Wohnungen, die Obergeschosse mit jeweils drei Wohnungen, darunter einer mit Salon. Gleichzeitig entstand ebenfalls nach Plänen Hagemanns für denselben Auftraggeber das Nachbarhaus Kurt-Eisner-Straße 39. LfD/1998 (vgl. Denkmaltopographie Stadt Leipzig) | 09295525 |
|                                         | Mietshaus in geschlossener Bebauung | Karl-Liebknecht-Straße 87 (Karte)        | 1875 (Mietshaus) | mittenbetonte Putzfassade, Sockel aus Rochlitzer Porphyrtuff, baugeschichtlich von Bedeutung Denkmaltext Nach Plänen des Architekten Heinrich Lindemann für den Bauunternehmer Heinrich Voigt 1875 errichtetes Mietshaus von vornehmer Schlichtheit. Die beiden Mittelachsen der Putzfassade werden betont durch einen Segmentbogen über dem Eingang und eine Einrahmung der Fenster des ersten und zweiten Obergeschosses mit Vertikalgliederungen und Verdachungen. Über dem Hauptgesims ein Mansarddach mit Dachhäusern in dichter Reihung. Der Hausflur mit Arkadengliederung und Windfangtür, die Geschosse enthalten jeweils zwei Wohnungen. LfD/1998 (vgl. Denkmaltopographie Stadt Leipzig) | 09295246 |
|                                         | Mietshaus in geschlossener Bebauung, ehemals mit Postamt | Karl-Liebknecht-Straße 88 (Karte)        | 1900–1901 (Mietshaus) | Gebäude mit Tordurchfahrt, zum Teil mit originalen Läden, Eckbetonung durch Eckerker, repräsentative historistische Klinkerfassade, weitere Erker, baugeschichtlich und städtebaulich von Bedeutung Denkmaltext 1900–1901 durch den Bauunternehmer und Maurermeister Moritz Lindner errichtetes, stattliches viergeschossiges Mietshaus in abgefaster Ecklage an der für die Südvorstadt zentralen Kreuzung Karl-Liebknecht-Straße/Kurt-Eisner-Straße. Klinkerfassade mit Stuckgliederungen, das Erdgeschoss ursprünglich mit Nutung. Repräsentative, den Straßenraum beherrschende Gestaltung des Eckbereiches mit dreigeschossigem Erker und oktogonalem Ecktürmchen, die flankierenden Achsen mit gequaderten Kanten und als Serliana mit geschwungenen Giebeln ausgestalteten Dachhäusern. Die beiden Straßenfronten finden ihre Akzentuierung in abgeschrägten Erkern, darüber ebenfalls Dachhäuser, die denen im Eckbereich entsprechen. Das Erdgeschoss in der zur Kurt-Eisner-Straße gelegenen Front wurde von 1901 bis 1992 durch ein Postamt eingenommen. Im Hausflur die originale Ausstattung mit Ornamentfliesen, Holzpaneelen, Pilastergliederung, Stuckdekor, Stuckdecke und Windfangtür. Erstes und zweites Obergeschoss mit jeweils zwei, das dritte mit drei Wohnungen. | 09295504 |
|                                         | Wohn- und Geschäftshaus in halboffener Bebauung | Karl-Liebknecht-Straße 89 (Karte)        | 1875 (Wohn- und Geschäftshaus) | Eckbetonung durch erhöhten Eckbau und Eckerker, Putzfassade, baugeschichtlich von Bedeutung Denkmaltext Viergeschossiges, 1875 durch den Bauunternehmer Heinrich Voigt errichtetes Wohn- und Geschäftshaus in abgefaster Ecklage. Putzfassade mit Sandsteingesimsen, über dem als Ladenzone ausgestalteten Erdgeschoss ein Entresolgeschoss. Der Eckbereich mit für die Entstehungszeit charakteristischem massivem Dachausbau, an der abgefasten Achse ein zweigeschossiger Erker. Die Obergeschosse mit jeweils drei Wohnungen. Neuverputzung der Fassade 1939, dabei Abnahme der Fensterverdachungen, der Konsolen des Kopfgesimses und der Vertikalgliederung des Eckaufbaus. LfD/1998 (vgl. Denkmaltopographie Stadt Leipzig) | 09295247 |
|                                         | Mietshaus in halboffener Bebauung | Karl-Liebknecht-Straße 90 (Karte)        | 1897–1898 (Mietshaus) | stattliche Klinkerfassade, im Stil des Historismus, baugeschichtlich von Bedeutung Denkmaltext 1897–1898 für die Gebrüder Heinrich und Christian Riedel erbautes viergeschossiges Mietshaus, dabei ersterer auch für Planung und Ausführung verantwortlich zeichnend. An den Schulhof der VIII. Bezirksschule angrenzend erfolgte die Anlage in halboffener Bauweise. Die Klinkerfassade mit Stuckgliederungen, das Erdgeschoss ursprünglich mit Nutung, seitlich links ein leicht vortretender Eckbau mit steilem Mansarddach. An der linken Giebelwand befand sich ursprünglich eine viergeschossige gusseiserne Veranda, davor ein Garten. Der Hausflur mit Ornamentfliesen, Holzpaneelen, Pilastergliederung, Stuckdecke und Windfangtür. In Erdgeschoss und drittem Obergeschoss jeweils zwei Wohnungen, erstes und zweites Obergeschoss enthielten ursprünglich je eine Großwohnung. LfD/1998 (vgl. Denkmaltopographie Stadt Leipzig) | 09295503 |
|                                         | Wohn- und Geschäftshaus in halboffener Bebauung | Karl-Liebknecht-Straße 91 (Karte)        | 1876–1877 (Wohn- und Geschäftshaus) | Eckbetonung durch erhöhten Eckbau mit Eckerker, reich gestaltete Putzfassade, im Stil des Historismus, baugeschichtlich von Bedeutung Denkmaltext Viergeschossiges, 1876–1877 durch die Bauunternehmer Johann Leonhard Geyer und Friedrich Schmidt erbautes Wohn- und Geschäftshaus in abgefaster Ecklage. Der Fassadenentwurf Der Fassadenentwurf stammt von A. Koch. Putzbau mit Sandsteingesimsen und Stuckgliederungen, über dem als Ladenzone ausgestalteten Erdgeschoss ein Entresolgeschoss. Der Eckbereich bis in das Dachgeschoss massiv ausgeführt, die übrige Dachzone ursprünglich als Mansardgeschoss. An der Abfasung ein zweigeschossiger Erker. Der Hausflur mit Stuckdecke, erstes und zweites Obergeschoss mit jeweils zwei Wohnungen, darunter einer großbürgerlichen mit Ecksalon, das während das dritte drei Wohnungen enthält. 1939 erfolgte eine vereinfachende Fassadenrenovierung, bei der die Stuckfelder unter den Fensterbänken und die Aufsätze auf dem Hauptgesims des Eckbaus beseitigt wurden. LfD/1998 (vgl. Denkmaltopographie Stadt Leipzig) | 09295248 |
|                                         | Mietshaus in geschlossener Bebauung | Karl-Liebknecht-Straße 92 (Karte)        | 1904 (Mietshaus) | mit Läden, Eckbetonung durch Eckerker, Putzfassade, weitere Erker und Balkons, baugeschichtlich von Bedeutung Denkmaltext Stattliches viergeschossiges Wohn- und Geschäftshaus in repräsentativer Ecklage zum Heinrich-Schütz-Platz, das 1904 nach Plänen des Architekten F. Otto Gerstenberger für den Bauunternehmer und Maurermeister Hermann Freiberg errichtet wurde. Die abgefaste Ecke wird durch einen dreigeschossigen, ursprünglich von einem Turmaufsatz mit geschweifter Haube bekrönten Erker betont. Weitere dreigeschossige Erker mit geschwungenen Abschlüssen an beiden Straßenfronten. Von der reichhaltigen Jugendstildekoration ist nach einer Instandsetzung 1961 nur das kräftig gegliederte Portal mit Dreiecksgiebel und Löwenmaske erhalten. Das Erdgeschoss ursprünglich mit zwei Läden, Kontorräumen und zwei Wohnungen, die Umgestaltung zu einer Ladenzone erfolgte bereits 1909. Die Obergeschosse mit jeweils zwei, Bäder und WC´s enthaltenden großbürgerlichen Wohnungen. LfD/1998 (vgl. Denkmaltopographie Stadt Leipzig) | 09295501 |
|                                         | Mietshaus in geschlossener Bebauung | Karl-Liebknecht-Straße 93 (Karte)        | 1875–1876 (Mietshaus) | ehemals mit Hinterhaus, historistische Putzfassade, baugeschichtlich von Bedeutung Denkmaltext 1875 durch die Bauunternehmer Johann Leonhard Geyer und Friedrich Schmidt erbautes viergeschossiges Mietshaus. Die Gestaltung der Putzfassade von zurückhaltender Vornehmheit. Zwei leicht vorstehende durch Sandsteingesimse und Balustraden untergliederte Seitenrisaliten, ein hohes Souterrain mit Kunststeinverkleidung, das Erdgeschoss mit Putznutung, rundbogigen Fenstern und zentralem Eingang. Die in dichter Abfolge angeordneten vier zweiachsigen Dachhäuser des Mansardgeschosses neben einem mittleren einachsigen greifen die Gliederung der Fassade, an der die Mittelachse durch einen Rundgiebel betont wird, wieder auf. Der Hausflur mit Holzpaneelen und Pilastergliederung. In den Geschossen jeweils zwei Wohnungen, im Hof ein viergeschossiges Hinterhaus mit Mansarddach, das ebenfalls zwei Wohnungen pro Geschoss enthält. | 09295249 |
|                                         | Mietshaus in geschlossener Bebauung | Karl-Liebknecht-Straße 94 (Karte)        | 1904 (Mietshaus) | mit Läden, Klinker-Putz-Fassade, zwei Erker, Balkons, Dachtürmchen, im Stil des Späthistorismus, baugeschichtlich von Bedeutung Denkmaltext Durch den Architekten Arthur Schwarze 1904 für den Tischlermeister Georg Müller erbautes viergeschossiges Mietshaus. Die Klinkerfassade mit verputzten Fenstergewänden und zwei abgeschrägten Seitenerkern wird von zwei Putzzonen eingefasst, dem Erdgeschoss und einem schmalen Streifen unterhalb des Hauptgesimses. Über dem linken Erker ein massiver zweiachsiger Dachausbau mit Zeltdach. Das Erdgeschoss mit zwei Läden und zwei Wohnungen, in den Obergeschossen jeweils zwei Wohnungen mit Bad. LfD/1998 (vgl. Denkmaltopographie Stadt Leipzig) | 09295500 |
|                                         | Mietshaus in geschlossener Bebauung | Karl-Liebknecht-Straße 97 (Karte)        | 1875 (Mietshaus) | mit Tordurchfahrt, Putzfassade mit Sandsteingliederung, baugeschichtlich von Bedeutung Denkmaltext Nach Plänen des Architekten Hugo Franz 1875 für Wilhelm Müller errichtetes viergeschossiges Mietshaus mit Mansarddach. Einfache Putzfassade mit Sandsteingliederungen und zentraler Tordurchfahrt, das Erdgeschoss ursprünglich mit Nutung. Über den in den Obergeschossen leicht vorstehenden Seitenrisaliten jeweils ein zweiachsiges Dachhaus, während in der mittleren Partie jeder Fensterachse ein schmäleres Dachhaus entspricht. Die Tordurchfahrt mit Holzpaneelen, Pilastergliederung, Stuckdecke und Windfangtür. Im Erdgeschoss ursprünglich ein Laden, 1890 Einbau eines weiteren Ladenlokales nach Herabziehung der beiden linken Achsen auf das Straßenniveau. Die Obergeschosse mit jeweils zwei Wohnungen. | 09295250 |
|                                         | Mietshaus in geschlossener Bebauung | Karl-Liebknecht-Straße 101 (Karte)       | 1898 (Mietshaus) | mit zwei originalen Läden und mit Hausdurchgang, historistische Klinkerfassade, baugeschichtlich von Bedeutung Denkmaltext Viergeschossiges, 1898 durch den Maurermeister Albin Hentschel erbautes Mietshaus. Klinkerfassade mit einfachen Stuckgliederungen, das Erdgeschoss mit Putznutung. Der Hausflur enthält Stuckdekor und eine Stuckdecke, im Erdgeschoss drei Läden, die Obergeschosse mit jeweils zwei Wohnungen. LfD/1998 (vgl. Denkmaltopographie Stadt Leipzig) | 09295251 |
| Direkt Bild zu diesem Denkmal hochladen | Kabelverzweigergehäuse für Telefonanschlüsse | Karl-Liebknecht-Straße 102 (vor) (Karte) | um 1930 (Kabelverzweiger) | Kabelverzweiger Leipziger Typ Nummer 7, Metallschrank auf Kunststeinsockel, technikgeschichtlich von Bedeutung, Seltenheits- und Dokumentationswert | 09260905 |
| Direkt Bild zu diesem Denkmal hochladen | Mietshaus in geschlossener Bebauung | Karl-Liebknecht-Straße 103 (Karte)       | 1898–1899 (Mietshaus) | mit Eckladen, Eckbetonung durch Eckerker mit Dachaufbau und zwei seitlichen Giebeln, repräsentative Klinker-Putz-Fassade, im Stil des Historismus, städtebaulich und baugeschichtlich von Bedeutung Denkmaltext Nach Plänen des Architekten E. August Stehmann 1898–1899 für den Maurermeister August Stamm errichtetes viergeschossiges Mietshaus in abgefaster Ecklage an der wichtigen Straßenkreuzung zur Kurt-Eisner-Straße. Stattlicher Klinkerbau mit Stuckgliederungen, die Betonung der Ecke durch dreigeschossigen Erker mit steilem Dachaufbau und zwei flankierende Achsen mit vertikaler Gliederung und abgerundeten Giebeln. Hohes kunststeinverkleidetes Souterrain, das Erdgeschoss ursprünglich mit Putznutung. Zu beiden Straßenfronten zwei leicht vorstehende Seitenrisalite. Der Hausflur mit Holzpaneelen, Stuckdekor und Stuckkassettendecke, das Erdgeschoss mit Eckladen und zwei Wohnungen. Im ersten und zweiten Obergeschoss jeweils zwei Wohnungen, darunter eine mit Ecksalon. Das dritte Obergeschoss mit drei Wohnungen. LfD/1998 (vgl. Denkmaltopographie Stadt Leipzig) | 09295252 |
|                                         | Mietshaus in geschlossener Bebauung | Karl-Liebknecht-Straße 105 (Karte)       | 1898–1899 (Mietshaus) | mit Läden, Eckbetonung durch Eckerker und Turmaufsatz, historistische Putzfassade, weitere Erker, städtebaulich und baugeschichtlich von Bedeutung Denkmaltext Nach Plänen des Architekten Gustav Bobach für den Kaufmann Ernst Baer 1898–1899 in repräsentativer Ecklage an der wichtigen Kreuzung zur Kurt-Eisner-Straße erbautes viergeschossiges Mietshaus. Putzbau mit Stuckgliederungen, zu beiden Straßen breitgelagerte Fronten, die von abgeschrägten Erkern und darüberliegenden Lukarnen eingefasst werden. Die Fassaden sind bis in das oberste Geschoss mit einer Nutung überzogen, erstes und zweites Obergeschoss werden durch Gurtgesimse zu einer Zone zusammengefasst und durch Rund- und Dreiecksgiebel in ihrer Bedeutung hervorgehoben. Besonders betont ist die abgefaste Ecke mit einem schlanken Erker, auf dem ein Ecktürmchen aufsitzt. Der Hausflur mit Ornamentfliesen, Holzpaneelen, einer Pilastergliederung, Stuckdekor und einer Stuckdecke. Das Erdgeschoss mit drei Läden und zwei Wohnungen, in den Obergeschossen jeweils drei Wohnungen. LfD/1998 (vgl. Denkmaltopographie Stadt Leipzig) | 09295488 |
|                                         | Mietshaus in geschlossener Bebauung und Werkstattgebäude im Hof | Karl-Liebknecht-Straße 106 (Karte)       | 1902 (Mietshaus) | mit Hausdurchgang, mit Laden, ehemals historische Firmenwerbung am Erker, einfach gegliederte Putzfassade, Erker, Zierfachwerk-Giebel im Dach, baugeschichtlich von Bedeutung | 09299175 |
|                                         | Mietshaus in geschlossener Bebauung | Karl-Liebknecht-Straße 107 (Karte)       | 1898–1899 (Mietshaus) | historistische Putzfassade, bemerkenswerte Hausflurausstattung, baugeschichtlich von Bedeutung Denkmaltext Nach Plänen des Architekten Albin Conrad 1898–1899 für den Kohlenhändler Wilhelm Glaubig errichtetes viergeschossiges Mietshaus. Putzbau mit Sandsteingesimsen, die ursprünglich reich mit rustiziertem Erdgeschoss, von einer Nutung überzogenen Obergeschossen, betonten Mittelachsen, Stuckarbeiten und geschweiftem mittleren Dachgiebel gestaltete Fassade im Nachhinein geglättet. Erhalten hat sich indessen eine bemerkenswerte Hausflurausstattung mit Ornamentfliesen, Holzpaneelen, pilastergegliederten Wänden und Stuckmedaillons. In den Geschossen jeweils zwei Wohnungen. LfD/1998 (vgl. Denkmaltopographie Stadt Leipzig) | 09295489 |
|                                         | Doppelmietshaus in geschlossener Bebauung | Karl-Liebknecht-Straße 108; 110 (Karte)  | 1900–1901 (Doppelmietshaus) | mit vier Läden und mit Tordurchfahrt, historisierende Klinkerfassade, baugeschichtlich von Bedeutung Denkmaltext Fünfgeschossiges, 1900–1901 durch das Baugeschäft Schilling und Hädrich für den Glasermeister Albert Köppe errichtetes Doppelmietshaus. Die breitgelagerte, sechzehnachsige Front mit gelber Klinkerverkleidung und aus roten Klinkerverblendern gebildetem Dekor, der zusammen mit den Stuckeinfassungen der Fenster eine in der langen Reihung den Straßenraum beherrschende Gliederung bildet. Das Erdgeschoss verputzt mit Nutung, zu beiden Seiten fasst ein zweiachsiger Seitenrisalit die Front ein. Das Erdgeschoss mit Ladenzone, in den Obergeschossen pro Doppelhaushälfte jeweils zwei Wohnungen. LfD/1998 (vgl. Denkmaltopographie Stadt Leipzig) | 09295499 |
| Direkt Bild zu diesem Denkmal hochladen | Wohnhauszeile (bauliche Einheit mit Scharnhorststraße 17/19) | Karl-Liebknecht-Straße 109 (Karte)       | 1961–1964 (Wohnhaus) | angrenzend an ein zwölfgeschossiges Wohnhochhaus als Dominante an der Ecke zur Scharnhorststraße, mit Ladeneinrichtungen, schlichte Putzfassade, im Stil der Moderne, baugeschichtlich von Bedeutung | 09299272 |
|                                         | Mietshaus in geschlossener Bebauung | Karl-Liebknecht-Straße 112 (Karte)       | 1894–1895 (Mietshaus) | zum Teil mit originalen Läden, historisierende Klinkerfassade, baugeschichtlich von Bedeutung Denkmaltext 1894–1895 zusammen mit dem Nachbarhaus Fichtestraße 22 durch den Maurermeister Bruno Rückardt für die Bauunternehmer August Zimmermann und Franz Dietze in abgefaster Ecklage errichtetes fünfgeschossiges Mietshaus. Die breitgelagerten Fronten durch den Wechsel der Klinkerflächen mit den plastisch vortretenden, in dichter Reihung angeordneten Fenstergliederungen lebhaft wirkend, dabei werden jeweils die Mittelachsen durch eine Einrahmung der Fenster im ersten und zweiten Obergeschoss mit Pilastern, Blendbalustraden und höher angeordneten Verdachungen betont. Die gleiche Gliederung auch an den zusätzlich durch gequaderte Kanten eingefassten Eckachsen. Das oberste Geschoss größtenteils verputzt mit Vertikalgliederung, als Dachabschluss über dem Eckbereich eine niedrige Brüstung mit Ziersteinen. Das ursprünglich mit einer Putznutung versehene Erdgeschoss mit Eckladen, weitere Läden anstelle der ehemals vier Erdgeschosswohnungen wurden ab 1896 eingebaut. In den Obergeschossen jeweils vier Wohnungen. LfD/1998 (vgl. Denkmaltopographie Stadt Leipzig) | 09295497 |
|                                         | Mietshaus in geschlossener Bebauung | Karl-Liebknecht-Straße 115 (Karte)       | 1900 (Mietshaus) | repräsentative Putzfassade mit zwei Erkern, im Neorokokstil, baugeschichtlich von Bedeutung Denkmaltext Im Jahr 1900 nach Plänen des Architekten Ernst Riedel für den Bildhauer und Stukkateur Friedrich Hartung erbautes viergeschossiges Mietshaus. Die Putzfassade auf einem hohen bossierten Sockel mit kräftigen Horizontalgliederungen und zwei abgeschrägten Erkern. In dem Verkröpfen der Gurtgesimse an den Vertikalgliederungen der Erker, den geschweiften Erkerhauben wie den seitlichen geschwungenen Lukarnen werden Anklänge an das Rokoko spürbar, derweil die Einzelformen der Fensterumrahmungen eher einem geometrisierenden Jugendstil zuzurechnen sind. Der mittig angeordnete Hausflur mit Ornamentfliesen, Wandkacheln, Stuckdekor, einem Tonnengewölbe mit Stuckgurten und einer Windfangtür, in den Geschossen jeweils zwei Wohnungen. LfD/1998 (vgl. Denkmaltopographie Stadt Leipzig) | 09295491 |
|                                         | Mietshaus in ehemals geschlossener Bebauung | Karl-Liebknecht-Straße 117 (Karte)       | 1902–1903 (Mietshaus) | mit Tordurchfahrt, Klinker-Putz-Fassade mit Kunststeingliederungen, Erker und Balkons, im Stil des Späthistorismus, baugeschichtlich von Bedeutung Denkmaltext Durch den auch als Bauherrn zeichnenden Maurermeister Johannes Moch 1902–1903 errichtetes viergeschossiges Mietshaus. Die breitgelagerte zwölfachsige Putzfassade durch eine hohe korbbogig abgeschlossene Loggia mit daraus vortretenden Balkonen und daraus hervortretenden Balkonen wie dem seitlich versetzten abgeschrägten Erker von betonter Asymmetrie. Die hohe Sockelzone und das Erdgeschoss mit Quaderverblendung aus glatt gearbeiteten Werksteinplatten, die Brüstungen der von profilierten Rahmen eingefassten Segmentbogenfenstern enthalten beschlagwerkartige Ornamentik. Davon sich absetzend die verputzte Zone der Obergeschosse mit verhältnismäßig zurückhaltendem Stuckdekor, die unterschiedlichen Fensterumrahmungen an der linken und der rechten Fassadenhälfte unterstreichen den gewollten uneinheitlichen Eindruck der Fassade. Der Hausflur mit Marmortreppe und Wandkacheln, im Treppenhaus eine gusseiserne Haustreppe. LfD/1998 (vgl. Denkmaltopographie Stadt Leipzig) | 09295492 |
|                                         | Mietshaus in halboffener Bebauung | Karl-Liebknecht-Straße 122               | 1896, später überformt (Mietshaus) | mit drei Läden, Putzfassade, baugeschichtlich von Bedeutung Denkmaltext Fünfgeschossiges, 1896 nach Plänen des Architekten Gustav Bobach für den Kaufmann Ernst Baer erbautes Mietshaus an der Ecke zur Kantstraße. Putzbau mit Sandsteingesimsen, Erdgeschoss und erstes Obergeschoss waren ursprünglich durch Nutungen zu einer Zone zusammengefasst, sodass die erste Etage den Eindruck eines Entresolgeschosses erweckte. Davon abgesetzt bilden zweites und drittes Obergeschoss aufgrund einer übergreifenden Vertikalgliederung ebenfalls eine gemeinsame Zone. Als oberer Abschluss der abgefasten Ecke eine Brüstung mit Renaissancegiebel. Im Zuge einer Instandsetzung und Neuverputzung 1960 erfolgte eine Glättung der Fassade. Original erhalten ist die Innenausstattung des Hausflures mit Ornamentfliesen und Stuckdecke sowie die bemerkenswerte dreiläufige Haustreppe. Im Erdgeschoss ursprünglich drei Wohnungen neben dem Eckladen, weitere Ladeneinbauten stammen aus den Jahren 1909 und 1913. Erstes und zweites Obergeschoss mit jeweils drei, drittes und viertes mit jeweils vier Wohnungen. LfD/1998 (vgl. Denkmaltopographie Stadt Leipzig) | 09295496 |
|                                         | Mietshaus in geschlossener Bebauung, mit Gaststätte | Karl-Liebknecht-Straße 125 (Karte)       | 1889 (Mietshaus) | mit Tordurchfahrt, repräsentative Klinker-Putz-Fassade, kleiner Mittelerker, im Stil des Historismus, baugeschichtlich von Bedeutung Denkmaltext 1889 nach Plänen des Architekten Arthur Diessner für Carl Robert Lohrengel errichtetes fünfgeschossiges Mietshaus. Die durch Sandsteingesimse und Stuckgliederungen plastisch gestaltete Klinkerfassade wird beidseitig von leicht vorstehenden, von Renaissancegiebeln bekrönten Seitenrisaliten eingefasst, die mit kräftigen Vertikalgliederungem und reichem figürlichen und ornamentalen Stuckdekor versehen sind. Das ursprünglich mit einer Nutung versehene Erdgeschoss wie auch das erste Obergeschoss verputzt, zusammen mit ebenfalls größere Putzflächen zeigenden Risaliten rahmen sie die klinkerverkleidete mittlere Partie der aufgelockert gestalteten Fassade. Als zusätzlicher Akzent an der Mittelachse im ersten Obergeschoss ein kleiner Erker. Das Erdgeschoss als Ladenzone mit drei Läden, die Obergeschosse mit jeweils zwei Wohnungen. LfD/1998 (vgl. Denkmaltopographie Stadt Leipzig) | 09295493 |
|                                         | Mietshaus in halboffener Bebauung | Karl-Liebknecht-Straße 131 (Karte)       | 1888–1894 (Mietshaus) | mit zum Teil originalen Läden, Putzfassade, baugeschichtlich von Bedeutung Denkmaltext Um 1890 in abgefaster Ecklage zur Fichtestraße errichtetes fünfgeschossiges Mietshaus. Die im Nachhinein geglättete Putzfassade in einem Spannungsverhältnis von Vertikale und Horizontale: eine drei Geschosse übergreifende Vertikalgliederung aus Putzstreifen wird über dem ersten Obergeschoss von einem Gurtgesims sowie von den die betonenden Sohlbänken und Verdachungen der Fenster unterbrochen. Die Hausflurausstattung original mit Ornamentfliesen, Holzpaneelen, einer Arkadengliederung, Stuckdekor, Stuckdecke und Windfangtür. LfD/1998 | 09295495 |
|                                         | Doppelmietshaus (Anschrift: Kochstraße 1 und Karl-Liebknecht-Straße 56a/Kochstraße 1b) in geschlossener Bebauung und in Kopflage                                                                              | Kochstraße 1; 1b (Karte)                 | 1888–1889 (Mietshaus) | markanter Putzbau am Südplatz, Eckturm, baugeschichtlich von Bedeutung Denkmaltext Der dreigeschossig Kopfbau an der Straßengabelung Koch- und Karl-Liebknecht-Straße wurde zusammen mit dem anstoßenden fünfgeschossigen Flügel (1b) 1888·an die bereits seit 1874 bestehende Villa (Karl-Liebknecht-Straße 58) angefügt. Alle Grundstücke gehörten dem Bauunternehmer Hermann Kramer, die Um- und Erweiterungsbauten der Wohn- und Geschäftshäuser unternahm der Architekt Richard Hagemann. Zustand bis 1994: Über dem geglätteten Erdgeschoss der Originalzustand mit feiner Putzgliederung erhalten. Bei der Restaurierung 1995 wurde die Spundierung des Erdgeschoss und der trapezförmige Dachaufbau wiederhergestellt. LfD/1998 (vgl. Denkmaltopographie Stadt Leipzig) | 09295253 |
|                                         | Mietshaus (Anschrift: Karl-Liebknecht-Straße 58 und Kochstraße 3) in geschlossener Bebauung | Kochstraße 3 (Karte)                     | 1873–1874 (Mietshaus) | mit Läden, repräsentative historistische Putzfassade, ebenso die Hoffassade zur Kochstraße, baugeschichtlich von Bedeutung Denkmaltext Dreigeschossiges Wohn- und Geschäftshaus mit Zwischengeschoss, 1873–1874 zwischen Kochstraße und neuangelegter Südstraße ursprünglich als Mietvilla in halboffener Bebauung errichtet. Bauherr und Ausführender war der Bauunternehmer Wilhelm Richter, von dem auch die Pläne stammen. Der dreigeschossige Putzbau besaß ein hohes Souterrain, darüber ein genutetes Erdgeschoss. Von den Obergeschossen wurde das erste durch Rundbogenfenster und mit Stuckdekor versehenen Verdachungen als Beletage gekennzeichnet. Die ehemalige, nach Norden zum Südplatz weisende Hauptfront fünfachsig mit Veranda, Außentreppe und zwei polygonalen durchfensterten Ecktürmen, der in der Straßenflucht der Karl-Liebknecht-Straße stehende Seitenflügel an Vorder- und Rückseite mit Mittelrisaliten. Dabei besitzt der zur Kochstraße weisende Risalit große rundbogige Treppenhausfenster. Das Mansarddach mit schmalen Dachhäusern in axialer Reihung. Das Souterrain enthielt Küche, Bad und Wirtschaftsräume, die Geschosse jeweils eine herrschaftliche Wohnung. Vor der Hauptfront ehemals der Villengarten mit Rabatten, einem Bassin und einem Pavillon. 1889 erfolgte nach Plänen des Architekten Richard Hagemann für den Bauunternehmer Hermann Kramer der Umbau zu einem Wohn- und Geschäftshaus durch Beseitigung der Hauptfront, neue Grundrissaufteilung und Herabziehung des Erdgeschosses auf das Straßenniveau bei Einbau von drei Läden und Einziehung einer Zwischendecke für ein Entresolgeschoss. Die auf dem ehemaligen Gartengelände ebenfalls für Kramer errichteten Neubauten Kochstraße 1 und 1a banden das Gebäude in die Blockrandstruktur der Karl-Liebknecht-Straße ein. | 09295518 |
|                                         | Mietshaus in ehemals geschlossener Bebauung und Hinterhaus | Kochstraße 4 (Karte)                     | 1880 (Mietshaus) | mit Laden, gut gegliederte, historistische Putzfassade, baugeschichtlich von Bedeutung Denkmaltext Nach Zerstörung des Eckhauses erster Bau der westlichen Kochstraßenseite, die nach dem Parzellierungsplan von Friedrich Voigt bebaut wurde. 1880 von Richard Hagemann für Auguste Pötsch errichtet. Putzfassade mit feinen Gliederungen: kannelierte Pilaster als Rahmung der vertikal zusammengefassten Fenster in den flachen Seitenrisaliten, feinprofilierte Fensterbedachungen und Putzspiegel, Kranzgesims über Zahnfries. Die 1911 mit Läden versehene Erdgeschosszone besaß ursprünglich Putzquaderung und Rundbogenfenster. Zweigeschossiges Hinterhaus mit Wohnungen und Werkstätten ruinös erhalten. LfD/1998 (vgl. Denkmaltopographie Stadt Leipzig) | 09295526 |
|                                         | Mietshaus in halboffener Bebauung | Kochstraße 5 (Karte)                     | 1875 (Mietshaus) | historistische Putzfassade, baugeschichtlich von Bedeutung Denkmaltext Im August 1875 als erster Neubau an der von der Immobiliengesellschaft parzellierten Connewitzer Chaussee fertiggestellt. Bauherr für dieses und die folgenden Mietshäuser der seite war der Bauunternehmer Wilhelm Richter, ein entwerfender Architekt wird nicht genannt. Das fünfgeschossige, achtachsige Haus ist mit der typischen klar gegliederten und mit feinem Stuckdekor versehenen spätklassizistischen Fassade der siebziger Jahre original erhalten (der Laden im Erdgeschoss 1954 zugesetzt): Zusammenfassung der drei Hauptgeschosse durch Gurtgesimse, Rosetten, Ranken und Lotosblüten in den Sohlbänken, die beiden Außenachsen jeweils durch Festons , Baluster und Dreiecksbedachung leicht betont. Türblatt und Flurausstattung erhalten. LfD/1998 (vgl. Denkmaltopographie Stadt Leipzig) | 09295254 |
|                                         | Mietshaus in geschlossener Bebauung und Hinterhaus | Kochstraße 6 (Karte)                     | 1881–1882 (Mietshaus), 1884–1885 (Hinterhaus) | mit Tordurchfahrt und Laden, repräsentative historistische Putzfassade, baugeschichtlich von Bedeutung Denkmaltext Nummer 6, 8, 10: 1881,1885 und 1886 ließ der Kohlenhändler Emil Glaubig die drei fünfgeschossigen Vorderhäuser mitsamt dazugehörigen drei- und viergeschossigen Hofgebäuden mit Wohnungen und Werkstätten errichten. Nummer 6, von Architekt Richard Hagemann, besitzt ein als solches kaum noch erkennbares Entresol, ein etwas niedrigeres Zwischengeschoss, das allerdings durch gesprengte Giebel und antikisierendem Stuckdekor hervorgehoben wird. Nummer 8 und 10, von den Baumeistern Hofmann und Hetzer bzw. dem Maurermeister Theodor Pirnsch errichtet, zeigen noch die relativ flache, und feinteilige, konsequent horizontal betonte Fassadengliederung der frühen achtziger Jahre. LfD/1998 (vgl. Denkmaltopographie Stadt Leipzig) | 09295527 |
|                                         | Mietshaus in geschlossener Bebauung | Kochstraße 8 (Karte)                     | 1885–1886 (Mietshaus) | mit Tordurchfahrt, historistische Putzfassade, baugeschichtlich von Bedeutung Denkmaltext s. Nummer 6 | 09295528 |
|                                         | Mietshaus in geschlossener Bebauung | Kochstraße 10 (Karte)                    | 1887 (Mietshaus) | mit Tordurchfahrt, mit Laden, historistische Putzfassade, baugeschichtlich von Bedeutung Denkmaltext s. Nummer 6 | 09295529 |
|                                         | Mietshaus in geschlossener Bebauung | Kochstraße 11 (Karte)                    | 1875 (Mietshaus) | mit Tordurchfahrt, historistische Putzfassade, baugeschichtlich von Bedeutung Denkmaltext 1875 ließ der Bauunternehmer Wilhelm Richter das fünfgeschossige Vorderhaus samt Pferdestall und Remise im Hof errichten. Die Fassade ist sorgfältig durchgeformt, in der nach oben abnehmenden Plastizität und Fensterhöhe wird die Rangordnung der Geschosse ausgedrückt. Die drei oberen, horizontal gelagerten Geschosse werden von der Aufwärtsbewegung der unteren, durch Pfeilervorlagen vertikal gestalteten zwei Etagen getragen. Zwei flache Seitenrisalite fassen Horizontale und Vertikale harmonisierend zusammen. Der feingliedrige Bauschmuck kulminiert in der Puttengruppe über der Durchfahrt. Eines der wenigen, in fast allen Teilen original erhaltenen Mietshäuser der siebziger Jahre. LfD/1998 (vgl. Denkmaltopographie Stadt Leipzig) | 09295257 |
| Direkt Bild zu diesem Denkmal hochladen | Doppelmietshaus in geschlossener Bebauung | Kochstraße 13, 15 (Karte)                | Um 1955 | Putzbau in traditionellen Formen der 1950er Jahre, stadtentwicklungs- und baugeschichtlich von Bedeutung | 09307326 |
|                                         | Mietshaus in ehemals geschlossener Bebauung | Kochstraße 20 (Karte)                    | 1889 (Mietshaus) | mit Laden, historistische Klinkerfassade, baugeschichtlich von Bedeutung Denkmaltext 1889 nach Plänen von Robert Scherf für den Tonwarenfabrikanten Hermann Berger gebaut. Das schlichte Eckhaus zur Alfred-Kästner-Straße nur durch zurückhaltende Putz-Fensterrahmungen in der Ziegelfassade und einen Balkon an der risalitartig um drei Achsen geführten Ecke gegliedert. Das 5. Geschoss über dem Gurtgesims ursprünglich mit Stuckdekorationen, das Erdgeschoss mit Nutungen versehen. Nach 1890 im Besitz der Konfektions-Großhandelsfirma Friedrich Gronau. LfD/1998 (vgl. Denkmaltopographie Stadt Leipzig) | 09295536 |
|                                         | Mietshaus in geschlossener Bebauung | Kochstraße 22 (Karte)                    | 1888 (Mietshaus) | reich dekorierte, historistische Putzfassade, baugeschichtlich von Bedeutung Denkmaltext 1888 vom Bauherrn, dem Architekten Emil Appenfelder entworfen. Die repräsentative Fassade entspricht nicht dem einfachen Wohnungszuschnitt mit zwei Zimmern, Küche und Kammer. Mit Rustika-Quaderung im Erdgeschoss, flacherer Nutung in der ersten Etage und zwei sehr kräftigen Gurtgesimsen ist die Fassade deutlich horizontal aufgebaut- ein viergeschossiger Risalit betont die Mitte und stellt den vertikalen Ausgleich dar. Das Obergeschoss ist wie üblich durchlaufend und von einem Eierstabfries abgeschlossen. LfD/1998 (vgl. Denkmaltopographie Stadt Leipzig) | 09295537 |
|                                         | Mietshaus in geschlossener Bebauung | Kochstraße 23 (Karte)                    | 1886 (Mietshaus) | mit Tordurchfahrt, historistische Klinkerfassade, baugeschichtlich von Bedeutung Denkmaltext Nummer 23/25:1886 und 1892 ließ der Holzhändler Hermann Müller zwei fünfgeschössige Mietshäuser erbauen, in deren gemeinsamen Hinterhof er seine Dampfsägerei und Holzhandlung betrieb. In der schlichten Fassadengestaltung mit gelben Ziegelverblendern und Sandsteingliederungen über klar abgesetztem gequadertem Sockel gleicht sich der jüngere, von Maurermeister Emil Pirnsch errichtete Bau dem ersten an. LfD/1998 (vgl. Denkmaltopographie Stadt Leipzig) | 09295258 |
|                                         | Mietshaus in geschlossener Bebauung | Kochstraße 24 (Karte)                    | 1902 (Mietshaus) | mit Laden, reich dekorierte Klinker-Putz-Fassade, prächtiger Jugendstilbau, Architekt: Max Fricke, baugeschichtlicher von Bedeutung, künstlerischer Wert Denkmaltext 1902 von Max Fricke für den Buchhalter Franz Lindner entworfen. Die Fassade besticht durch ihr kultiviertes Gegeneinandersetzen von verschiedenfarbigen und verschiedenartig strukturierten Materialien. In den dunklen Kammputz des hohen Sockelgeschosses greifen die hellen Fensterrahmungen, in die rote Ziegelfassade schiebt sich der hell verputzte 2-achsige Mittelteil, der den vertikalen Schub bis in den großen Rundgiebel fortführt. Die flächigen Jugendstil-Dekorationen sind an den architektonischen Nahtstellen konzentriert: sie trennen den Sockel von den Obergeschossen, den verputzten Mittelstreifen von der Ziegelfront, bilden den Fassadenabschluss in der Traufzone und kulminieren im großen Schaugiebel mit Pfauenmotiv. Zwischenzeitlich wurde die Fassade durch den Abbruch der Balkons geschädigt, die aber in jüngster Zeit wieder ergänzt werden konnten. In der gleichzeitig von Fricke erbauten Hinterhoffabrik wurde bis 1920 das Simonsbrot, ein damals beliebtes Vollkornbrot gebacken. LfD/1998, 2018 (vgl. Denkmaltopographie Stadt Leipzig) | 09295538 |
|                                         | Mietshaus (Nr. 25) in geschlossener Bebauung und Fabrikgebäude (Nr. 25a/25b) im Hof | Kochstraße 25; 25a; 25b (Karte)          | 1892 (Mietshaus) | Vorderhaus mit Tordurchfahrt, historistische Klinkerfassade, baugeschichtlich von Bedeutung Denkmaltext Das 1892 von Maurermeister Ferdinand Pirnsch ebenfalls für Hermann Müller, der im Hof beider Häuser sein Dampfsägewerk und die Holzwarenfabrik betrieb, erbaute Haus passt sich in der schlichten Fassadengestaltung der Nummer 23 an. Das Erdgeschoss besaß ursprünglich eine durchgehende Ladenzone. | 09295259 |
|                                         | Mietshaus in geschlossener Bebauung, mit Gießereigebäude im Hof | Kochstraße 26 (Karte)                    | 1903 (Mietshaus) | Putzfassade, Erker, Jugendstildekoration, baugeschichtlich von Bedeutung | 09295539 |
|                                         | Mietshaus in ehemals geschlossener Bebauung, mit Seitenflügel zum Hof und Hinterhaus | Kochstraße 27 (Karte)                    | 1893 (Mietshaus) | mit Tordurchfahrt und mit Laden, historistische Klinkerfassade baugeschichtlich von Bedeutung Denkmaltext Die schmuckreiche Fassade des 1893 durch das Ingenieurbüro Polster und Höhne errichteten Hauses war durch den Verlust der kräftigen Erdgeschoss-Quaderung und des abschließenden Kranzgesimses zeitweilig in ihrer architektonischen Wirkung beeinträchtigt, wurde aber in jüngster Zeit nach historischem Vorbild wiederhergestellt. Zum Vorderhaus gehört ein Seitenflügel und ein Hofgebäude, beide mit Wohnungen und Werkstätten. LfD/1998, 2018 (vgl. Denkmaltopographie Stadt Leipzig) | 09295260 |
|                                         | Mietshaus in ehemals geschlossener Bebauung und Hinterhaus | Kochstraße 28 (Karte)                    | bezeichnet 1905 (Mietshaus) | Vorderhaus mit Tordurchfahrt, ungewöhnlich gestaltete Putzfassade, zwei Erker in zwei hölzernen Lauben endend, zwischen den Erkern Balkons, jugendstilige Dekoration, baugeschichtlich von Bedeutung | 09295261 |
|                                         | Ehemaliges Fabrikgebäude, heute Schule (zum Grundstück von Nr. 28 gehörend) | Kochstraße 28a (Karte)                   | 1904 (Fabrik) | ehemals eine chemisch-pharmazeutische Fabrik, ortsentwicklungsgeschichtlich von Bedeutung Denkmaltext Nummer 28 und Nummer 28a: 1904 nach Plänen von Adalbert Friedrich für Maurermeister Carl August Müller gebaut. Neben Vorderhaus noch Mittelbau (Wohnungen) und Fabrikgebäude im Hof. Wie bei den Bauten des Architektenteams Friedrich und Poser vielfach üblich, ist auch hier der Sockel stark erhöht. Die Bauzeichnungen zeigen, dass er sich bis zum Fußwalm über das erste Obergeschoss fortsetzte. In diese hohe Sockelzone ragt der breite Mittelteil in gegenläufiger Bewegung. Die vielen verschiedenen Materialien: Holz für die geschnitzten Balkonbrüstungen, das Zierfachwerk und die Erkerlauben, Schiefer und glasierte Ziegelstreifen, sowie gegeneinander abgesetzte Putzarten gaben der für die Kochstraße ungewöhnlich kräftigen Fassade ein ausgesprochen malerisches Gepräge. Die Fabrik im Hof war Druckerei und lithographische Kunstanstalt. LfD/1998 (vgl. Denkmaltopographie Stadt Leipzig) | 09304642 |
|                                         | Doppelmietshaus (Anschrift: Kurt-Eisner-Straße 56 und Kochstraße 29b) in geschlossener Bebauung | Kochstraße 29b (Karte)                   | 1902 (Doppelmietshaus) | mit Laden, Putzfassade über Granitsockel, durch Erker betont, im Stil des Historismus, zum Teil jugendstilige Dekoration, baugeschichtlich von Bedeutung Denkmaltext 1902 von Albin Conrad für den Kohlenhändler Wilhelm Glaubig erbaut. Der große Eckbau wirkte ursprünglich vor allem durch die Drei-Turm-Gruppe: großer Eckturm und flankierende Erkertürme (1951 abgetragen). Vom Haupteingang sind je zwei große Wohnungen (5-7 Zimmer und Bad) erschließbar, der Nebeneingang (Kochstraße 29 b) führt zu einem kleineren Treppenhaus und je einer kleineren Wohnung ohne Bad. Souterraineingänge führten zu Niederlage, Rollkammer und Waschhaus, der ursprüngliche Eckladen wurde 1989 durch Zusetzen der Fenster entstellt. Der Bau wirkt durch seine großzügige Gruppierung und Gliederung, die Dekorationsformen sind ein Gemisch aus historistischen und Jugendstilelementen. LfD/1998 (vgl. Denkmaltopographie Stadt Leipzig) | 09295209 |
|                                         | Mietshaus in halboffener Bebauung | Kochstraße 31 (Karte)                    | 1902 (Mietshaus) | bemerkenswerte Klinker-Putz-Fassade, ungewöhnliche und kühne Fassade setzt großzügig und asymmetrisch Flächen verschiedener Farbe und Struktur gegeneinander, zwischen Späthistorismus und Reformstil, Architekt: Karl Poser, künstlerisch und baugeschichtlich von Bedeutung Denkmaltext 1902 vom Architektenbüro Friedrich und Poser für den Kohlenhändler Wilhelm Glaubig entworfen. Die für diese Zeit nicht nur in Leipzig ungewöhnliche und kühne Fassade setzt großzügig und asymmetrisch Flächen verschiedener Farbe und Struktur gegeneinander. Der hohe Klinkersockel wird durchschnitten von einem Gesimsband, das in wellenförmiger Bewegung sowohl die Fensterbedachungen wie die nur an dieser Stelle konvexe Vorwölbung des Risalits, die Eingangszone und den polygonalen Eckerker verbindet. Der dreieckige Querschnitt dieses Bandes und der rahmenden Eingangspfeiler scheinen schon die zwanziger Jahre vorwegzunehmen, ebenso wie das breite Ziegelband, des Risalits in der 2. Etage. Sparsame Schmuckakzente setzen die nach oben breiter werdenden Gitter der Scheinbalkons und die Dekoration des Giebels darüber. Ursprünglich war auch die freie Fläche über dem Eingang mit einer eleganten Kartusche geschmückt. Das schöne Türblatt, die originalen Fenster und Türen, die Ausstattung des Hausflurs mit Kacheln und Bleiverglasung sind erhalten. In dieser Fassade kommen die bei Poser angelegten puristischen und konstruktiven Tendenzen am deutlichesten zum Ausdruck. LfD/1998 (vgl. Denkmaltopographie Stadt Leipzig) | 09295663 |
|                                         | Mietshaus in ehemals geschlossener Bebauung | Kochstraße 33 (Karte)                    | 1904 (Mietshaus) | historistische Putzfassade, baugeschichtlich von Bedeutung Denkmaltext Eine der selteneren geometrischen Varianten Leipziger Jugendstilfassaden, für die der Bauherr und ausführende Maurermeister Richard Keller 1903 sicher auf Vorlagen zurückgriff. Der hohe schmale Eingang mit schönem Türblatt und bemalten Scheiben im Oberlicht sowie die Stuckausstattung des Hausflures sind original erhalten. LfD/1998 (vgl. Denkmaltopographie Stadt Leipzig) | 09295664 |
|                                         | Mietshaus in geschlossener Bebauung und Hinterhaus | Kochstraße 35 (Karte)                    | 1904 (Mietshaus) | Vorderhaus mit Tordurchfahrt und mit Laden, historistische Klinker-Putz-Fassade, Hausflur mit Ausmalung, baugeschichtlich von Bedeutung | 09295665 |
|                                         | Mietshaus in geschlossener Bebauung | Kochstraße 36 (Karte)                    | 1890 (Mietshaus) | historistische Klinker-Putz-Fassade, baugeschichtlich von Bedeutung Denkmaltext 1890 von Heinrich Lindemann, der Bauherr und entwerfender Architekt zugleich war, errichtet. Die Mietshausfassade stellt fast katalogartig in jedem der fünf durch Gesimse voneinander getrennten Geschosse eine andere Gliederungsmöglichkeit zur Schau:Über dem Sockel zwei flache Ziegelgeschosse, ursprünglich durch schmiedeeiserne Balkons akzentuiert, darüber zwei prachtvollere Putzgeschosse, von denen wiederum das abschließende „in venezianischer Manier“ mit kannelierten Pilastern und Bögen besonders festlich gestaltet ist. Das optische Gerüst dieser durch den Wechsel der Materialien und Formen sehr malerisch wirkenden Fassade bilden neben den Gesimsen das stark plastische hohe Erdgeschoss und das damit korrespondierende schmuckreiche vierte Geschoss in Höhe des „Goldenen Schnitts“. Die Durchfahrt erst 1929 hergestellt. Erhalten die Ausstattung des Hausflurs mit Stuck und originaler Malerei. LfD/1998 (vgl. Denkmaltopographie Stadt Leipzig) | 09295280 |
|                                         | Mietshaus in geschlossener Bebauung und Hinterhaus | Kochstraße 38 (Karte)                    | 1890 (Mietshaus) | Vorderhaus mit Tordurchfahrt, historistische Putzfassade, baugeschichtlich von Bedeutung Denkmaltext 1890 von Baugewerksmeister Richard Altstädt als Bauherr und Ausführender errichtet. Die fünfgeschossige Fassade über einem zweigeschossigen „Sockel“ in Putzquaderung, wobei Erdgeschoss und erste Etage durch Gesims und Sohlbankbrüstungen voneinander geschieden sind. Darüber zwei Glattputzgeschosse mit hervorgehobener Beletage. Fassadenabschluss mit glatt durchlaufendem Obergeschoss und Drempel. Das viergeschossige Hinterhaus mit Wohnungen. LfD/1998 (vgl. Denkmaltopographie Stadt Leipzig) | 09295281 |
|                                         | Mietshaus in geschlossener Bebauung | Kochstraße 40 (Karte)                    | 1904 (Mietshaus) | mit Laden, helle Klinker-Putz-Fassade mit Jugendstildekor, baugeschichtlich von Bedeutung Denkmaltext 1904 von Richard Teichmann für den Zimmerpolier Paul Zimmermann gebaut. Das Fassadenschema ist das gleiche wie bei den ebenfalls 1904 von Teichmann entworfenen Häusern Kurt-Eisner-Straße 26,28,30: Zwei flache Seitenrisalite mit Serliana, die in geschweiften Giebeln münden, fassen den Mitteltrakt, hier aus weißen Ziegelverblendern, zusammen. Die flachen Blendbögen über den Fenstern, die breiten Stuckbänder im Mittelteil und der zentrale Eingang weisen die charakteristische jugendstilige Wanddekoration auf. Erhalten sind die originale Ausstattung des Hausflures und das schöne Türblatt mit schmiedeeisernem Gitter. LfD/1998 (vgl. Denkmaltopographie Stadt Leipzig) | 09295282 |
|                                         | Mietshaus in geschlossener Bebauung | Kochstraße 41 (Karte)                    | 1900–1902 (Mietshaus) | historisierende mehrfarbige Klinkerfassade, baugeschichtlich von Bedeutung | 09295530 |
|                                         | Mietshaus in geschlossener Bebauung | Kochstraße 42 (Karte)                    | 1889 (Mietshaus) | mit ehemals originalem Laden, historistische Klinkerfassade, Eckerker, baugeschichtlich von Bedeutung Denkmaltext Für Planung und Ausführung sowie als Bauherr des Eckhauses zur Scharnhorststraße zeichnete 1889 der Baumeister Bernhard Barthel. Auch hier war der fünfgeschossige Bau durch die Sockelwirkung des gequaderten (später geglätteten) Erdgeschosses und der mit Putzstreifen horizontal betonten ersten Etage in seiner Höhenwirkung gemildert. Bandartig ziehen sich die beiden ziegelverkleideten Hauptgeschosse um den Eckbau. Das Obergeschoss mit den „venezianischen“ Rundbogenfenstern und den Maskenkonsolen unter vorkragendem Dach akzentuiert den Fassadenabschluss. Repräsentatives Element ist der Eckerker auf wuchtigen Konsolen. LfD/1998 (vgl. Denkmaltopographie Stadt Leipzig) | 09295283 |
|                                         | Mietshaus in geschlossener Bebauung | Kochstraße 43 (Karte)                    | 1901 (Mietshaus) | mit Laden, historistische Klinker-Putz-Fassade, Eckbetonung durch Abschrägung und Balkons, baugeschichtlich von Bedeutung Denkmaltext Das Eckhaus zur Steinstraße 1901 für den Bauunternehmer Wilhelm Kother nach Plänen des Architekten Otto Röllig entworfen. Wie die benachbarten Bauten Rölligs aus der gleichen Zeit ist das Eckhaus mit im Grunde konservativen, dem Zeitgeschmack diskret angepassten Putzgliederungen vor Ziegelfassade versehen. Zwei flache Seitenrisalite in Putznutung und die mit Putzlisenen angedeutete Betonung der drei Eckachsen fassen die beiden Hauptgeschosse vertikal zusammen. LfD/1998 (vgl. Denkmaltopographie Stadt Leipzig) | 09295531 |
| Weitere Bilder                          | Doppelmietshaus in geschlossener Bebauung | Kochstraße 45; 47 (Karte)                | 1902 (Doppelmietshaus) | historisierende Klinker-Putz-Fassade, zwei Erker, baugeschichtlich von Bedeutung Denkmaltext Beide Häuser kurz nacheinander gebaut und spiegelbildlich angelegt. Mit Erker, zeitgemäß flachen Fensterrahmungen und Stuckfelderungen in den Brüstungen vor der Front aus roten Verblendziegeln hat der Architekt Otto Röllig, der hier 1902 als Bauherr zeichnete, dem Zeitgeschmack zurückhaltend gehuldigt. LfD/1998 (vgl. Denkmaltopographie Stadt Leipzig) | 09295532 |
|                                         | Mietshaus in geschlossener Bebauung | Kochstraße 46 (Karte)                    | 1889 (Mietshaus) | Klinker-Putz-Fassade, Erker, im neobarocken Stil, baulicher Zusammenhang mit Nummer 48, 50 und 52 sowie Scharnhorststraße 16, Platzwand des Heinrich-Schütz-Platzes, baugeschichtlich von Bedeutung Denkmaltext 46/48/50/52: 1889 projektierte der Baumeister Car. Friedrich Neumann auf seinem Grundstück zwischen Scharnhorst- und Hardenbergstraße gegenüber dem Schützplatz eine Gruppe von fünf fünfgeschossigen Mietshäusern nach einheitlichem Plan sowie ein dazugehöriges langgestrecktes Hinterhaus im gemeinsamen Hof. Alle Bauten (das Eckhaus Nummer 44 stark geglättet) waren durch die Gesimse und ein Erdgeschoss mit rundbogigen Fenstern und Bogenquaderung miteinander verbunden. Der Mittelbau Nummer 48, ein Putzbau, war durch größere Breite und eine großzügige Pilastergliederung betont (teilweise geglättet). Eine zentrale Durchfahrt führte zum ebenfalls fünfgeschossigen, 14-achsigen Hinterhaus (Wohnungen und zu den Seitenflügeln, Bäckerei). Die flankierenden, schmaleren Ziegelbauten Nummer 46 und 50 sind in der Gestaltung übereinstimmend: mit zweigeschossigen Kastenerkern, den charakteristischen stark plastischen Fensterbedachungen der späten achtziger Jahre (mit „Ohren“) und Masken in den Schlusssteinen sind sie repräsentativ angelegt. Die Eckhäuser Nummer 52 und 44 entsprachen als Putzbauten mit Pilastergliederung wiederum dem Mittelbau. LfD/1998 (vgl. Denkmaltopographie Stadt Leipzig) | 09295284 |
|                                         | Mietshaus in geschlossener Bebauung und Hinterhaus | Kochstraße 48 (Karte)                    | 1889 (Mietshaus) | Vorderhaus mit Tordurchfahrt, Putzfassade, im neobarocken Stil, baulicher Zusammenhang mit Nummer 46, 50 und 52 sowie Scharnhorststraße 16, Platzwand des Heinrich-Schütz-Platzes, baugeschichtlich von Bedeutung | 09295286 |
|                                         | Mietshaus in geschlossener Bebauung und Hinterhaus | Kochstraße 49 (Karte)                    | 1908 (Mietshaus) | historisierende Klinkerfassade, Erker, baugeschichtlich von Bedeutung Denkmaltext Vorderhaus und zweigeschossiges Hofgebäude (Kontor und Arbeitsräume) 1907 von Baumeister Richard Hofmann errichtet. Die Ziegelfassade mit dem in dieser Zeit bereits üblichen Kastenerker unkonventionell nur mit mehrfarbigen Ziegelkorbbögen statt Fensterbedachungen, in den Bögen feiner Rankenstuck. Helle Putzstreifen betonen neben den Gurtgesimsen die horizontale Lagerung, farbig glasierte Ziegel und Sägefries unter den Gesimsen verleihen der glatten Fassade Lebendigkeit. LfD/1998 (vgl. Denkmaltopographie Stadt Leipzig) | 09295533 |
|                                         | Mietshaus in geschlossener Bebauung | Kochstraße 50 (Karte)                    | 1901 (Mietshaus) | Klinker-Putz-Fassade, Erker, im neobarocken Stil, baulicher Zusammenhang mit Nummer 46, 48, und 52 sowie Scharnhorststraße 16, Platzwand des Heinrich-Schütz-Platzes, baugeschichtlich von Bedeutung | 09295285 |
|                                         | Mietshaus in geschlossener Bebauung | Kochstraße 51 (Karte)                    | 1893–1896 (Mietshaus) | ehemals mit Laden, Klinkerfassade, baugeschichtlich von Bedeutung Denkmaltext 1895 von Maurermeister C.F. Weber nach vermutlich eigenen Plänen gebaut. Schlichte fünfgeschossige Ziegelfassade, akzentuiert nur durch einen flachen Risalit über der Eingangsachse mit hervorgehobener Bedachung. LfD/1998 (vgl. Denkmaltopographie Stadt Leipzig) | 09295534 |
|                                         | Mietshaus in geschlossener Bebauung | Kochstraße 52 (Karte)                    | 1891, später überformt (Mietshaus) | mit Laden, Eckbetonung durch Eckerker, baulicher Zusammenhang mit Nummer 46, 48, und 50 sowie Scharnhorststraße 16, Platzwand des Heinrich-Schütz-Platzes, baugeschichtlich von Bedeutung | 09295287 |
|                                         | Mietshaus in offener Bebauung | Kochstraße 54 (Karte)                    | 1905 (Mietshaus) | Eckbetonung durch vorkragenden Eckbau, reich gegliederte Putzfassade, Erker, Reformstil-Architektur, baugeschichtlich von Bedeutung Denkmaltext An diesem freistehenden Eckgebäude, für das 1905 der Maurermeister Ernst Viereckel „für die Ausführung und als Bauherr“ zeichnete, zeigt sich noch einmal die differenzierte Putz-Kultur des ausklingenden Jugendstils in Leipzig. Mit ihr sollte die Massigkeit des sonst kubisch wirkenden Baus überspielt werden. Über kräftigem Werksteinsockel und dem Erdgeschoss in Putznutung schließt ein breites Gesimsband das Gebäude horizontal zusammen. Der kantige Erker nimmt die grobkörnige Rieselputz-Struktur dieses Bandes auf, während die Obergeschosse durch zierliche Stuckdekorationen in Fensterbekrönungen und Sohlbänken vor feinem Glattputz leichter gestaltet sind. Typische Details der Zeit um 1905 sind die neobiedermeierlichen Medaillons mit Kranzgehängen, das bis in die Fensterzone reichende Kammputzband im Schlussgesims und die qualitätvollen figürlichen Kastenreliefs an den Erker-Kragsteinen. LfD/1998, 2018 (vgl. Denkmaltopographie Stadt Leipzig) | 09295288 |
|                                         | Mietshaus in offener Bebauung | Kochstraße 56 (Karte)                    | 1915 (Mietshaus) | Putzfassade, im Reformstil, baugeschichtlich von Bedeutung Denkmaltext Das Architekturbüro Rau und May schuf 1914 die Pläne im Auftrag des Tischlermeisters Georg Müller. Das Haus ist auf den etwa gleichzeitigen Nachbarbau bezogen, an dessen Bauleitung Martin May ebenfalls beteiligt war. Wie dieses war es durch offene Loggien und Putznutung im Erdgeschoss stärker durchgliedert. Auch hier ist das Dach durch Umbauten verändert. LfD/1998 (vgl. Denkmaltopographie Stadt Leipzig) | 09295289 |
|                                         | Mietshaus in offener Bebauung | Kochstraße 56a (Karte)                   | 1915 (Mietshaus) | Putzfassade, Erker, Reformstil-Architektur, baugeschichtlich von Bedeutung Denkmaltext Bauherr, Bauleiter und ausführender des freistehenden Wohnhauses von 1915 war der Architekt Gustav Adolf Wachsmuth. Ursprünglich besaß der kubische Bau eine stärkere Durchgliederung: der hohe Sockel war mit Putznutung versehen, Loggien befanden sich auch an der linken Seite der Vorderfront- auch die Rückfront ist mit Loggien zum Hof geöffnet. Das ursprüngliche hohe Walmdach ist nach Kriegsschäden verändert. LfD/1998 (vgl. Denkmaltopographie Stadt Leipzig) | 09295290 |
|                                         | Mietshaus in ehemals geschlossener Bebauung | Kochstraße 57 (Karte)                    | 1899 (Mietshaus) | historisierende Klinkerfassade, mit Balkon, baugeschichtlich von Bedeutung Denkmaltext 1899 von Emil Franke für den Malermeister Friedrich Voigt gebaut. Die unprätentiöse aber klar gegliederte Ziegelfassade, deren einziger Schmuck der schmiedeeiserne Balkon und die leicht stukkierten Felder über dem Gurtgesims darstellen, ist eine der wenigen, die nicht lügt: hinter ihr verbergen sich drei Kleinwohnungen pro Etage mit einfachstem Wohnstandard. LfD/1998 (vgl. Denkmaltopographie Stadt Leipzig) | 09295535 |
|                                         | Mietshaus in offener Bebauung | Kochstraße 58 (Karte)                    | 1906 (Mietshaus) | Eckbetonung durch Eckerker und verschieferten Eckturm, Putzfassade, weiterer Erker, Reformstil-Architektur, baugeschichtlich von Bedeutung | 09295291 |
| Direkt Bild zu diesem Denkmal hochladen | Mietshausgruppe in offener Bebauung mit Vorgarten, zwei flankierenden Bergahornen sowie hofseitigem Stadt- und Siedlungsgrün                                                                                  | Kochstraße 59, 61, 63 (Karte)            | Um 1955 | Putzbau in traditionellen Formen der 1950er Jahre, stadtentwicklungs- und baugeschichtlich von Bedeutung | 09307328 |
|                                         | Mietshaus in offener Bebauung, mit Apotheke | Kochstraße 60 (Karte)                    | 1904 (Mietshaus) | mit ehemals originalen Läden, Eckbetonung durch erhöhten Eckbau mit Eckerker, Putzfassade, weitere Erker und Balkons, üppige Jugendstildekoration, baugeschichtlich von Bedeutung Denkmaltext Die heutige Lipsia Apotheke 1904 nach Plänen von Eugen Horn für den Maurermeister und Bauunternehmer Franz Dietze gebaut. Der reizvolle Jugendstilbau an der Ecke zur Hardenbergstraße sticht zunächst ins Auge durch seinen reichen Bauschmuck: flache Stuckreliefs, zum Teil mit figürlichen Darstellungen, die sich in den Brüstungsfeldern des dritten Geschosses um den gesamten Bau ziehen, mächtige Elefantenköpfe an den Gebäudeecken, phantasievolle Masken im Giebel und ein nicht minder phantastischer Stuckfries in der breiten Dachkehle. Die vielen schönen Details dieses Hauses, zu denen auch die eleganten Balkongitter und die Türrahmung gehören, werden durch eine klare Gliederung zusammengehalten: Über dem ursprünglich mit Horizontalnutung versehenen Sockel dominiert die Vertikale, die im Eckteil über dem abgerundeten Erker ursprünglich in einem geschweiften Turm mit Laterne gipfelte (1951 abgerissen). Die ursprüngliche Apothekeneinrichtung 1993 entfernt. LfD/1998 (vgl. Denkmaltopographie Stadt Leipzig) | 09295292 |
|                                         | Mietshaus in offener Bebauung mit seitlicher Toreinfahrt | Kochstraße 62 (Karte)                    | 1902 (Mietshaus) | neobarocke Putzfassade, schöne Eingangstür, baugeschichtlich von Bedeutung | 09295293 |
|                                         | Mietshaus in offener Bebauung | Kochstraße 64 (Karte)                    | 1902 (Mietshaus) | mit zwei Läden, historisierende Klinkerfassade, baugeschichtlich von Bedeutung Denkmaltext 1902 für den Bautechniker Karl Koch von Architekt Curt Wilhelm Schobel gebaut. Die schlichte achtachsige Ziegelfassade, streng horizontal angelegt mit geradlinigen Putzgliederungen über gespundetem Erdgeschoss spiegelt das einfache Innenleben dieses Arbeitermietshauses wider: Zwischen den Seitenwohnungen befand sich an der Vorderfront noch eine Kleinstwohnung, bestehend aus Kammer und Küche. Die beiden Verkaufsläden für die im Hinterhaus befindliche Fleischerei. LfD/1998 (vgl. Denkmaltopographie Stadt Leipzig) | 09295294 |
|                                         | Mietshaus in halboffener Bebauung und Hinterhaus | Kochstraße 70 (Karte)                    | 1913 (Mietshaus) | Vorderhaus mit Laden, ehemals Doppelhaushälfte, Putzfassade mit Erker, Reformstil-Architektur, baugeschichtlich von Bedeutung Denkmaltext 1913 nach Plänen des Architekten Otto Jaeger für Maurermeister Gustav Jaeger als Doppelwohnhaus (Nummer 72 kriegszerstört) zusammen mit Zwillings-Hintergebäude (Kleinwohnungen) erbaut. Verdeutlicht die zur Vereinfachung strebenden Tendenzen der Werkbund-Zeit. Im hohen Walmdach ursprünglich zweiachsiger Mittelgiebel. Gliederung durch Gesimse, das Obergeschoss ausgeschieden und ursprünglich mit aufgelegten Putzmedaillons dekorativ betont. LfD/1998 (vgl. Denkmaltopographie Stadt Leipzig) | 09295295 |
|                                         | Mietshaus in geschlossener Bebauung | Körnerstraße 2 (Karte)                   | 1875–1877 (Mietshaus) | zunächst viergeschossiges, heute fünfgeschossiges Gebäude mit später eingebautem Laden, Putzfassade mit zarten Gliederungen und Stuckdekorationen, im Stil des Historismus, baugeschichtlich von Bedeutung Denkmaltext Ein zunächst viergeschossiges 1875–1877 nach Plänen des Architekten Julius Hoffmann für den Kaufmann Friedrich Voigt errichtetes Mietshaus auf einer der für den älteren Abschnitt der Körnerstraße charakteristischen schmalen Parzellen. Putzfassade mit zarten Gliederungen und Stuckdekorationen an den Fensterverdachungen. Der Einbau der beiden Läden einhergehend mit der Schaffung eines zusätzlichen Geschosses durch den Umbau der Erdgeschosszone erfolgte 1911. LfD/1998 (vgl. Denkmaltopographie Stadt Leipzig) | 09297137 |
|                                         | Mietshaus in geschlossener Bebauung | Körnerstraße 6 (Karte)                   | 1868 (Mietshaus) | schmales viergeschossiges Gebäude, hübsch gestaltete, klassizistische Putzfassade, feinteilige Gliederung durch flach aufgelegte geometrisierende Dekorformen, baugeschichtlich von Bedeutung Denkmaltext Das schmale viergeschossige Mietshaus 1868 durch den Maurermeister Julius Langrock für Tischler Christian Röger errichtet. Gut erhaltene Putzfassade mit zarter Nutung des Erdgeschosses und feinteiliger Gliederung durch flach aufgelegte geometrisierende Dekorformen. LfD/1998 (vgl. Denkmaltopographie Stadt Leipzig) | 09297140 |
|                                         | Mietshaus in geschlossener Bebauung und Hinterhaus | Körnerstraße 8 (Karte)                   | 1874–1875 (Mietshaus), 1871–1872 (Hinterhaus) | stattliches fünfgeschossiges Gebäude mit Tordurchfahrt, historistische Putzfassade mit kräftiger Gliederung, seitliche Fensterachsen gestalterisch hervorgehoben, baugeschichtlich von Bedeutung Denkmaltext Das ursprünglich viergeschossige, im Nachhinein um eine Etage erhöhte Mietshaus 1874–1875 für den Parkettfabrikanten Friedrich Adolph Becker erbaut, nachdem er bereits 1871–1872 durch den Maurermeister Otto Backhaus das Hintergebäude errichten ließ. Die im Verhältnis zu den Nachbarhäusern breite und somit den Straßenzug dominierende Fassade im Erdgeschoss mit kräftiger Putzverfugung, in den Obergeschossen bis zum ursprünglichen Kranzgesims mit feinerer Putznutung und feingliederigen Fensterumrahmungen mit Verdachungen, Dreiecksgiebeln und Konsolen. Das Hintergebäude wurde bis 1877 als Fabrik, danach als Wohnhaus genutzt. LfD/1998 (vgl. Denkmaltopographie Stadt Leipzig) | 09297141 |
|                                         | Doppelmietshaus in geschlossener Bebauung, drei Hofgebäude und Hofpflasterung | Körnerstraße 12; 14 (Karte)              | 1866 (Nummer 12, Mietshaus), 1869 (Nummer 14, Mietshaus), 1899–1901 (Hinterhaus)                                                                  | dreigeschossige Gebäude, Nummer 12 mit Tordurchfahrt, schlichte Putzfassade, Hofgebäude Putzbauten mit Klinkergliederung, baugeschichtlich und ortsentwicklungsgeschichtlich von Bedeutung | 09297142 |
|                                         | Mietshaus in geschlossener Bebauung | Körnerstraße 20 (Karte)                  | 1872–1873 (Mietshaus) | stattliches fünfgeschossiges Mietshaus, feingliederige und mittenbetonte historistische Putzfassade, noch von klassizistischer Wirkung, baugeschichtlich von Bedeutung Denkmaltext Nummer 20 und Nummer 22: Die beiden stattlichen fünfgeschossigen Mietshäuser wurden 1872–1873 durch den Maurermeister Julius Richter für Tischler Christian Röger errichtet. Gut erhaltene Putzfassaden mit für die frühen 1870er Jahre charakteristischen feingliedrigen, kaum vortretenden Fensterprofilen, Konsolbänken und Konsolen und der zart eingefügten Nutung der Oberflächen. Die Eingänge sind in den Mittelachsen angebracht, die Fenster, im Erdgeschoss und ersten Obergeschoss von Nummer 20 rundbogig, sind paarweise gruppiert, sodass sich für beide Häuser die Achsenfolge 2-2-1-2-2 ergibt. Über Bruchsteinsockeln werden die Putznutungen als Werksteinimitationen verwendet, als Quaderung der Erdgeschosse oder als Überfangbögen der paarweise angeordneten Fenster im ersten Obergeschoss von Nummer 20. Der Hausflur in Nummer 20 mit Stuckdekor an den Wänden und einer um 1900 entstandenen Deckenmalerei, die Wandgliederung des Hausflures in Nummer 22 als Stuckarkatur. LfD/1998 (vgl. Denkmaltopographie Stadt Leipzig) | 09297143 |
| Direkt Bild zu diesem Denkmal hochladen | Mietshaus in geschlossener Bebauung | Körnerstraße 22 (Karte)                  | 1872–1873 (Mietshaus) | stattliches fünfgeschossiges Mietshaus, feingliederige historistische Putzfassade, noch von klassizistischer Wirkung, baugeschichtlich von Bedeutung Denkmaltext Nummer 20 und Nummer 22: Die beiden stattlichen fünfgeschossigen Mietshäuser wurden 1872–1873 durch den Maurermeister Julius Richter für Tischler Christian Röger errichtet. Gut erhaltene Putzfassaden mit für die frühen 1870er Jahre charakteristischen feingliedrigen, kaum vortretenden Fensterprofilen, Konsolbänken und Konsolen und der zart eingefügten Nutung der Oberflächen. Die Eingänge sind in den Mittelachsen angebracht, die Fenster, im Erdgeschoss und ersten Obergeschoss von Nummer 20 rundbogig, sind paarweise gruppiert, sodass sich für beide Häuser die Achsenfolge 2-2-1-2-2 ergibt. Über Bruchsteinsockeln werden die Putznutungen als Werksteinimitationen verwendet, als Quaderung der Erdgeschosse oder als Überfangbögen der paarweise angeordneten Fenster im ersten Obergeschoss von Nummer 20. Der Hausflur in Nummer 20 mit Stuckdekor an den Wänden und einer um 1900 entstandenen Deckenmalerei, die Wandgliederung des Hausflures in Nummer 22 als Stuckarkatur. LfD/1998 (vgl. Denkmaltopographie Stadt Leipzig) | 09297144 |
|                                         | Mietshaus in geschlossener Bebauung | Körnerstraße 24 (Karte)                  | 1872 (Mietshaus) | viergeschossiges Gebäude, reich stuckierte Putzfassade mit vier schmiedeeisernen Balkons, im Stil des Historismus, baugeschichtlich von Bedeutung Denkmaltext Ein 1872 nach Plänen des Architekten Julius Hoffmann für den Kaufmann Franz Wilfferodt errichtetes viergeschossiges Mietshaus. Putzfassade mit Sandsteingliederungen, über einem Bruchsteinsockel das Erdgeschoss mit Nutung und rundbogigen Fenstern, als oberer Abschluss ein Drempel mit kleinen quadratischen Fensteröffnungen. Unter den von Konsolen getragenen Fensterverdachungen am ersten Obergeschoss Stuckfelder mit Girlanden. Ursprünglich besaß die Fassade vier schmiedeeiserne Balkons. Die Ausstattung des Hausflures original erhalten mit Ornamentfliesen und Arkadengliederung der Wände. LfD/1998 (vgl. Denkmaltopographie Stadt Leipzig) | 09297146 |
|                                         | Mietshaus in geschlossener Bebauung | Körnerstraße 26 (Karte)                  | 1874–1875 (Mietshaus) | viergeschossiges Gebäude, Putzfassade mit Sandsteingliederungen, Fenster des ersten Obergeschosses mit aufwendiger Rahmung, im Stil des Historismus, baugeschichtlich von Bedeutung Denkmaltext Das viergeschossige Mietshaus 1874–1875 nach Plänen des Architekten Julius Hoffmann für Buchhändler Moritz Wilfferodt errichtet. Putzfassade mit leicht vorstehendem zweiachsigem Kompartiment seitlich rechts und Sandsteingliederungen. Das Erdgeschoss und die vorstehenden Achsen von den übrigen Fassadenteilen durch eine Nutung abgehoben. Die Fenster des ersten Obergeschosses weisen Balusterbrüstungen und Dreiecksgiebel auf, die des zweiten gerade Verdachungen. 1881–1918 befand sich im Erdgeschoss ein kaiserliches Pamt, anschließend die Hutfabrik Adolf Baitinger. LfD/1998 (vgl. Denkmaltopographie Stadt Leipzig) | 09297148 |
|                                         | Mietshaus in geschlossener Bebauung und Hinterhaus | Körnerstraße 28 (Karte)                  | 1881–1882 (Mietshaus) | fünfgeschossiges Gebäude mit Tordurchfahrt, durch Seitenrisalite, Gesimse und Fenstergliederungen klar geordnete Putzfassade mit zeittypischem zarten Stuckdekor und Balkons, im Stil des Historismus, baugeschichtlich und städtebaulich von Bedeutung Denkmaltext Nummer 28, Nummer 30 und Nummer 32: Drei fünfgeschossige, 1881–1882 nach Plänen des Architekten Richard Hagemann errichtete Mietshäuser, Nummer 28 für den Privatmann Ernst Ludwig Bonicke, Nummer 30 für den Privatmann Johann Friedrich Goltzsch und Nummer 32 den Zimmermeister Carl Hausburg. Die durch leicht vorstehende, teilweise mit Pilastergliederungen und übergreifenden Dreiecksgiebeln versehenen Seitenrisaliten, Gesimse und Fenstergliederungen klar geordneten Putzfassaden mit zeittypischem zarten Stuckdekor der frühen 1880er Jahre und schmiedeeisernen Balkonen. Die Erd- und die ersten Obergeschosse durch Nutung und abschließende, von Konsolen getragene Gurtgesimse eine gemeinsame Zone bildend. Alle drei Häuser mit Tordurchfahrten, darunter die von Nummer 30 mit originaler Ausstattung durch Holzpaneele, pilastergegliederte Wände und Stuckdecke. In den Geschossen pro Haus jeweils zwei Wohnungen. Die Höfe mit viergeschossigen Hinterwohngebäuden, in deren Erdgeschossen Schlosser- und Schmiedewerkstätten eingerichtet waren, als linkes Seitengebäude bei Nummer 32 ein ehemaliger Pferdestall. LfD/1998 (vgl. Denkmaltopographie Stadt Leipzig) | 09295090 |
|                                         | Mietshaus in geschlossener Bebauung | Körnerstraße 30 (Karte)                  | 1881–1882 (Mietshaus) | fünfgeschossiges Gebäude mit Tordurchfahrt, ehemals mit Laden, durch Gesimse und Fenstergliederungen klar geordnete Putzfassade mit zeittypischem zarten Stuckdekor und Balkons, im Stil des Historismus, baugeschichtlich und städtebaulich von Bedeutung Denkmaltext Nummer 28, Nummer 30 und Nummer 32: Drei fünfgeschossige, 1881–1882 nach Plänen des Architekten Richard Hagemann errichtete Mietshäuser, Nummer 28 für den Privatmann Ernst Ludwig Bonicke, Nummer 30 für den Privatmann Johann Friedrich Goltzsch und Nummer 32 den Zimmermeister Carl Hausburg. Die durch leicht vorstehende, teilweise mit Pilastergliederungen und übergreifenden Dreiecksgiebeln versehenen Seitenrisaliten, Gesimse und Fenstergliederungen klar geordneten Putzfassaden mit zeittypischem zarten Stuckdekor der frühen 1880er Jahre und schmiedeeisernen Balkonen. Die Erd- und die ersten Obergeschosse durch Nutung und abschließende, von Konsolen getragene Gurtgesimse eine gemeinsame Zone bildend. Alle drei Häuser mit Tordurchfahrten, darunter die von Nummer 30 mit originaler Ausstattung durch Holzpaneele, pilastergegliederte Wände und Stuckdecke. In den Geschossen pro Haus jeweils zwei Wohnungen. Die Höfe mit viergeschossigen Hinterwohngebäuden, in deren Erdgeschossen Schlosser- und Schmiedewerkstätten eingerichtet waren, als linkes Seitengebäude bei Nummer 32 ein ehemaliger Pferdestall. LfD/1998 (vgl. Denkmaltopographie Stadt Leipzig) | 09295091 |
|                                         | Mietshaus in geschlossener Bebauung | Körnerstraße 32 (Karte)                  | 1881–1882 (Mietshaus) | fünfgeschossiges Gebäude mit Tordurchfahrt, durch Gesimse und Fensterrahmungen klar geordnete Putzfassade mit Stuckgliederungen, Fassade durch zwei Seitenrisalite betont, im Stil des Historismus, am Körnerplatz gelegen, baugeschichtlich und städtebaulich von Bedeutung Denkmaltext Nummer 28, Nummer 30 und Nummer 32: Drei fünfgeschossige, 1881–1882 nach Plänen des Architekten Richard Hagemann errichtete Mietshäuser, Nummer 28 für den Privatmann Ernst Ludwig Bonicke, Nummer 30 für den Privatmann Johann Friedrich Goltzsch und Nummer 32 den Zimmermeister Carl Hausburg. Die durch leicht vorstehende, teilweise mit Pilastergliederungen und übergreifenden Dreiecksgiebeln versehenen Seitenrisaliten, Gesimse und Fenstergliederungen klar geordneten Putzfassaden mit zeittypischem zarten Stuckdekor der frühen 1880er Jahre und schmiedeeisernen Balkonen. Die Erd- und die ersten Obergeschosse durch Nutung und abschließende, von Konsolen getragene Gurtgesimse eine gemeinsame Zone bildend. Alle drei Häuser mit Tordurchfahrten, darunter die von Nummer 30 mit originaler Ausstattung durch Holzpaneele, pilastergegliederte Wände und Stuckdecke. In den Geschossen pro Haus jeweils zwei Wohnungen. Die Höfe mit viergeschossigen Hinterwohngebäuden, in deren Erdgeschossen Schlosser- und Schmiedewerkstätten eingerichtet waren, als linkes Seitengebäude bei Nummer 32 ein ehemaliger Pferdestall. LfD/1998 (vgl. Denkmaltopographie Stadt Leipzig) | 09295092 |
|                                         | Mietshaus in geschlossener Bebauung | Körnerstraße 40 (Karte)                  | 1882–1884 (Mietshaus) | fünfgeschossiges Gebäude mit Tordurchfahrt, einfach gestaltete historistische Putzfassade, Tordurchfahrt mit Stuckdecke, am Körnerplatz gelegen, baugeschichtlich und städtebaulich von Bedeutung Denkmaltext 1882–1884 durch den Bauunternehmer(?) Louis Haring für Friedrich Rudolph errichtetes fünfgeschossiges Mietshaus. Verhältnismäßig schlicht gestaltete Putzfassade mit Sandsteingesimsen und Fenstern in einfacher Reihung. Erdgeschoss und erstes Obergeschoss sind genutet und bilden zusammen eine hochgezogene untere Zone. Die Tordurchfahrt seitlich rechts mit Holzpaneelen, pilastergegliederten Wänden und Stuckdecke, in den Geschossen jeweils zwei Wohnungen. LfD/1998 (vgl. Denkmaltopographie Stadt Leipzig) | 09295093 |
|                                         | Mietshaus in geschlossener Bebauung | Körnerstraße 46 (Karte)                  | 1881–1882 (Mietshaus) | viergeschossiges Gebäude mit Tordurchfahrt, kräftig dekorierte Klinker-Putz-Fassade, oberstes Geschoss mit reichhaltigstem Stuckdekor, Gebäude im Stil des Historismus, baugeschichtlich von Bedeutung Denkmaltext Viergeschossiges, 1881–1882 nach Plänen des Architekturbüros Pfeiffer und Händel für R. Buchspies erbautes Mietshaus. Die in drei vertikale Zonen gegliederte Fassade lebt von dem Wechsel verputzter und klinkerverkleideter Flächen: über einem klinkerverblendeten Sockel das Erdgeschoss mit kräftiger Putzstreifung, erstes und zweites Obergeschoss mit Klinker, das oberste Geschoss wiederum verputzt mit dem reichhaltigsten Stuckdekor der gesamten Front. Seitlich rechts in einem leicht vorstehenden Seitenrisalit eine rundbogige Einfahrt, die dahinterliegende Durchfahrt mit pilastergegliederten Wänden und Stuckdecke. In den Geschossen jeweils zwei Wohnungen. LfD/1998 (vgl. Denkmaltopographie Stadt Leipzig) | 09295094 |
|                                         | Mietshaus in ehemals geschlossener Bebauung und Hinterhaus | Körnerstraße 52 (Karte)                  | 1888–1889 (Mietshaus) | stattliches fünfgeschossiges Gebäude mit Tordurchfahrt, kräftig gestaltete Putzfassade mit reicher Stuckgliederung, ihre repräsentative Wirkung erhält die Fassade durch Betonung der beiden mittleren Achsen mit Halbsäulen, Tordurchfahrt mit Stuckdecke, Gebäude im Stil des Historismus, baugeschichtlich von Bedeutung Denkmaltext Stattliches fünfgeschossiges, 1889–1890 nach Plänen des Architekten Hermann Heyne für den Klempnermeister Carl Engelhardt entstandenes Mietshaus. Reich gegliederte Putzfassade mit genutetem Erdgeschoss, zartem Stuckdekor an Sohlbänken, Verdachungen, Fensterzwischenräumen und Gurtgesimsen, abgesetztem obersten Geschoss und von kleinen Konsolen getragenem Hauptgesims. Ihre repräsentative Wirkung erhält die Fassade durch die Einfassung der beiden mittleren Achsen in erstem bis drittem Obergeschoss durch dorische Säulen auf Pamenten mit achsenübergreifendem Gebälk und Dreiecksgiebel. Die Tordurchfahrt seitlich links mit Stuckdecke. Im Gegensatz zu der prachtvollen Fassade sind die Wohnungen von kleinem Zuschnitt, die Geschosse wurden mit jeweils vier geplant. Im Hof ein zugleich mit dem Vorderhaus errichtetes viergeschossiges Hinterwohngebäude. LfD/1998 (vgl. Denkmaltopographie Stadt Leipzig) | 09295095 |
| Weitere Bilder                          | Ehemalige Fabrikanlage mit Kontorgebäude (Nr. 54, heute Wohnhaus), Fabrikgebäude (Nr. 56, heute Bürogebäude), im Hof angebauter Seitenflügel (Produktionsgebäude) und Kesselhaus mit Esse                     | Körnerstraße 54; 56 (Karte)              | 1890 (Nummer 56, Fabrikgebäude), 1897 (Nummer 56, Erweiterungsbau Fabrik), 1906–1907, bezeichnet 1906 (Nummer 54, Kontorhaus), 1890 (Schornstein) | in den Straßenraum eingebundene Fabrikanlage, in mehreren Bauabschnitten entstanden, Kontorhaus Klinker-Putz-Fassade mit Anklängen an Jugend- und Reformstil, Vertikalgliederung durch Ziegelpilaster, älteres Fabrikgebäude als nüchterner Ziegelbau mit Tordurchfahrt (Fassade nach Kriegsschäden zum Teil rekonstruiert), baugeschichtlich und ortsgeschichtlich von Bedeutung | 09295097 |
|                                         | Kath.-Apost. Kirche, mit seitlicher Einfriedung und Pforte sowie angebautem, zurückgesetztem Pfarr- und Gemeindehaus, südlich Pfarrgarten                                                                     | Körnerstraße 58 (Karte)                  | 1896–1897 (Kirche), 1897 (Orgel) | Kirche ein gotisierender Saalbau mit eingezogenem polygonalem Chor, Kirchengiebel in Straßenflucht eingebunden, markanter Putzbau mit roter Ziegelgliederung, über Eingangsarkatur eine Wandnische mit Wandmalerei, Architekt: Julius Zeißig, nach schweren Kriegsschäden modifiziert wiederaufgebaut, baugeschichtlich, kirchenhistorisch und ortsgeschichtlich von Bedeutung Denkmaltext Katholisch-Apolische Kirche, errichtet 1896–1897 nach Plänen des Architekten Julius Zeißig für die Apostolische Gemeinde als ein in die Straßenflucht der Körnerstraße eingebundener, wenn auch freistehender Saalbau mit erhöhter, die straßenseitige Giebelfront aufnehmender Vorhalle, eingezogenem querrechteckigem Chor und polygonaler Apsis im 3/6-Schluss. In Ziegelbauweise errichtet, sind die Außenflächen verputzt und in neugotischer Form durch rote Blendziegel untergliedert. Die Hauptfront nach Norden zur Straße weisend mit hoch aufragendem Giebel. Darin eine hohe Spitzbogennische mit Doppelportal, zwei Fensterpaaren und einem großformatigen farbigen Kachelbild, das den auferstandenen Christus vor dem Hintergrund einer Stadt zeigt. Unter dem Bild die Inschrift „Ich bin bei euch alle Tage bis an der Welt Ende“. Eingefasst wird die Hauptfront von zwei oktogonalen Pfeilern mit Pyramidenhelmen. Die Innenaufteilung zweigeschossig, im Erdgeschoss Gemeinderäume und Versorgungskeller. Darüber der ursprünglich von einer Holztonne überspannte Kirchensaal, dessen Vorhalle die Taufkapelle und die Orgelempore aufnahm. Bei einem Luftangriff am 25. März 1945 bis auf die Umfassungsmauern und das Untergeschoss ausgebrannt, die Innenausstattung dabei verloren. Eine Erneuerung des Daches und die Restaurierung des Äußeren erfolgten 1988–1990. Östlich der Kirche von der Straße zurückgesetzt eine gleichzeitig errichtete zweigeschossige Sakristei mit Gemeinderäumen im Obergeschoss, ebenso wie die Kirche ein Putzbau mit roter Ziegelgliederung. Über dem Eingang ein Balkon. 1926 Umbau zum Pfarrhaus mit Pfarrerwohnung, seit 1945 Nutzung der Sakristeiräume als Gemeinderaum. Der Zugangsbereich von der Straße gestaltet mit ziegelgemauerter Einfriedung, Hecken, Beeten und Rasenflächen. Südlich von Kirche und Pfarrhaus ein kleiner gestalteter Pfarrgarten. LfD/1998 (vgl. Denkmaltopographie Stadt Leipzig) | 09295098 |
| Weitere Bilder                          | Fabrikgebäude mit Schornstein | Körnerstraße 68 (Karte)                  | 1885 (Fabrik), 1894 (Aufstockung Fabrik) | langgestreckter, heute verputzter Ziegelbau, zur Kohlenstraße die Längsfront, mit einem gegliederten Giebel schließende Stirnseite, ortsgeschichtlich von Bedeutung | 09295448 |
| Direkt Bild zu diesem Denkmal hochladen | Straßenanlage mit Allee | Kurt-Eisner-Straße - (Karte)             | um 1900 (Allee) | zwischen Wundtstraße und Lößniger Straße, zum Teil mit altem Baumbestand, ortsgeschichtlich von Bedeutung | 09296713 |
|                                         | Mietshaus in offener Bebauung, mit Remisengebäude | Kurt-Eisner-Straße 1 (Karte)             | 1911 (Mietshaus), 1911 (Remise) | frei stehender, villenartiger Dreiflügelbau, Vestibül mit reicher Marmorausstattung und Wandbrunnen, Putzfassade mit Kalkstein-Gliederung, Reformstil-Architektur, baugeschichtlich und künstlerisch von Bedeutung Denkmaltext 1911 beantragte der Architekt Walter Voigt für die Leipziger Grundstücksgesellschaft den Bau eines „großstädtischen Wohnhauses mit allem Komfort der Neuzeit“. Seiner exponierten Lage als Auftakt der neu angelegten Abschnitte der Kronprinz- und Wundtstraße entsprechend wurde der Bau „in ruhig-vornehmen großzügigen Formen“ errichtet. Die Eingangsseite zur Hauptstraße wirkt massiv und geschlossen, nur der Mitteltrakt mit dreiteiligem Säulenportal und hohen Treppenhausfenstern ist durch das Material (Werkstein) und zurückhaltendem Bauschmuck hervorgehoben. Über dem Eingang ein qualitätvoller Frauenakt. Der zur Rennbahn weisende, ehemals mit seinem Vorgarten an der Mühlpleiße gelegene Wundtstraßenflügel ist mit Loggien und halbrunden Erkern lockerer durchgeformt. Im Inneren zeigen das marmorverkleidete Vestibül mit Wandbrunnen, das doppelläufige Treppenhaus und die je 2 großen 10- und 7-Zimmer-Wohnungen großbürgerlichen Zuschnitt. Erhalten sind die Hofgebäude: Pferdestall, Remise mit Kutscherwohnung und Garage. Der Bauherr vermietete die Villa an bekannte Leipziger Großkaufleute und Rechtsanwälte (Wünschmann, de Liagre, Sussmann, Scutari). 1945–1949 war sie Sitz der sowjetischen Kommandantur, danach Studentenheim und Altersheim. Seit 1994 Commerzbank. LfD/1998 (vgl. Denkmaltopographie Stadt Leipzig) | 09295140 |
|                                         | Mietshaus in halboffener Bebauung mit Remisengebäude im Hof | Kurt-Eisner-Straße 1c (Karte)            | 1913 (Mietshaus) | Putzfassade, Erker, Reformstil-Architektur, baugeschichtlich von Bedeutung Denkmaltext 1912 für den Baumeister Franz Dietze vom Architekturbüro May als Teil eines Doppelhauses (rechter Teil zerstört) entworfen. Mit großem Rundgiebel in den der kantige Erker mit Balkonabschluss ragt und sparsamem Bauschmuck entspricht es dem verbreiteten Typ der Zeit. (Die an den Erker anschließenden Balkons sind abgerissen). Erhalten ist die großzügige Ausstattung des Hausflures. LfD/1998 (vgl. Denkmaltopographie Stadt Leipzig) | 09295139 |
|                                         | Doppelmietshaus in offener Bebauung, mit Einfriedung und Vorgarten | Kurt-Eisner-Straße 2; 4 (Karte)          | 1936 (Wohnhaus) | traditionalistischer Putzbau, Sockel und Eingänge mit Klinkerverkleidung, Teil einer Wohnanlage mit Nummer 6-20, baugeschichtlich und städtebaulich von Bedeutung Denkmaltext s. 18 & 20 | 09295142 |
|                                         | Mietshaus in geschlossener Bebauung | Kurt-Eisner-Straße 3 (Karte)             | 1904 (Mietshaus) | Putzfassade, baugeschichtlich von Bedeutung | 09295138 |
|                                         | Doppelmietshaus in geschlossener Bebauung | Kurt-Eisner-Straße 5; 5a (Karte)         | 1911–1912 (Doppelmietshaus) | Putz-Werkstein-Fassade mit vier Runderkern, im Reformstil der Zeit um 1910, Architekt: Emil Franz Hänsel, künstlerisch und baugeschichtlich von Bedeutung Denkmaltext Für den Fabrikdirektor Eugen Lauber schuf Emil Franz Hänsel 1911 die Pläne für ein Doppelhaus und das dazugehörige Fabrikgebäude (Zufahrt von Brandvorwerkstraße). Die langgestreckte Fassade bezieht ihre Wirkung vor allem aus der starken Plastizität der vier gleichmäßig gereihten Halbrunderker, die bis in die Mansardzone reichen. An ihnen und den beiden rundbogigen Portalen konzentriert sich der gesamte Bauschmuck: streng geometrisch (Rhomben, Rechtecke, Noppen, Halbkreise) hier und üppig plastisch mit musizierenden Satyrkindern dort. Die ansonsten glatten Wandflächen mit schlichten Kastenfenstern und die große ruhige Dachfläche fassen die ungewöhnliche Fassade zusammen. LfD/1998 (vgl. Denkmaltopographie Stadt Leipzig) | 09295137 |
| Direkt Bild zu diesem Denkmal hochladen | Dreifachmietshaus (in Winkelform) in offener Bebauung, mit Einfriedung, Vorgarten und begrüntem Hof | Kurt-Eisner-Straße 6; 8; 10 (Karte)      | 1936 (Mehrfamilienwohnhaus) | traditionalistische Putzbauten, Klinkerverkleidung der Sockel und Eingänge, Teil einer Wohnanlage zusammen mit Nummer 2/4 und 12-20, baugeschichtlich und städtebaulich von Bedeutung | 09295141 |
|                                         | Doppelmietshaus (in Winkelform) in offener Bebauung, mit Einfriedung, Vorgarten und begrüntem Hof | Kurt-Eisner-Straße 12; 14 (Karte)        | 1936 (Mehrfamilienwohnhaus) | traditionalistische Putzbauten, Sockel und Eingänge mit Klinkerverkleidung, Teil einer Wohnanlage mit Nummer 2-10 und Nummer 16-20, baugeschichtlich und städtebaulich von Bedeutung | 09295143 |
|                                         | Mietshaus in geschlossener Bebauung in Ecklage, mit Vorgarten zur August-Bebel-Straße | Kurt-Eisner-Straße 15 (Karte)            | 1899–1901 (Mietshaus) | Eckbetonung durch turmartigen Aufbau mit Hermen und Halbsäulen, Erker und Balkons, repräsentative Putzfassade, im Stil des Historismus, städtebaulich und baugeschichtlich von Bedeutung Denkmaltext 1899 ließ der Schlossermeister Theodor Bergk, Besitzer auch der anstoßenden Grundstücke an beiden Straßen, durch Baumeister Kurt Bergk das Eckhaus zur damaligen Kaiser-Wilhelm- heute August-Bebel-Straße errichten. Der vorspringende Ecktrakt war ursprünglich durch eine Kuppel mit Tambour gekrönt, der hohe Bau schließt mit einem Mezzaningeschoss unter vorspringendem, von Konsolen getragenen Dach ab. Wie auch in einigen anderen Bauten dieser beiden repräsentativen Straßenzüge stellt sich hier kurz vor der Jahrhundertwende noch einmal eine auftrumpfende Prachtfassade im Stil eines verfestigten Neobarock dar. 1903 wurde das Haus von dem Kunstschriftsteller Julius Haarhaus erworben, die eiserne Einfriedung bereits 1940 zum Einschmelzen entfernt. LfD/1998 (vgl. Denkmaltopographie Stadt Leipzig) | 09295136 |
|                                         | Dreifachmietshaus in offener Bebauung, mit Einfriedung und begrüntem Vorplatz | Kurt-Eisner-Straße 16; 18; 20 (Karte)    | 1936 (Mehrfamilienwohnhaus) | traditionalistischer Putzbau, Sockel und Eingänge mit Klinkerverkleidung, Teil einer Wohnanlage mit Nummer 2-14, baugeschichtlich und städtebaulich von Bedeutung Denkmaltext Auf dem Gelände der sogenannten Bauernwiesen, zwischen Mühlpleiße (heute Abfahrt der B 2) und Fockestraße ließ die städtische „Freie Wohnungsbau – Aktiengesellschaft“ 1936 eine Wohnanlage, bestehend aus vier freistehenden Blöcken mit insgesamt 68 Kleinwohnungen errichten. Die unkonventionelle Anordnung der in eine streng gestaltete Grünanlage eingebetteten Einzelbauten lässt deutlich die Hand des entwerfenden Architekten Friedrich Lutz erkennen. Sowohl die beiden Außenblöcke (1 und 4) von langgestreckter Rechteckform wie auch die inneren, auf hakenförmigen Grundrissen, sind so angelegt, dass die zwischen 55 und 87 m² großen Wohnungen nach den günstigsten Himmelsrichtungen ausgerichtet sind. So befinden sich hinter den zeittypischen kleinen Quadratfenstern der nach Norden gerichteten Straßenfront von Block 1 die Küchen und Sanitärräume, während die Südseite mit Balkons geöffnet ist. Als energisches Gegengewicht zu den horizontalen Fensterbändern setzen die Treppenhausrisalite, glatt verputzt vor den charakteristischen Nesterputzfassaden, die notwendigen Vertikalakzente in der langgestreckten Front. Sockel und Hauseingänge sind in dunkelgebrannten Keramikplatten gefasst. Die Grünanlage, geradlinig durch Hecken und Pappeln begrenzt, war- wie inzwischen überwachsene Bodenerhebungen zeigen- zum Teil durch terrassenartige Bodenerhebungen gestaltet. Die als steuerbefreite Kleinwohnungsbauanlage geltenden Bauernwiesen-Blöcke wurden kurz nach ihrer Fertigstellung Ende 1936 an den Zeitungsverleger Edgar Herfurth und die Allianz und Stuttgarter Lebensversicherungsbank verkauft. LfD/1998 (vgl. Denkmaltopographie Stadt Leipzig) | 09295144 |
|                                         | Mietshaus in geschlossener Bebauung | Kurt-Eisner-Straße 17 (Karte)            | 1899 (Mietshaus) | mit Tordurchfahrt, zum Teil originale Läden, repräsentative Klinker-Putz-Fassade, zwei Erker und schmiedeeiserne Balkons, im Stil des Historismus, baugeschichtlich von Bedeutung Denkmaltext Wie Nummer 15 1899 von Kurt Bergk für Schlossermeister Theodor Bergk erbaut. Auch hier stark plastische Fassadengliederung mit Kastenerkern, Bossen- und Diamantquadern, Balustraden und den typischen scharfkantigen Dreiecksbekrönungen. Im Hof ursprünglich Fabrikgebäude (zerstört). LfD/1998 (vgl. Denkmaltopographie Stadt Leipzig) | 09295135 |
|                                         | Mietshaus in geschlossener Bebauung | Kurt-Eisner-Straße 19 (Karte)            | 1901 (Mietshaus) | mit Tordurchfahrt, Putzfassade mit Loggien und flachen Balkons, Treppenhaus mit Schablonenmalerei, Wandfliesen, Jungendstil-Fußbodenfliesen, zwei Bilder in der Tordurchfahrt von Johann Weidenbörner, Gebäude zwischen Reform- und Jugendstil, Architekt: Karl Poser, baugeschichtlich von Bedeutung Denkmaltext 1901 vom Architekturbüro Friedrich und Poser für den Maurermeister Carl August Müller entworfen, hat die Fassade durch entstellenden Neuputz wesentliche Gestaltungselemente verloren: Die Bauzeichnung zeigt eine horizontale Putznutung bis zum Ansatz des Erkers bzw. der Balkone. Damit war eine hohe Sockelzone geschaffen, auf der die mit floralen Balkongittern und charakteristischen teigigen Stuckbändern dekorativ hervorgehobene Hauptetage auflag. Über einer glatten Zwischenzone ist das Obergeschoss mit Lisenen und Konsölchen wieder schmuckreich gestaltet. Mit der für Karl Poser typischen Vorliebe zur Asymmetrie befindet sich der dekorative Hauptakzent im Seitenrisalit mit Fenstererker im dritten Geschoss. Dem kleineren Giebel des Risalits antwortete ursprünglich ein hoher geschweifter Turm über dem kleinen Dachaufbau mit Ovalfenstern. Im einstigen Seitengebäude (nicht erhalten) die Bronzegießerei Paul Brückner, vormals Noack und Brückner. LfD/1998 (Denkmaltopographie Stadt Leipzig) | 09295134 |
|                                         | Mietshaus in ehemals geschlossener Bebauung | Kurt-Eisner-Straße 21 (Karte)            | 1889–1890, bezeichnet 1889 (Mietshaus) | mit Tordurchfahrt, historisierende Putz-Klinker-Fassade, Erker, baugeschichtlich von Bedeutung | 09299202 |
|                                         | Kirchgemeindehaus und Pfarrhaus, mit rückseitigem Anbau mit Kirchsaal (mit Ausstattung), frei stehendem Glockenturm und Toranlage zum Hof                                                                     | Kurt-Eisner-Straße 22 (Karte)            | 1926–1927, bezeichnet 1926 (Gemeindehaus), 1953 (Glockenturm)                                                                                     | Pfarrhaus mit Pfarramt, Pfarrwohnung und Wohnungen der Kirchenmitarbeiter, Korridore und Kirchensaal mit originaler Ausstattung, Putzfassade zwischen Reformstil der Zeit um 1910 und dem traditionalistischen Stil der 1920er Jahre, baugeschichtlich und ortsgeschichtlich von Bedeutung Denkmaltext Pfarr- und Gemeindehaus der evangelischen Bethlehemgemeinde, 1926–1927 nach Plänen von Architekt Theodor Kösser und Regierungsbaumeister a.D. F. Kösser. Das erste Vorprojekt bereits von 1913, aufgrund von Ausbruch und Folgen des Ersten Weltkrieges unausgeführt gebliebene Hauptprojekte von 1914 und 1916. Erst 1925 folgte ein weiterer Entwurf, mit dessen Ausführung im Folgejahr begonnen wurde. Quer zur Straße stehend ein dreigeschossiger Pfarrhaustrakt als Putzbau mit leicht vorstehenden von Dreiecksgiebeln bekrönten Risaliten an den Längsfronten, Loggien an der zum Vorplatz weisenden Seite und steilem Walmdach. Rückseitig schließt sich mit einem niedrigeren Verbindungsbau ein zweigeschossiger, ebenfalls als Putzbau mit Walmdach errichteter Gemeindehaustrakt an. Das Pfarrhaus im Erdgeschoss mit Pfarrerwohnung, Pfarramt und zwei Vereinszimmern, in den Obergeschossen jeweils drei, im Dachgeschoss zwei Wohnungen. Über dem Eingangsportal die Inschrift „Freud und Leid tön hier herein und soll mitempfunden sein“, die Pfarramtstür mit der Reliefdarstellung des ein Kind segnenden Christus. Das Gemeindehaus enthält im Erdgeschoss zwei Konfirmandenzimmer, im Obergeschoss den 390 Sitzplätze umfassenden Gemeindesaal mit Holzvertäfelung und Bleiverglasung. Auch die Korridore weisen originale Holzvertäfelungen, Korridor- und Zimmertüren auf. Der große Vorplatz östlich von Pfarr- und Gemeindehaus war als Standort einer später zu planenden Kirche unbebaut geblieben. 1953 wird an der rückwärtigen Grundstücksgrenze für die bereits vorhandenen Glocken nach Plänen des Architekten Alfred Bischoff ein als Provisorium gedachtes kleines Glockentürmchen errichtet. Die Einfriedung des Grundstückes mit Hecke, Plankenzaun und Mauer von 1927. LfD/1998 (vgl. Denkmaltopographie Stadt Leipzig) | 09295145 |
|                                         | Mietshaus in geschlossener Bebauung | Kurt-Eisner-Straße 24 (Karte)            | 1908 (Mietshaus) | Eckbetonung durch Erker, Putzfassade mit Erker und Balkons, städtebaulich und baugeschichtlich von Bedeutung Denkmaltext 1908 vom Architekten Willy Voigt, der gleichzeitig Bauherr, Entwerfer und Ausführender war, errichtet. Das Eckhaus zur Fockestraße zeigt die charakteristischen Merkmale der Bauten dieser Straße, die sämtlich von Voigt geschaffen wurden: In Giebel eingestellte Erker mit anstoßenden Balkons, flache in Felder eingebundene Stuckdekoration aus Festons und floralen Gebilden, diskret betonte Rechteckgliederung durch Fenstersprossen unterstrichen. Im Inneren schmiedeeiserne Treppenanlage LfD/1998 (vgl. Denkmaltopographie Stadt Leipzig) | 09295223 |
|                                         | Mietshaus in geschlossener Bebauung | Kurt-Eisner-Straße 26 (Karte)            | bezeichnet 1904 (Mietshaus) | ehemals mit zwei Läden, reich dekorierte Putzfassade mit Erker und Balkons, aufwendig gestalteter Eingang, im Stil des Späthistorismus mit Jugendstilelementen, baugeschichtlich von Bedeutung Denkmaltext Nummer 26/28/30/32: Ende 1903 entwarf der Architekt Richard Teichmann für den Ziegeleibesitzer Ernst Seltmann die Pläne für 4 Mietshäuser. Bis auf Nummer 30 wurden alle Fassaden beim Wechsel der Besitzer während des Baus 1904 von den bauleitenden Architekten variiert. Dabei blieb neben der Grundrissdisposition auch die Fassadengrundstruktur erhalten: die charakteristischen flachen, in geschwungene Giebel auslaufenden Seitenrisalite mit jugendstilig-floralem Stuck oder dem beliebten Apfelbaum-Motiv und die zierlichen halbrunden Balkongitter. Das Haus Nummer 30, als einziges in der originalen Teichmann-Fassung erhalten, zeigt die klarste und schönste Ausprägung dieses Systems. Nummer 32 ist durch einen Ladeneinbau von 1913 und Kriegszerstörungen in der Dachzone stark verändert, Nummer 26 erhielt neogotische Zutaten und Reliefs, die auf den Beruf des Bauherren (Baumeister) hindeuten. Ein völlig neues Fassadensystem erhielt nur die Nummer 28, die vom Architekten Gustav Bobach bearbeitet wurde. LfD/1998 (vgl. Denkmaltopographie Stadt Leipzig) | 09295222 |
|                                         | Mietshaus in geschlossener Bebauung | Kurt-Eisner-Straße 28 (Karte)            | 1904–1905 (Mietshaus) | mit Hausdurchgang, historisierende Putzfassade, Erker, seitlicher Turmausbau, baugeschichtlich von Bedeutung Denkmaltext Nummer 26/28/30/32: Ende 1903 entwarf der Architekt Richard Teichmann für den Ziegeleibesitzer Ernst Seltmann die Pläne für 4 Mietshäuser. Bis auf Nummer 30 wurden alle Fassaden beim Wechsel der Besitzer während des Baus 1904 von den bauleitenden Architekten variiert. Dabei blieb neben der Grundrissdisposition auch die Fassadengrundstruktur erhalten: die charakteristischen flachen, in geschwungene Giebel auslaufenden Seitenrisalite mit jugendstilig-floralem Stuck oder dem beliebten Apfelbaum-Motiv und die zierlichen halbrunden Balkongitter. Das Haus Nummer 30, als einziges in der originalen Teichmann-Fassung erhalten, zeigt die klarste und schönste Ausprägung dieses Systems. Nummer 32 ist durch einen Ladeneinbau von 1913 und Kriegszerstörungen in der Dachzone stark verändert, Nummer 26 erhielt neogotische Zutaten und Reliefs, die auf den Beruf des Bauherren (Baumeister) hindeuten. Ein völlig neues Fassadensystem erhielt nur die Nummer 28, die vom Architekten Gustav Bobach bearbeitet wurde. LfD/1998 (vgl. Denkmaltopographie Stadt Leipzig) | 09295221 |
|                                         | Mietshaus in geschlossener Bebauung | Kurt-Eisner-Straße 30 (Karte)            | 1904 (Mietshaus) | historisierende Klinker-Putz-Fassade mit schönen, schmiedeeisernen Balkons, Jugendstildekoration, baugeschichtlich von Bedeutung Denkmaltext Nummer 26/28/30/32: Ende 1903 entwarf der Architekt Richard Teichmann für den Ziegeleibesitzer Ernst Seltmann die Pläne für 4 Mietshäuser. Bis auf Nummer 30 wurden alle Fassaden beim Wechsel der Besitzer während des Baus 1904 von den bauleitenden Architekten variiert. Dabei blieb neben der Grundrissdisposition auch die Fassadengrundstruktur erhalten: die charakteristischen flachen, in geschwungene Giebel auslaufenden Seitenrisalite mit jugendstilig-floralem Stuck oder dem beliebten Apfelbaum-Motiv und die zierlichen halbrunden Balkongitter. Das Haus Nummer 30, als einziges in der originalen Teichmann-Fassung erhalten, zeigt die klarste und schönste Ausprägung dieses Systems. Nummer 32 ist durch einen Ladeneinbau von 1913 und Kriegszerstörungen in der Dachzone stark verändert, Nummer 26 erhielt neogotische Zutaten und Reliefs, die auf den Beruf des Bauherren (Baumeister) hindeuten. Ein völlig neues Fassadensystem erhielt nur die Nummer 28, die vom Architekten Gustav Bobach bearbeitet wurde. LfD/1998 (vgl. Denkmaltopographie Stadt Leipzig) | 09295220 |
|                                         | Mietshaus in ehemals geschlossener Bebauung | Kurt-Eisner-Straße 32 (Karte)            | 1904 (Mietshaus) | ehemals mit Läden, Putzfassade mit Jugendstildekoration, baugeschichtlich von Bedeutung Denkmaltext Nummer 26/28/30/32: Ende 1903 entwarf der Architekt Richard Teichmann für den Ziegeleibesitzer Ernst Seltmann die Pläne für 4 Mietshäuser. Bis auf Nummer 30 wurden alle Fassaden beim Wechsel der Besitzer während des Baus 1904 von den bauleitenden Architekten variiert. Dabei blieb neben der Grundrissdisposition auch die Fassadengrundstruktur erhalten: die charakteristischen flachen, in geschwungene Giebel auslaufenden Seitenrisalite mit jugendstilig-floralem Stuck oder dem beliebten Apfelbaum-Motiv und die zierlichen halbrunden Balkongitter. Das Haus Nummer 30, als einziges in der originalen Teichmann-Fassung erhalten, zeigt die klarste und schönste Ausprägung dieses Systems. Nummer 32 ist durch einen Ladeneinbau von 1913 und Kriegszerstörungen in der Dachzone stark verändert, Nummer 26 erhielt neogotische Zutaten und Reliefs, die auf den Beruf des Bauherren (Baumeister) hindeuten. Ein völlig neues Fassadensystem erhielt nur die Nummer 28, die vom Architekten Gustav Bobach bearbeitet wurde. LfD/1998 (vgl. Denkmaltopographie Stadt Leipzig) | 09295219 |
|                                         | Mietshaus in geschlossener Bebauung | Kurt-Eisner-Straße 33 (Karte)            | 1890 (Mietshaus) | mit Tordurchfahrt, historistische Klinkerfassade, baugeschichtlich von Bedeutung Denkmaltext Fünfgeschossiges Vorderhaus mit Seiten- und Querflügel, 1889 für Zimmermeister Bernhard Weber von Louis Ph. Göbig erbaut. Die Wohnungen des Seitenflügels durch Treppenhaus im Knick erschließbar. Einfacher Wohnstandard hinter einer anspruchsvollen Fassade, die auf die Wirkung von roten Ziegeln mit farbigen Zierfriesen, hellen Putzstreifen und Stuckdekorationen baut. LfD/1998 (vgl. Denkmaltopographie Stadt Leipzig) | 09295132 |
|                                         | Mietshaus in geschlossener Bebauung | Kurt-Eisner-Straße 34 (Karte)            | 1880 (Mietshaus) | mit Läden, Eckbetonung durch Erker und Turm, historistische Putzfassade, baugeschichtlich von Bedeutung Denkmaltext Das Eckhaus zur Brandvorwerkstraße 1880 von Heinrich Lindemann für Wilhelm Beer erbaut. Die ursprüngliche Turmbekrönung des risalitartig leicht hervorgehobenen Ecktrakts wurde schon 1939 entfernt, die Eckbalkons mit Balustraden nach Kriegszerstörungen verändert. Der niedrigere Bauteil zur Brandvorwerkstraße war durch ein geschmiedetes Dachgitter über dem kräftigen Schlussgesims abgeschlossen. Im Erdgeschoss befand sich von 1880 an eine Restauration, die Schaufenster wurden 1911 eingebaut. LfD/1998 (vgl. Denkmaltopographie Stadt Leipzig) | 09295218 |
|                                         | Mietshaus in geschlossener Bebauung und Hinterhaus | Kurt-Eisner-Straße 35 (Karte)            | 1890 (Mietshaus) | historistische Putzfassade, baugeschichtlich von Bedeutung Denkmaltext 1889 für den Kaufmann Max Baader nach Planzeichnungen von Hermann Singer, Architekt, errichtet. Im 4-geschossigen Hinterhaus (umgebaut) ursprünglich ebenfalls Wohnungen, wie die im Vorderhaus von einfachem Standard. Typische Mietshausfassade der späten achtziger Jahre mit strenger Horizontalbetonung, einfach gereihten Fenstern mit kräftiger Bedachung (Dreiecks- und Segmentgiebel mit „Ohren“) und leichterem Obergeschoss , darüber Attika und Schlussgesims. LfD/1998 (vgl. Denkmaltopographie Stadt Leipzig) | 09295131 |
|                                         | Mietshaus in geschlossener Bebauung | Kurt-Eisner-Straße 36 (Karte)            | 1880 (Mietshaus) | mit Tordurchfahrt und Laden, reich gestaltete Putzfassade mit Erker, das älteste Haus der Straße, im Stil des Historismus, baugeschichtlich von Bedeutung Denkmaltext Als Teil der alten Bebauung, die von der Ecke Brandvorwerkstraße ausging, ist das 1879 von Heinrich Lindemann für den Bauunternehmer Geißler entworfene Haus das älteste der Straße. Es zeigt den Schmuckreichtum und die feinen üppigen Formen des „hellenistischen“ Stils. Die sonst original erhaltene Fassade mit zarter Putznutung und festlich gestaltetem Attikaabschluss ist durch neuere Umbauten grob verstümmelt. LfD/1998 (vgl. Denkmaltopographie Stadt Leipzig) | 09295217 |
|                                         | Mietshaus (Nr. 37) in geschlossener Bebauung und Hinterhaus (Nr. 37a) | Kurt-Eisner-Straße 37; 37a (Karte)       | 1888–1890 (Mietshaus), 1888–1889 (Hinterhaus) | mit Hausdurchgang und mit Laden, historistische Klinkerfassade, baugeschichtlich von Bedeutung Denkmaltext Im Juli 1888 erwerben Schlossermeister Hugo Clemens und Kaufmann Maximilian Leo Gebrüder Baader aus städtischem Besitz das Grundstück, für dessen Bebauung mit zwei Wohnhäusern von Architekt Hermann Singer Entwürfe vorgelegt werden. Nach Planänderungen beginnt Maurermeister W. Hermann im April 1889 mit der ein knappes Jahr in Anspruch nehmenden Ausführung. 1914 ergeht das Gesuch zu einem Ladeneinbau und 1938 für den Abputz der Vorderfront. Eine Enttrümmerung des Bodens über dem 4. Obergeschoss nimmt breiten Raum in der Bauakte für das Jahr 1960 ein, Sanierung 2010–2011. Das Vordermietshaus mit jeweils in den Obergeschossen schwach vortretenden zweiachsigen Seitenrisaliten mit gekuppelten Fenstern sowie durch Rundbogenfenster hervorgehobenem Obergeschoss, das ehemals durch aufwändigeren Stuckdekor an der Traufe überfangen war. Die Ausstattung weitgehend erhalten, das Hinterhaus mit schlichter Putzfassade. Baugeschichtlich bedeutsamer Historismusbau im geschlossenen Quartier, straßenbildprägend. LfD/2011 | 09299172 |
|                                         | Mietshaus in geschlossener Bebauung | Kurt-Eisner-Straße 38 (Karte)            | 1901 (Mietshaus) | Hausflur mit großformatigen Stuckreliefs, neobarocke Putzfassade, Kastenerker, baugeschichtlich von Bedeutung Denkmaltext 38/40: Das Eckhaus zur August-Bebel-Straße (40) und das daran anschließende Haus im Jahre 1900 vom Bauherren, dem Baumeister Rudolf Palm entworfen und ausgeführt. Das Eckhaus durch einen Drempel und Eckturm überhöht, mit halbrunden Balkonen an der „verbrochenen Ecke“, Erker mit Holzveranda an der längeren Fassade zur August-Bebel-Straße, entsprechend aufwendiger gestaltet. Vor allem bei Nummer 38 verwendet die Fassade historistische Grundmuster bei Fensterrahmungen und -bedachungen in zeitgemäß reduzierten Formen. Hier auch die üppige Jugendstil-Stuckausstattung des Hausflurs bemerkenswert. LfD/1998 (vgl. Denkmaltopographie Stadt Leipzig) | 09295216 |
|                                         | Mietshaus in geschlossener Bebauung | Kurt-Eisner-Straße 39 (Karte)            | 1890 (Mietshaus) | historistische Putzfassade, baugeschichtlich von Bedeutung Denkmaltext Zusammen mit dem Eckhaus zur Süd- (Karl-Liebknecht-)Straße 1890 für Maurermeister Hilmar Auerswald von Richard Hagemann errichtet. Die nur fünfachsige Fassade durch einen flachen Risalit über der seitlichen Eingangsachse und kontrapunktisch dazu durch üppige Bedachungen in den beiden Hauptetagen gegliedert. Das reich geschnitzte Türblatt und die Ausstattung des Flures mit Holzpaneel, Stuck und originaler Verglasung erhalten. LfD/1998 (vgl. Denkmaltopographie Stadt Leipzig) | 09295130 |
|                                         | Mietshaus in geschlossener Bebauung | Kurt-Eisner-Straße 40 (Karte)            | 1900 (Mietshaus) | Eckbetonung durch Türmchen, historistische Putzfassade mit Erker, städtebaulich und baugeschichtlich von Bedeutung Denkmaltext s. Nummer 38 | 09295215 |
|                                         | Mietshaus in geschlossener Bebauung | Kurt-Eisner-Straße 42 (Karte)            | 1902–1904 (Mietshaus) | mit Laden, Putzfassade mit Erker, Jugendstilgebäude, Architekt: Karl Poser, baugeschichtlich von Bedeutung Denkmaltext 1902 erwarb der Maurermeister Carl August Müller die drei Bauparzellen an der Ecke der heutigen Kurt-Eisner-/ August-Bebel-Straße und ließ dazu Pläne des Architektenteams Friedrich & Poser erarbeiten. Der Bauabschluss verzögerte sich wegen Auseinandersetzungen mit der Baubehörde bis 1904. Das nur 4-achsige Haus Nummer 42 zeigt die charakteristische Handschrift Karl Posers: hochgezogener Sockel, ein schildartiger Fenstererker, der von einem 2-achsigen Erker überfangen wird, das Gegeneinandersetzen von Flächen und die etwas teigigen floralen Dekorationen. Einer der charaktervollsten Jugendstil-Bauten der Südvorstadt. LfD/1998 (vgl. Denkmaltopographie Stadt Leipzig) | 09295214 |
|                                         | Mietshaus in geschlossener Bebauung, mit Gaststätte (und deren Ausstattung) in der Souterrainzone | Kurt-Eisner-Straße 43 (Karte)            | 1899 (Mietshaus) | Hausflur mit erneuerter Ausmalung, mit originaler Gaststätteneinrichtung (einschließlich Bleiverglasung), historistische Putzfassade, baugeschichtlich von Bedeutung Denkmaltext 1899 von Emil Appenfelder für Malermeister Friedrich Vogel gebaut. Konventionelle Fassade mit strenger Horizontalgliederung, die durch einen Mittelrisalit über hohem bogigen Eingang unterbrochen wird. Der Flur mit erneuerter Ausmalung im „pompejanischen Stil“ (Arabeskenmalerei). Im eingeschossigen Hintergebäude seit zwanziger Jahren Druckerei des Edda-Verlages, dann Versammlungsraum der NSDAP. Im Souterrain des Vorderhauses seit 1931 Weinausschank, aus dieser Zeit die Bleiglasscheiben und „altdeutsche“ Ausstattung. Nach 1945 Restaurant „Bocaccio“ seit 1993 mit „Hoftheater“ (Kabarett). LfD/1998 (vgl. Denkmaltopographie Stadt Leipzig) | 09295129 |
|                                         | Mietshaus in geschlossener Bebauung | Kurt-Eisner-Straße 44 (Karte)            | 1890 (Mietshaus) | mit Tordurchfahrt und mit Laden, historistische Klinker-Putz-Fassade, ehemals mit Balkons, baugeschichtlich von Bedeutung Denkmaltext 1889 nach Plänen des Architekten T. Richter für den Zimmermeister Friedrich Kunz gebaut. Wie alle älteren Bauten in diesem Straßenabschnitt fünfgeschossig, wird die hohe Ziegelfassade durch ein mit Verblendbögen durchlaufendes Obergeschoss abgeschlossen und von zwei verputzten Seitenrisaliten eingefasst, die durch Segmentbögen und (abgebrochene) Balkons hervorgehoben waren. Das Erdgeschoss ist durch spätere Ladeneinbauten (die ersten 1911) verändert. Zum Vorderhaus gehört ein gleichbreites Hinterhaus (als Doppelhaus mit Nummer 46) mit Wohnungen. LfD/1998 (vgl. Denkmaltopographie Stadt Leipzig) | 09295213 |
|                                         | Mietshaus in geschlossener Bebauung | Kurt-Eisner-Straße 45 (Karte)            | 1901 (Mietshaus) | Putzfassade, zwei Erker, stilistische zwischen Späthistorismus und Jugendstil, baugeschichtlich von Bedeutung Denkmaltext 1901 von Theodor Kösser für Zimmermeister Franz Meyer entworfen und ausgeführt. Über gequadertem und bossiertem Sockel eine Fassade, deren vertikale Ausrichtung durch die angedeuteten Lisenen im Mittelteil zwischen den Erkern noch verstärkt wird. Dezenter Blattschmuck über dem Portal in den Erkerkonsolen und im friesartigen Gurtgesims. 1912 wurden die Erker um ein Geschoss erhöht, wodurch die Wirkung der Nierenfenster in den beiden Halbrundfenstern verlorenging. 1948 Dachgeschossausbau mit störenden breiten Fenstern. LfD/1998 (vgl. Denkmaltopographie Stadt Leipzig) | 09295128 |
|                                         | Mietshaus in geschlossener Bebauung | Kurt-Eisner-Straße 48 (Karte)            | 1900–1901 (Mietshaus) | mit Tordurchfahrt und Laden, Putzfassade, mit Balkon, baugeschichtlich von Bedeutung Denkmaltext Der Architekt M.E. Reichardt entwarf 1900 die Pläne eines Vorderhauses mit Seitenflügel für den Maurermeister Carl August Müller. Die durch Veränderung des Erdgeschosses und Abbruch des Balkons in der Mittelachse entstellte Fassade greift in der geschossübergreifenden Lisenengliederung der 2. und 3. Etage und dem flächigen Gegenübersetzen von Ziegel- und Putzstrukturen moderne Tendenzen der Zeit auf. Die für Leipzig traditionelle feinere Gestaltung des Obergeschosses ist auch hier in zeitgemäßen Formen übernommen. Der Seitenflügel wurde 1912 zu einem der ersten Kinematographen-Theater Leipzigs, den Germania-Lichtspielen umgebaut, später war es Kneiplokal der Burschenschaft Brunswiga, Wäscherei und Kaffeerösterei. LfD/1998 (vgl. Denkmaltopographie Stadt Leipzig) | 09295212 |
|                                         | Mietshaus in geschlossener Bebauung | Kurt-Eisner-Straße 50 (Karte)            | 1889–1891 (Mietshaus) | mit Tordurchfahrt, repräsentative historisierende Klinker-Putz-Fassade mit flachen Balkons, baugeschichtlich von Bedeutung Denkmaltext Der fünfgeschossige Bau zusammen mit einem viergeschossigen Hinterhaus (Wohnungen) 1889 von Heinrich Lindemann entworfen und 1891 für den Maurermeister Hilmar Auerswald fertiggestellt. Die hohe Fassade horizontal gegliedert durch den breiten Ziegelstreifen, der die beiden Hauptetagen zusammenfasst und den mit Putzstreifen leichter gestalteten Obergeschossen. Der Dachaufbau über den säulengetragenen Scheinbalkons war von einem hohen Turmaufsatz gekrönt. LfD/1998 (vgl. Denkmaltopographie Stadt Leipzig) | 09295211 |
|                                         | Mietshaus in geschlossener Bebauung | Kurt-Eisner-Straße 52 (Karte)            | 1890 (Mietshaus) | historistische Klinker-Putz-Fassade, baugeschichtlich von Bedeutung Denkmaltext 1890 nach eigenen Entwürfen von dem Architekten Louis Schneider erbaut. Die hohe fünfgeschossige Ziegelfassade war im verputzten Obergeschoss mit Stuckgehängen zwischen den segmentbogigen Fenstern geschmückt. Der zweiachsige Mittelrisalit über hohen bogigen Eingang wurde im 2.Geschoss mit einem Scheinbalkon betont. Auch die gestelzten Blendbögen über den Fenstern des zweiten Geschosses waren mit Stuckfüllungen versehen und hoben so eine Beletage hervor. Das verputzte Erdgeschoss und Souterrain ist durch profilierte Sohlbänke, Gesimse, Fensterrahmungen und das hohe Oberlicht unter Bogenquaderung sorgfältig gegliedert. LfD/1998 (vgl. Denkmaltopographie Stadt Leipzig) | 09295210 |
| Weitere Bilder                          | Doppelmietshaus (Anschrift: Kurt-Eisner-Straße 56 und Kochstraße 29b) in geschlossener Bebauung | Kurt-Eisner-Straße 56 (Karte)            | 1902 (Doppelmietshaus) | mit Laden, Putzfassade über Granitsockel, durch Erker betont, im Stil des Historismus, zum Teil jugendstilige Dekoration, baugeschichtlich von Bedeutung Denkmaltext 1902 von Albin Conrad für den Kohlenhändler Wilhelm Glaubig erbaut. Der große Eckbau wirkte ursprünglich vor allem durch die Drei-Turm-Gruppe: großer Eckturm und flankierende Erkertürme (1951 abgetragen). Vom Haupteingang sind je zwei große Wohnungen (5-7 Zimmer und Bad) erschließbar, der Nebeneingang (Kochstraße 29 b) führt zu einem kleineren Treppenhaus und je einer kleineren Wohnung ohne Bad. Souterraineingänge führten zu Niederlage, Rollkammer und Waschhaus, der ursprüngliche Eckladen wurde 1989 durch Zusetzen der Fenster entstellt. Der Bau wirkt durch seine großzügige Gruppierung und Gliederung, die Dekorationsformen sind ein Gemisch aus historistischen und Jugendstilelementen. LfD/1998 (vgl. Denkmaltopographie Stadt Leipzig) | 09295209 |
|                                         | Mietshaus in geschlossener Bebauung | Kurt-Eisner-Straße 58 (Karte)            | 1899 (Mietshaus) | historistische Klinker-Putz-Fassade, baugeschichtlich von Bedeutung Denkmaltext Für sich selbst und den Privatmann Wilhelm Dörre schuf der Architekt Albert Dörre 1898 die Pläne für ein viergeschossiges Mietshaus in Ziegelbauweise. Bemerkenswert für diese Zeit des Übergangs ist die Erdgeschosszone mit den unter Bogenquaderungen gekuppelten Fenstern und das Portal mit dem bogig verstrebten Oberlicht – Formen, die an zeitgleiche Bauten von Paul Möbius erinnern. Zwickel, Bogenfelder und Brüstungen sind dicht mit heraldischen und vegetabilen Stuckornamenten gefüllt. Alle Teile der Fassade sowie die Ausstattung von Flur und Treppenhaus sind original erhalten. LfD/1998 (vgl. Denkmaltopographie Stadt Leipzig) | 09295208 |
|                                         | Mietshaus in geschlossener Bebauung | Kurt-Eisner-Straße 60 (Karte)            | um 1895 (Mietshaus) | historistische Klinkerfassade, baugeschichtlich von Bedeutung Denkmaltext Keine Angaben zu Bauherrn, Baujahr und Architekt. Wie die Nachbarbauten ist das Haus wohl zwischen 1898 und 1899 erbaut, darauf weist die flache Fassadengestaltung mit teils historistischen, teils dem Stilgefühl um 1900 verpflichteten Detailformen an Fenstern, Türblatt und Innenausstattung. Vor allem der benachbarten Nummer 62 ist es im Fassadenaufbau sehr ähnlich, obwohl dort schon auf eine Horizontalteilung durch ein zweites Gesims verzichtet wurde. LfD/1998 (vgl. Denkmaltopographie Stadt Leipzig) | 09295207 |
|                                         | Mietshaus in ehemals geschlossener Bebauung | Kurt-Eisner-Straße 61 (Karte)            | 1897–1900 (Mietshaus) | mit Hausdurchfahrt, historistische Klinkerfassade, baugeschichtlich von Bedeutung Denkmaltext Nach leicht abgewandelten Plänen Richard Hagemanns (1897) 1900 durch Erich Franke für den Zimmermeister Friedrich Böhlau vollendet. Schlichte Ziegelfassade über Putzsockel mit nur leichter Betonung der äußeren Achsen. LfD/1998 (vgl. Denkmaltopographie Stadt Leipzig) | 09295127 |
|                                         | Mietshaus in geschlossener Bebauung | Kurt-Eisner-Straße 62 (Karte)            | 1898 (Mietshaus) | historistische Klinkerfassade, baugeschichtlich von Bedeutung Denkmaltext 1898 vom ausführenden Architekten August Stehmann für die Maurermeister Gebrüder Stamm erbaut. Gelbliche Ziegelfassade über kräftiger Putzquaderung. Mittig betont durch die stukkierten Fensterbekrönungen neben der Eingangsachse. Fassadenabschluss mit durchlaufendem Obergeschoss und ursprünglich mächtigem Konsolgesims. LfD/1998 (vgl. Denkmaltopographie Stadt Leipzig) | 09295206 |
|                                         | Mietshaus in geschlossener Bebauung | Kurt-Eisner-Straße 64 (Karte)            | 1899 (Mietshaus) | mittenbetonte Klinkerfassade, im Stil des Späthistorismus, baugeschichtlich von Bedeutung Denkmaltext 1898/1899 vom Architekten und Maurermeister Paul Schuster, der gleichzeitig Bauherr war, entworfen und ausgeführt. Hellrote Ziegelfassade mit glasierten Zierfriesen, sparsam eingesetzten Sandsteingliederungen und betontem Gurtgesims über dem 3. Geschoss. Die Mittelachse durch den einachsigen Risalit über dem Eingang mit schwungvoll hochgezogenem Dreiecksgiebel und zierlichem Dachaufbau betont. Auch dies ein typischer Bau des Übergangsstils kurz vor 1900. LfD/1998 (vgl. Denkmaltopographie Stadt Leipzig) | 09295205 |
|                                         | Mietshaus in geschlossener Bebauung | Kurt-Eisner-Straße 65 (Karte)            | 1901 (Mietshaus) | historistische Klinkerfassade, baugeschichtlich von Bedeutung Denkmaltext Nach Plan von Albin Conrad 1901 für den Baumeister Karl Zimmermann gebaut. Ursprünglich Teil eines Doppelhauses (Nummer 63): eine breit gelagerte Ziegelfassade, die jeweils an den äußeren 3 Achsen durch einen Dachaufbau zusammengefasst war. Gegliedert nur durch die mit Pfeilern flankierten Hauseingänge und leichter Mittenbetonung im 2. Obergeschoss. Nach Kriegszerstörung Veränderung der Dachzone. LfD/1998 (vgl. Denkmaltopographie Stadt Leipzig) | 09295172 |
|                                         | Mietshaus in geschlossener Bebauung und Werkstattgebäude im Hof | Kurt-Eisner-Straße 66 (Karte)            | 1901 (Mietshaus) | Vorderhaus mit Tordurchfahrt, repräsentative Sandsteinfassade, zwei Erker, Balkons, zwischen Jugendstil und Späthistorismus, Hofgebäude Klinkerfassade, baugeschichtlich von Bedeutung Denkmaltext Vorder- und Hofgebäude für den ausführenden Maurermeister Emil Knorr von Albin Conrad entworfen und 1901 vollendet. Die gesamte Fassade in Werksteinverblendung, mit Bossen an Erkern und Erdgeschoss. Die etwas unruhige Materialwirkung durch strenge, zentral betonte Gliederung ausgeglichen. Auch hier ist der Baudekor, wie häufig um die Jahrhundertwende, unentschieden, historistische und jugendstilige Formen halten sich die Waage. Im zweigeschossigen Hofgebäude 1906–1924 die Firma M.O. Beck (Kunstgewerbliche Glas-Industrie, Glasplakate) LfD/1998 (vgl. Denkmaltopographie Stadt Leipzig) | 09295204 |
| Weitere Bilder                          | Doppelmietshaus in geschlossener Bebauung | Kurt-Eisner-Straße 67; 69 (Karte)        | 1901–1902, Nummer 69 bezeichnet 1902 (Doppelmietshaus)                                                                                            | mit Läden in Souterrainzone, Hausflur Nummer 67 mit großformatigen Stuckreliefs, historisierende Putzfassade, baugeschichtlich von Bedeutung Denkmaltext 1900 für den Kaufmann Ernst Baer von Gustav Bobach entworfen. Doppelhaus mit zwei aneinanderstoßenden Giebeln und jeweils 4 stehenden Dachfenstern. Im sehr hohen Souterrain Läden und Werkstätten. Gliederung konventionell mit zwei Gurtgesimsen, die Dekoration auch hier unentschieden in rokokohaft wirkenden Fensterbekrönungen. Im Flur von Nummer 67 der gleiche üppige, teils figürliche Rankenstuck wie in Kurt-Eisner-Straße 38. LfD/1998 (vgl. Denkmaltopographie Stadt Leipzig) | 09295171 |
|                                         | Mietshaus in geschlossener Bebauung und Hinterhaus | Kurt-Eisner-Straße 68 (Karte)            | 1900–1901 (Mietshaus) | Klinker-Werkstein-Fassade, zwei Erker, Jugendstilgebäude, Architekt: Paul Möbius, künstlerisch und baugeschichtlich von Bedeutung Denkmaltext Für den Architektenkollegen Paul Schuster schufen Paul Möbius und Arthur Starke 1900 die Pläne für ein Mietshaus mit Hofgebäude (Kontor, Ateliers), das Anfang 1901 vollendet wurde. Das Haus zeigt die charakteristischen Züge des Jugendstilarchitekten Möbius: Ein hoher, monumental wirkender Werksteinsockel mit Bogenquaderung, der Eingang mit nierenförmigem, verstrebten Oberlicht. Darüber eine gelbe Ziegelfront mit struktiv eingesetzten Banddekorationen, die die Fassade mit den beiden halbrunden Erkern horizontal zusammenfassen.(gleiches System wie bei dem ein Jahr früher entstandenen Haus Jahnallee 46). Der hohe Frontispiz mit gestelztem und verstrebtem Halbrundfenster nimmt in seiner weit auslaufenden Fußlinie den Schwung der Erker auf. Die von Möbius entworfene Innenausstattung betont den Charakter des Hauses als Gesamtkunstwerk: Die gleichen bandartigen Dekorationen zieren Durchfahrt und Treppenhausfenster , Türen und Geländer mit schön geschnitztem Pfen. Auch das Hofgebäude ist stilistisch angeglichen, es enthielt Ateliers im Dachgeschoss sowie die Kunstwerkstätten, Kunstglaserei und Glasmalerei Wilhelm Mewes. LfD/1998 (vgl. Denkmaltopographie Stadt Leipzig) | 09295203 |
|                                         | Mietshaus in geschlossener Bebauung mit Hinterhaus | Kurt-Eisner-Straße 71 (Karte)            | 1902–1903 (Mietshaus), Fassade etwa 1927 (Mietshaus), 1902–1903 (Hinterhaus)                                                                      | vereinfachte Putzfassade mit figürlichen Skulpturen im Art-déco-Stil, baugeschichtlich von Bedeutung Denkmaltext Das Haus wurde 1902–1903 vom Architekten Robert Pätz entworfen und erbaut. Aus dieser Zeit stammt nur noch die Stuckausstattung des Hausflures. In den zwanziger Jahren wurde die Fassade geglättet und eine Portaldekoration im Stil des Art déco angefügt. Die vier Figuren stellen Merkur und die Musen dar (Handel, Wissenschaft, Musik, Malerei – letztere vielleicht in Bezug auf den Besitzer einer Werkstatt für dekorative Malerei Paul Edlich). In dem zeitgleich erbauten Hinterhaus befand sich ursprünglich der Kunstverlag für Öldruckbilder Hugo Günther, eine Buch- und Steindruckerei, sowie die Glasmalerei-Firma Richter und Römer. 1903–1904 gelangte für den Dekorationsmaler Paul Edlich nach Entwürfen von Architekt Conrad Hermsdorf ein Ateliergebäude zur Ausführung. Wohnungsteilung im 1. Obergeschoss im Jahr 1933 nach Plänen aus dem Architekturbüro Jacobi. Wiederaufbaupläne für das 3. Obergeschoss und das Dach 1952 bis 1957 von Dipl.-Ing. Architekt Gustav Adolf Jacobi unter Finanzierung durch Malermeister Joachim Edlich. LfD/1998, 2017, 2019 | 09295170 |
|                                         | Mietshaus in offener Bebauung | Kurt-Eisner-Straße 72 (Karte)            | 1907 (Mietshaus) | Putzfassade, zwei Erker, Reformstil-Architektur, baugeschichtlich von Bedeutung Denkmaltext 1906 nach Plänen des Architekten Julius Seyfarth für den Maurermeister Walter Seyfarth erbaut. Der kubisch wirkende freistehende Bau mit abgewalmtem Mansarddach ruht auf einem wuchtig gequaderten Granitsockel, auch die breiten Segmentbogenfenster mit Werksteinrahmung und der Fußwalm zwischen 2. und 3. Geschoss betonen das Gelagertsein. Plastische Schwere vermitteln gleichermaßen die abgerundeten Erker, die in den Obergeschossen verschiefert und mit Zinkdächern gedeckt sind – dies wiederum im Verein mit den einst von Klappläden begrenzten Giebelfenstern Elemente des Heimatstils. Die Schwere des Baukörpers wird durch eine feine und differenzierte Fassaden„haut“- Kammputz, glasierte Ziegelfriese und Fensterpfen sowie die feingliedrigen Balkonkörbchen zurückgenommen. LfD/1998 (vgl. Denkmaltopographie Stadt Leipzig) | 09295202 |
|                                         | Doppelmietshaus in geschlossener Bebauung (mit Wandreliefs im Hausdurchgang) und zwei Fabrikgebäude im Hof | Kurt-Eisner-Straße 73; 75 (Karte)        | 1903–1904 (Doppelmietshaus), 1902 (Relief), 1903–1904 (Fabrik)                                                                                    | Vorderhaus mit zentraler Tordurchfahrt, Hausflure mit fünf Stuckreliefs von Johannes Hartman, reduzierte Putzfassade, im Reformstil, baugeschichtlich von Bedeutung Denkmaltext Beide Häuser und die Fabrik im Hof 1903–1904 vom Architekten Fritz Drechsler für Ernst Drechsler, Ingenieur und Mitinhaber der Maschinenfabrik Bothner, erbaut. Die Mitte des Doppelhauses wurde ursprünglich durch zwei große Giebel betont, der rechte davon ist zerstört. Ebenfalls in der Mitte die breite Durchfahrt, flankiert von den schmalen Eingängen zu jedem Hausteil. Die Fassaden sind nach Kriegszerstörungen 1956 geglättet worden, sie waren ursprünglich mit prononciert eingesetzem Stuck an Giebeln, Erkerbrüstungen und figürlichen Reliefs in den Sohlbankfeldern geschmückt. Erhalten ist die Ausstattung der Flure mit Gipsreliefs von Johannes Hartmann, die schön geschnitzten Jugendstil-Treppenanlagen und Wohnungstüren aus edlem Holz. Die zweigeschossige Fabrik (Maschinenfabrik Bothner, Bau von Brauereianlagen) wurde 1930 von Kurt Drechsler umgebaut. LfD/1998 (vgl. Denkmaltopographie Stadt Leipzig) | 09295169 |
|                                         | Mietshaus in offener Bebauung, mit Hinterhaus | Kurt-Eisner-Straße 74 (Karte)            | 1908 (Mietshaus) | Putzfassade, zwei Erker, Reformstil-Architektur, baugeschichtlich von Bedeutung Denkmaltext Das freistehende Mietshaus mit Walmdach und zwei symmetrisch angeordneten polygonalen Erkern 1906 von Wilhelm Becker für den Bauunternehmer Robert Starke entworfen. 1907 Änderung des Fassadenentwurfs durch Hugo Schuhknecht im Sinne einer stärkeren Vereinfachung: Verzicht auf Baudekor, außer Putzspiegeln und flachen Ecklisenen setzt der Eingang im schweren Granitsockel den einzigen dekorativen Akzent, im Hofgebäude, von Moritz Eulitz, die Likörfabrik Schönhaar. LfD/1998 (vgl. Denkmaltopographie Stadt Leipzig) | 09295201 |
|                                         | Mietshaus in geschlossener Bebauung und Hinterhaus | Kurt-Eisner-Straße 77 (Karte)            | 1903 (Mietshaus) | Vorderhaus mit Tordurchfahrt, späthistoristische Putzfassade, baugeschichtlich von Bedeutung Denkmaltext Vorderhaus und Werkstattgebäude 1903 vom Architekten Hugo Keiser, der auch als Bauherr zeichnet errichtet. Elegante Fassade, deren Wirkung auf einer konsequenten Rechteck-Gliederung beruht, die, ausgehend von der Werksteinquaderung des Erdgeschosses, sich in der zart angedeuteten Putzfugung der Hauptetagen, den Fenstergewänden und der vollständig erhaltenen Oberlichtsprossung wiederholt. Nur die Haustür mit großem Ochsenaugen-Oberlicht und die Dekoration der Erdgeschossfenster setzen gebändigte florale Akzente. Neben der Ausstattung des tonnengewölbten Flures sind auch die schönen Kellergitter erhalten. Im zweigeschossigen Seitengebäude bis 1913 die Gravieranstalt Gerhart und Teltow, danach Fabrikationsgebäude der Firma Leistner und Goedel (Meßapparate). LfD/1998 (vgl. Denkmaltopographie Stadt Leipzig) | 09295168 |
|                                         | Mietshaus in geschlossener Bebauung | Kurt-Eisner-Straße 79 (Karte)            | 1904 (Mietshaus) | mit Tordurchfahrt, Putzfassade, Erker, zwischen Jugendstil und Historismus, baugeschichtlich von Bedeutung Denkmaltext 1904 für Malermeister Georg Triebe von Moritz Eulitz gebaut. Ursprünglich mit flacher Putzfugung bis 2. Geschoss und Erker. Sehr gut erhalten die Ausmalung des tonnengewölbten Flurs und die jugendstiligen Geländer-Halter aus Messing. Eine Tafel erinnerte bis vor kurzem an einen Aufenthalt W.I. Lenins um 1907. Erhalten ist das Seitengebäude, ein Pferdestall und Wagenremise mit Fachwerk-Obergeschoss im „Schweizer-Stil“. LfD/1998 (vgl. Denkmaltopographie Stadt Leipzig) | 09295167 |
|                                         | Mietshaus in ehemals geschlossener Bebauung | Kurt-Eisner-Straße 81 (Karte)            | 1904 (Mietshaus) | Putzfassade mit Sandsteinsockel, baugeschichtlich von Bedeutung Denkmaltext Wie das Nachbarhaus für Malermeister Triebe erbaut, die Fassade 1904 von Ernst Loewe. Glattgeputzter Fassademittelteil zwischen flachen Seitenrisaliten, die die Putzquaderung des Erdgeschosses aufnehmen. Neben dem schönen Hauseingang mit ovalem Oberlicht sind es vor allem die unterschiedlich geformten großen Fenster der Risalite, die dem Haus die spezifische Note geben. 1913 ließ Triebe von Ernst Steinkopff ein großes Atelierhaus im Hof erbauen, um die Entwürfe für die Riesenleinwände, Panoramagemälde usw. herzustellen, für die seine Firma bekannt war. LfD/1998 (vgl. Denkmaltopographie Stadt Leipzig) | 09295166 |
|                                         | Mietshaus in offener Bebauung | Kurt-Eisner-Straße 82 (Karte)            | bezeichnet 1899 (Mietshaus) | historistische Putzfassade, baugeschichtlich von Bedeutung Denkmaltext 1899 von Albin Conrad für den Zimmermeister Heinrich Handschuh gebaut. Putz- und Sandsteinfassade, bei der trotz überwiegend traditioneller Anlage die Lösung vom herkömmlichen horizontalen Schema erkennbar ist. So sind die beiden Hauptgeschosse durch pfeilerartige genutete Streben vertikal zusammengefasst, auch die in dieser Zeit häufigen durchbrochenen Brüstungsfelder verbinden jeweils zwei Fensterachsen mit den darunterliegenden. Das einst prächtige Hauptgesims über dem rhythmisch gegliederten schmuckreichen Obergeschoss zerstört. In den hakenförmigen Flügelbauten seit 1900 eine Orgelfabrik und die Bronzegießerei Noack und Brückner. LfD/1998 (vgl. Denkmaltopographie Stadt Leipzig) | 09295200 |
|                                         | Mietshaus in offener Bebauung | Kurt-Eisner-Straße 88 (Karte)            | 1904 (Mietshaus) | Putzfassade, Sockel aus Rosengranit, zwei Erker, Reformstil-Architektur, baugeschichtlich von Bedeutung Denkmaltext Entwurf der Pläne, Bauleitung und Ausführung 1904 vom Bauherrn, dem Maurermeister Ernst Viereckel. Erstes erhaltenes in der Reihe der freistehenden, neun- bis elfachsigen Mietshäuser am platzartig verbreiterten östlichen Ende der Kurt-Eisner-Straße. Die Fassade ist nach Kriegszerstörungen vereinfacht. Ursprünglich Putznutung im Erdgeschoss, dessen rhythmische Reihe von Rundbogenfenstern das Gelagertsein des breiten Baukörpers betont. Putzfugen betonten auch die Gebäude- und Erkerecken. Die heute leer erscheinende Fläche zwischen den Erkern war mit aufgelegtem Dekor, vor allem Festons geschmückt. Auch hier setzt der Eingang mit figürlichen Reliefs und großem Ochsenauge den dekorativen Hauptakzent. LfD/1998 (vgl. Denkmaltopographie Stadt Leipzig) | 09295199 |
|                                         | Mietshaus in offener Bebauung | Kurt-Eisner-Straße 90 (Karte)            | 1905 (Mietshaus) | Putzfassade, zwei Erker, im Stil des Historismus, baugeschichtlich von Bedeutung Denkmaltext 1905 vom Bauunternehmer Carl Nelb als Bauherr, Bauleitender und Ausführender, wahrscheinlich nach Plänen des Architekten Bruno Nelb erbaut. Das sehr tiefe freistehende Mietshaus entspricht dem an der Südseite dieses Straßenabschnitts dominierenden Gebäudetyp, der lediglich in Dachlandschaft, Erker- und Fassadendekoration variiert. Die Fensterformen und der an Erkern, Giebeln und Portal konzentrierte Bauschmuck zeigen Jugendstil-Einfluss. LfD/1998 (vgl. Denkmaltopographie Stadt Leipzig) | 09295198 |
|                                         | Mietshaus in offener Bebauung | Kurt-Eisner-Straße 92 (Karte)            | 1905 (Mietshaus) | Putzfassade mit reichem Fassadendekor, breiter Mittelerker und Eckerker, im Stil des Späthistorismus, baugeschichtlich von Bedeutung Denkmaltext 1905 vom Baubüro Zimmermann und Kuhn, die auch Bauherren und Ausführende waren, errichtet. Das freistehende Mietshaus auf fast quadratischem Grundriss bietet mit seitlichem Eckerker und hofseitigem Vorbau Spielraum für eine individuelle und zweckmäßige Grundrissgestaltung der je zwei verschieden großen Wohnungen. Die durch den dreiachsigen Eingangsrisalit leicht asymmetrische Fassade besticht durch ihre differenzierte Flächengestaltung: Vor der Folie eines zarten Kammputzes zeigt sie flächigen oder kleinteiligen Dekor in geradlinigen strengen Jugendstilformen. Einziges verspieltes Element sind die floralen Konsolen aus Bronzeblech, die den sternengeschmückten Giebel tragen. | 09295197 |
|                                         | Mietshaus in offener Bebauung, mit seitlicher Toreinfahrt | Kurt-Eisner-Straße 94 (Karte)            | 1904 (Mietshaus) | reduzierte Putzfassade, zwei Erker, baugeschichtlich von Bedeutung Denkmaltext 1904 nach Entwurf des Architekten Hugo Kaiser, der zugleich Bauherr war, errichtet. Nach Teilzerstörung 1952 unter Beibehaltung der Fassadengrundstruktur vereinfachend wiederaufgebaut. Die Erker besaßen Konsolen und geschweifte Dachaufbauten und waren mit kartuschen- und beschlagwerkartigem Stuck versehen. Ursprünglich hohes Walmdach mit Gauben. LfD/1998 (vgl. Denkmaltopographie Stadt Leipzig) | 09295196 |